# Palais-Royal
El Palais-Royal (en francés, lit. 'Palacio Real') es un conjunto monumental parisino —un palacio, unos jardines, unas galerías y un teatro— situado al norte del palacio del Louvre, en el I distrito de París, que fue y es un destacado lugar de la historia de Francia y de la vida parisina.
Construido por el cardenal Richelieu para ser su residencia parisina a partir de 1624, el conocido como Palais-Cardinal ('Palacio cardenalicio') fue donado al rey Luis XIII en 1636. Tras la muerte del monarca, sirvió como residencia a la reina regente Ana de Austria y al rey Luis XIV niño durante los disturbios de la Fronda, momento en que se pasó a ser nombrado Palais-Royal, nombre que retuvo a pesar de que tras 1652 casi nunca volvió a alojar a un soberano francés.
Felipe I de Orleans, hermano menor de Luis XIV, vivió en el palacio desde 1661 y en 1692 le fue donado en apanage. Fue desde entonces la residencia oficial de los duques de Orléans y sufrió constantes reformas, ampliaciones y modificaciones. Durante la minoría de edad de Luis XV fue la sede del gobierno y residencia del regente. A partir de 1780, el duque Luis Felipe II de Orléans, futuro Philippe Égalité, realizó una grandiosa operación inmobiliaria dirigida por el arquitecto Victor Louis, enmarcando el jardín posterior con construcciones uniformes y galerías que se convertirán durante medio siglo —por sus cafés, restaurantes, salones y otros establecimientos de entretenimiento—, en el lugar de encuentro de moda de una sociedad parisina elegante y a menudo libertina. El cierre de las casas de juego que había en sus galerías se hizo en 1836.
El espectáculo siempre estuvo, y ha estado, presente en el Palais Royal: Richelieu tenía allí su propio teatro; la troupe de Molière se instaló en la sala en 1660 y a su muerte, fue Lully quien instaló allí la sede de la Ópera de París, que se incendió en 1763 y en 1781. El Teatro Montansier se abrió en 1787 y la Comédie-Française se instaló en la nueva sala del Palais-Royal en 1799.
Tras ser confiscado y vaciado durante la Revolución, en 1814 el palacio y el jardín fueron restituidos a los Orléans, iniciándose otra gran campaña para finalizar el palacio y dotarlo de un aspecto homogéneo. En 1830, Luis Felipe I fue proclamado «rey de los franceses» en el palacio y al año siguiente partió a vivir a las Tullerías. Tras los graves saqueos de 1848, el Palais-Royal fue puesto a disposición del exrey Jerónimo Bonaparte durante el Segundo Imperio. Parcialmente incendiado durante la Comuna de París, desde 1871 fue asignado a distintas administraciones públicas. Hoy alberga el Consejo de Estado, el Consejo Constitucional y el Ministerio de Cultura. En la parte posterior de los jardines se encuentran los antiguos edificios de la Biblioteca Nacional de Francia.
Las últimas intervenciones en el Palais-Royal fueron la instalación en 1986 de Les Deux Plateaux, una obra escultórica de Daniel Buren en el patio principal, y en 1996 de las fuentes de Pol Bury en la columnata anexa.

## Localización

Palais-Royal, Paris: 1. Ministère de la Culture - 2. Conseil constitutionnel - 3. Conseil d'État - 4. Comédie-Française - 5. Théâtre éphémère - 6. Colonnes de Buren - 7. Théâtre du Palais-Royal

El conjunto arquitectónico del Palais-Royal está limitado por la rue Saint-Honoré y la plaza Colette, al sur, por la rue de Richelieu, luego por la rue de Montpensier, al oeste, por la rue de Beaujolais, al norte, y por la rue de Valois, al este.

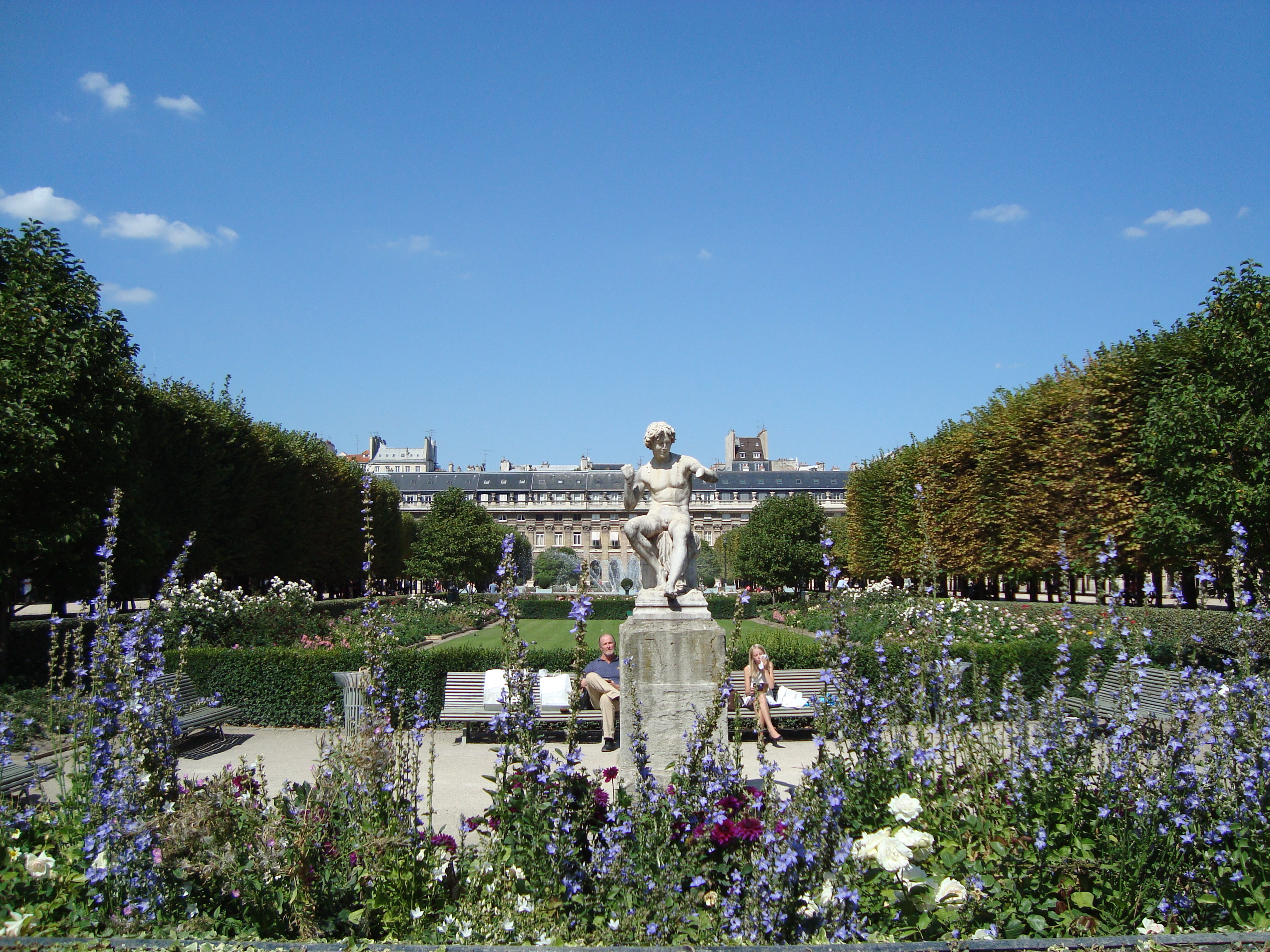
Vista de los jardines
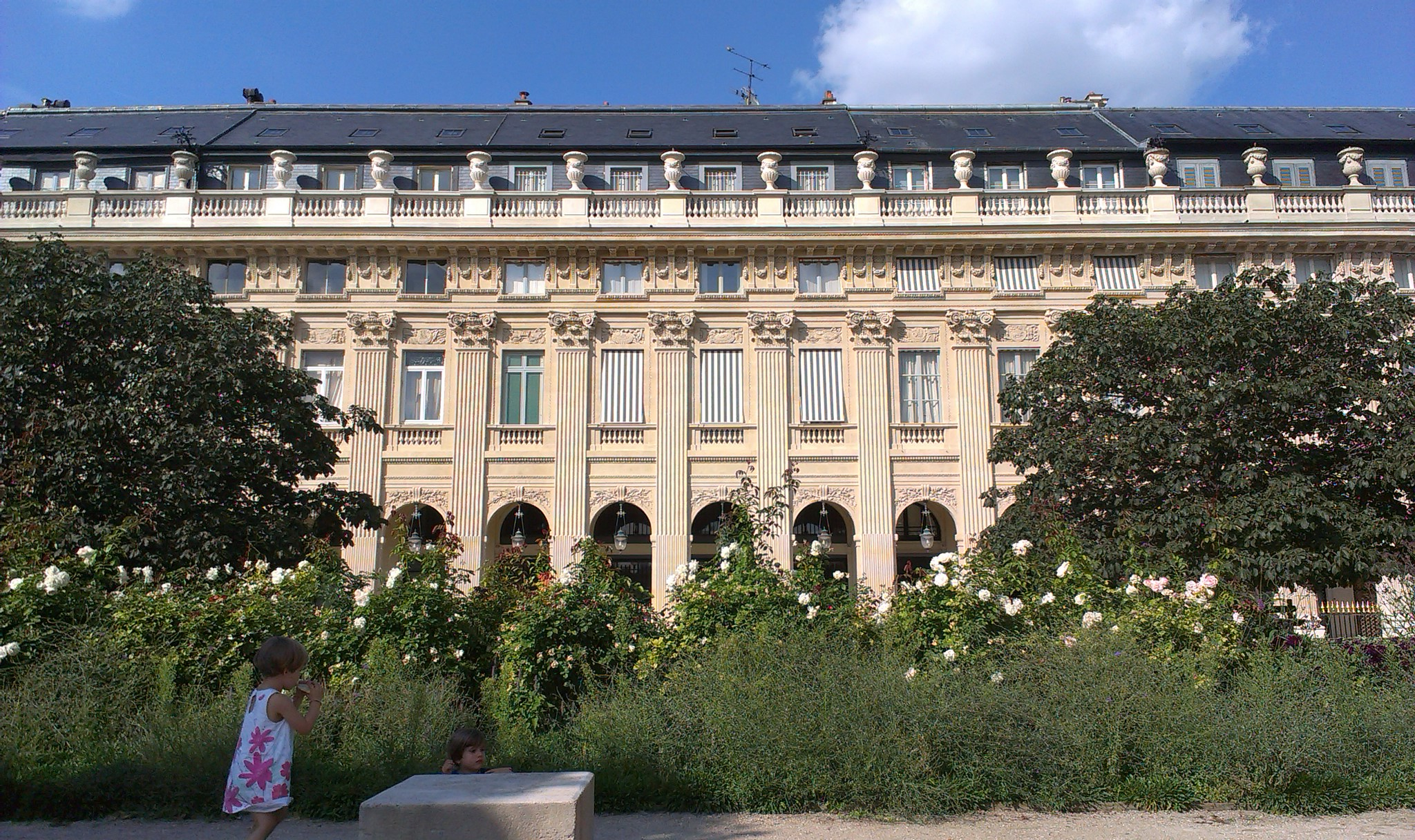
Fachada a los jardines
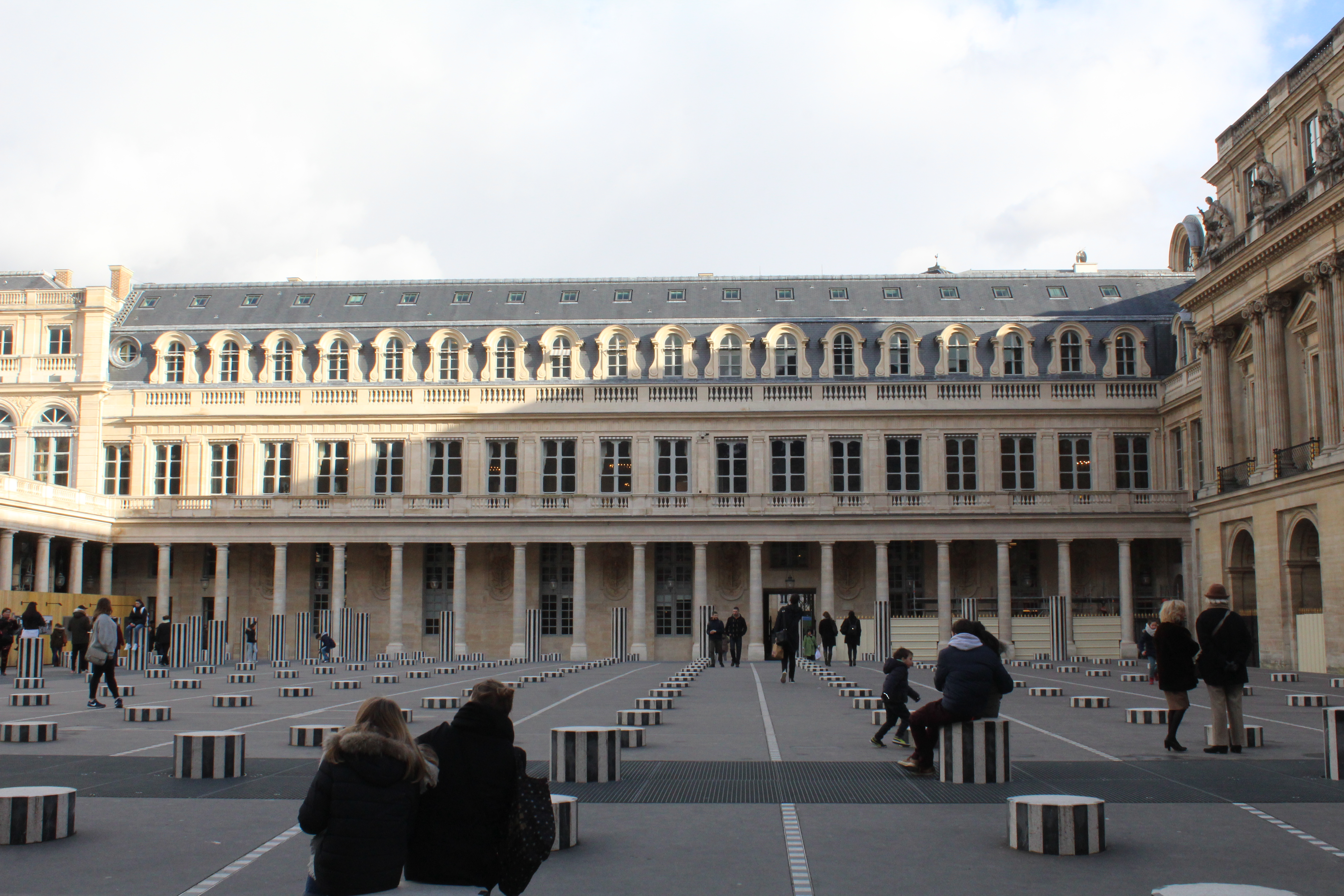
Fachada este del Palais-Royal
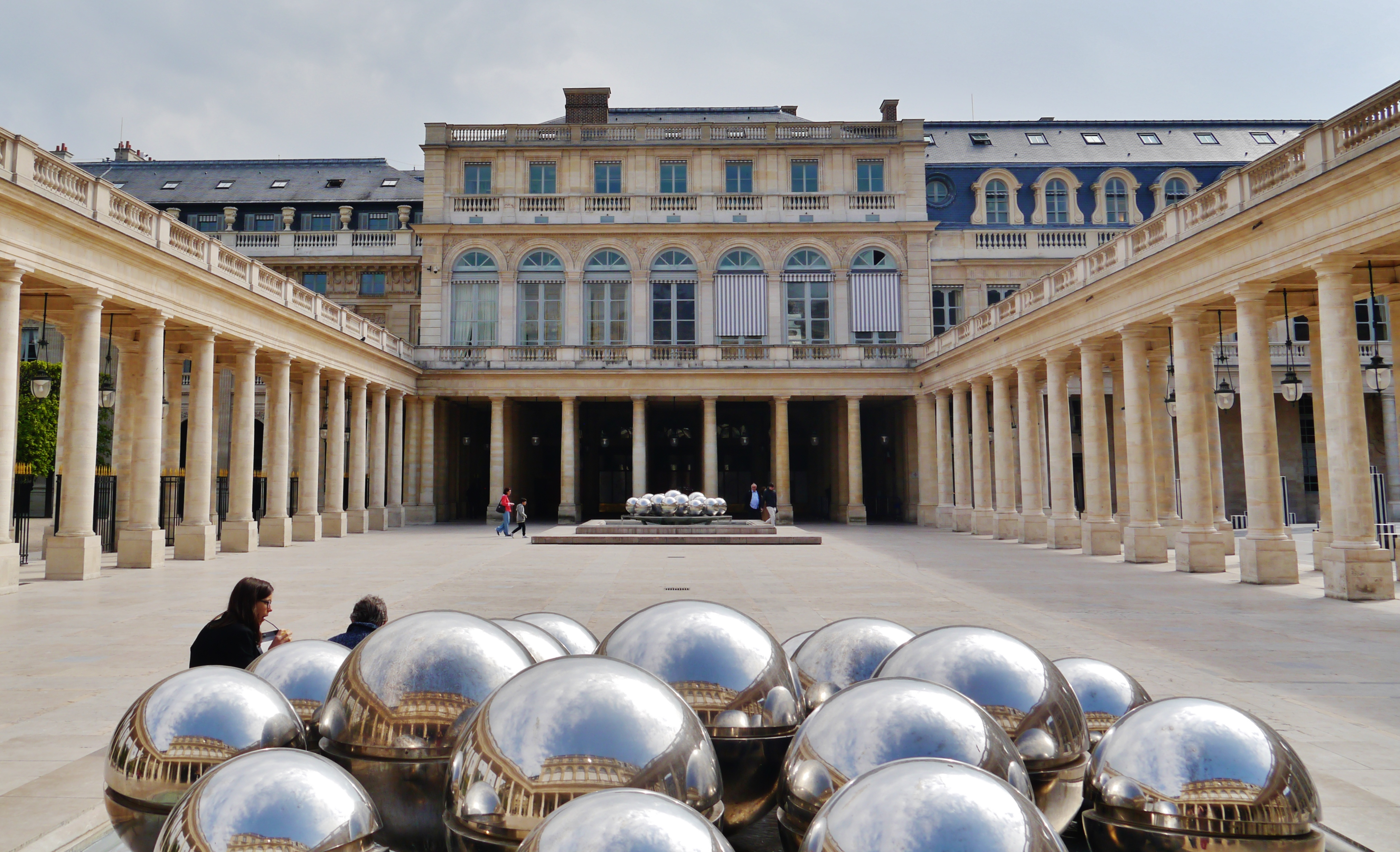
Galería de Orléans, con las fuentes de Pol Bury
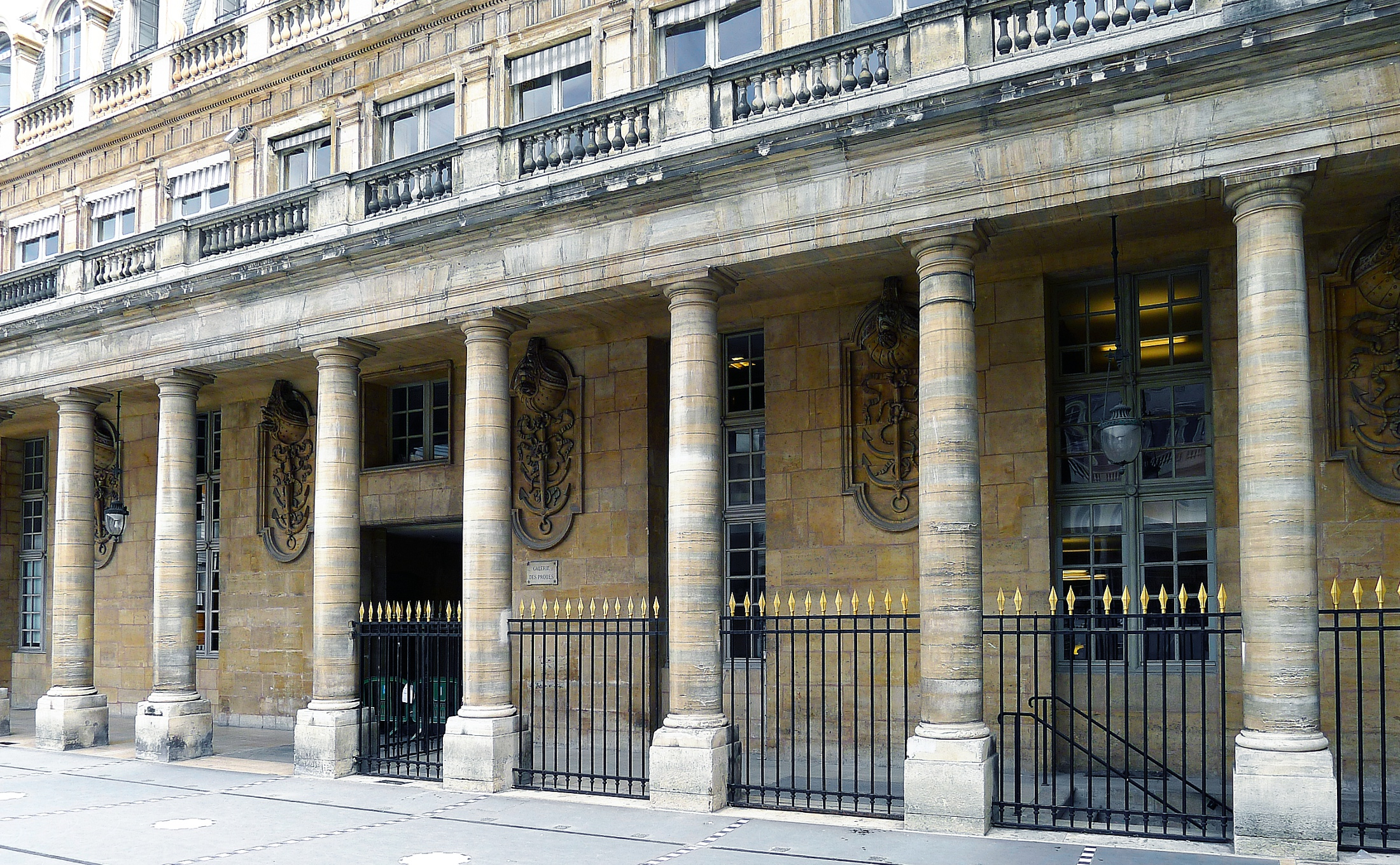
La Galerie des Proues, lo único que se conserva del Palais-Cardinal

## Historia

### ElPalais-Cardinal

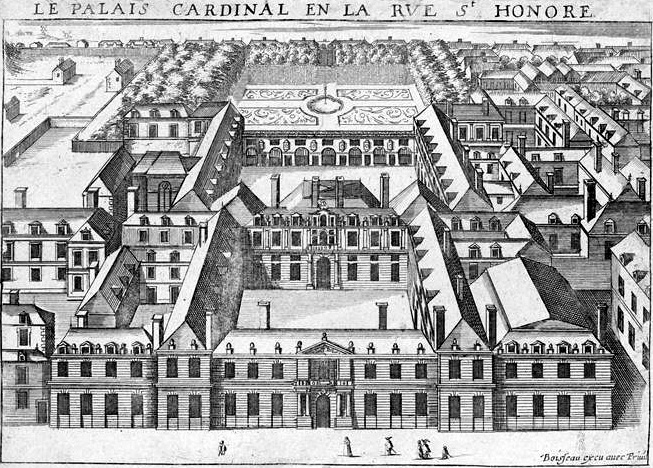
Vista de pájaro del Palais-Cardinal (circa 1641)

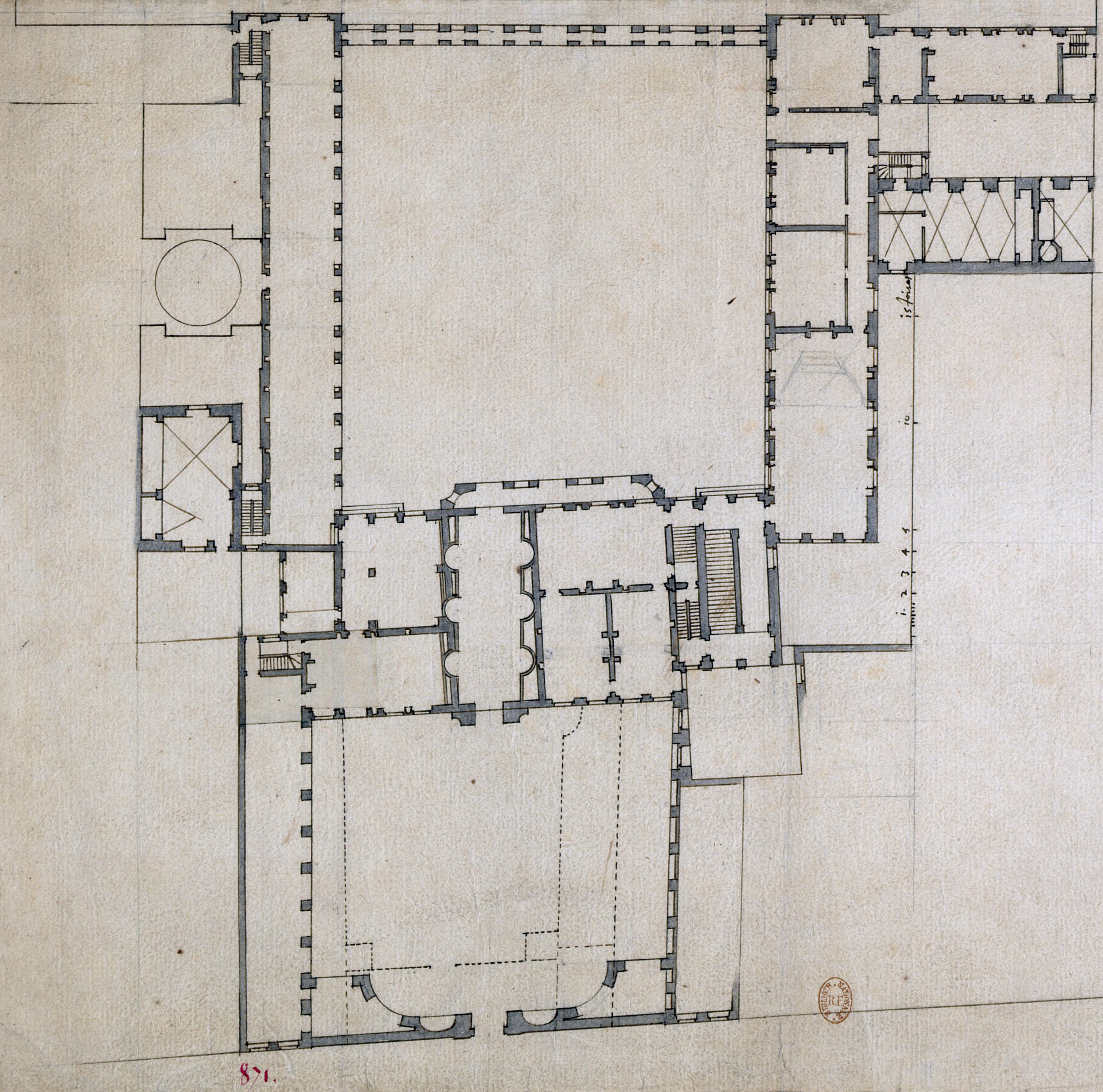
Planta baja del palacio según el primer proyecto de ampliación de Jacques Lemercier, circa 1633.

Richelieu adquirió en 1624 por 90 000 francos el hôtel de Rambouillet (no confundir que el edificio del mismo nombre sede de un salón literario), un hôtel particulier que presentaba para él la doble ventaja de estar cerca del Louvre y de estar bordeado por un fragmento de la muralla de Carlos V que podía, si fuera demolida, proporcionarle un gran espacio en la ciudad detrás de su hôtel. Ese será el caso en 1633, cuando una patente real le otorgaba la propiedad de esas tierras traseras.
Luego emprendió, apelando al arquitecto Jacques Lemercier, que acababa de completar el pabellón de Reloj del Louvre, la transformación del hôtel en un palacio real con suntuosos apartamentos. Las obras de ampliación finalizaron en 1639 y el resultado fue una espaciosa residencia urbana en forma de H que gozaba de un amplio jardín en la parte posterior. Dos patios de conformaron consecuencia de esta planta: al sur cara a la calle la Cour de l'horloge y al norte cara al jardín la Cour d'honneur, mucho más amplia.
Para su decoración, Richelieu contó con los pintores Philippe de Champaigne y Simon Vouet, que concibieron las dos partes más destacables del palacio: en el ala oeste del patio de entrada, la Galerie des objets d'art, que servía para exponer la colección de arte del cardenal; y en la misma ala, pero dando frente al jardín, la Galerie des Hommes Illustres, destinada a exponer los retratos de los franceses ilustres que habían precedido al cardenal. Sauval dejó testimonios precisos sobre esa Galerie des Hommes Illustres que comportaba, acompañados de cuatro estatuas y treinta y ocho bustos de mármoles antiguos, veinticinco retratos (incluidos el de Luis XIII y el de Richelieu) pintados por Champaigne y Vouet.
Al oeste de la propiedad, el cardenal adquirió el vecino hôtel de Brion para servir de residencia a sus allegados y para albergar su amplísima biblioteca. Asimismo, en el ala sureste mandó erigir una sala de teatro, que permanecerá durante mucho tiempo como la más hermosa de París. Corneille subrayaba el carácter suntuoso de esa residencia en Le Menteur:

Y el universo entero no puede ver nada igual
 A los hermosos exteriores del Palacio Cardinal.
 Una ciudad entera, con pomba edificada,
 Parece de un viejo foso por milagro salida,
Y nos hace presumir con sus soberbios techos
 Que todos sus habitantes son dioses o reyes.
Et l'univers entier ne peut rien voir d'égal
 Aux superbes dehors du Palais Cardinal.
 Toute une ville entière, avec pompe bâtie,
 Semble d'un vieux fossé par miracle sortie,
 Et nous fait présumer à ses superbes toits
 Que tous ses habitants sont des dieux ou des rois.
 Le Menteur (1644), de Corneille

Tras el incendio de la ópera en 1763 y las reformas de Pierre Contant d'Ivry, no queda hoy del Palais-Cardinal más que la planta baja del ala noreste, la llamada Galerie des Proues decorada con motivos de rostras y de anclas marinas, que recuerda el cargo grand-maître de la navigation del cardenal.

### La residencia de Luis XIV (1643-1651)

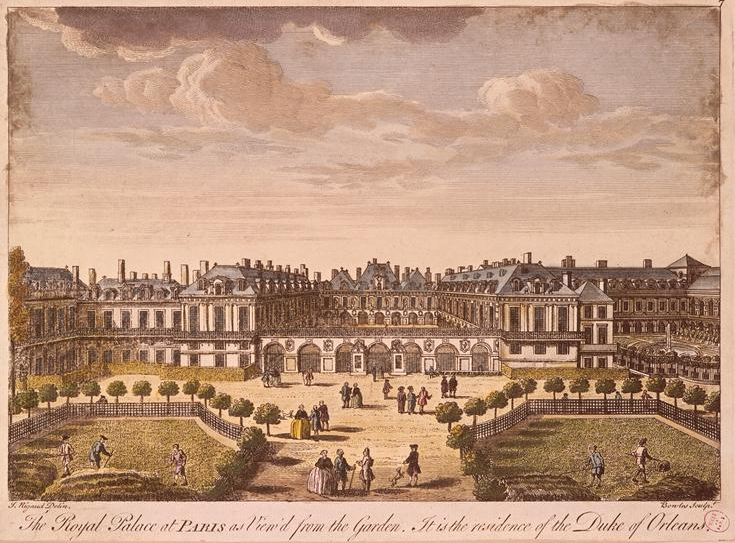
El Palais-Cardinal visto desde el jardín por un artista inglés desconocido (ca 1690)

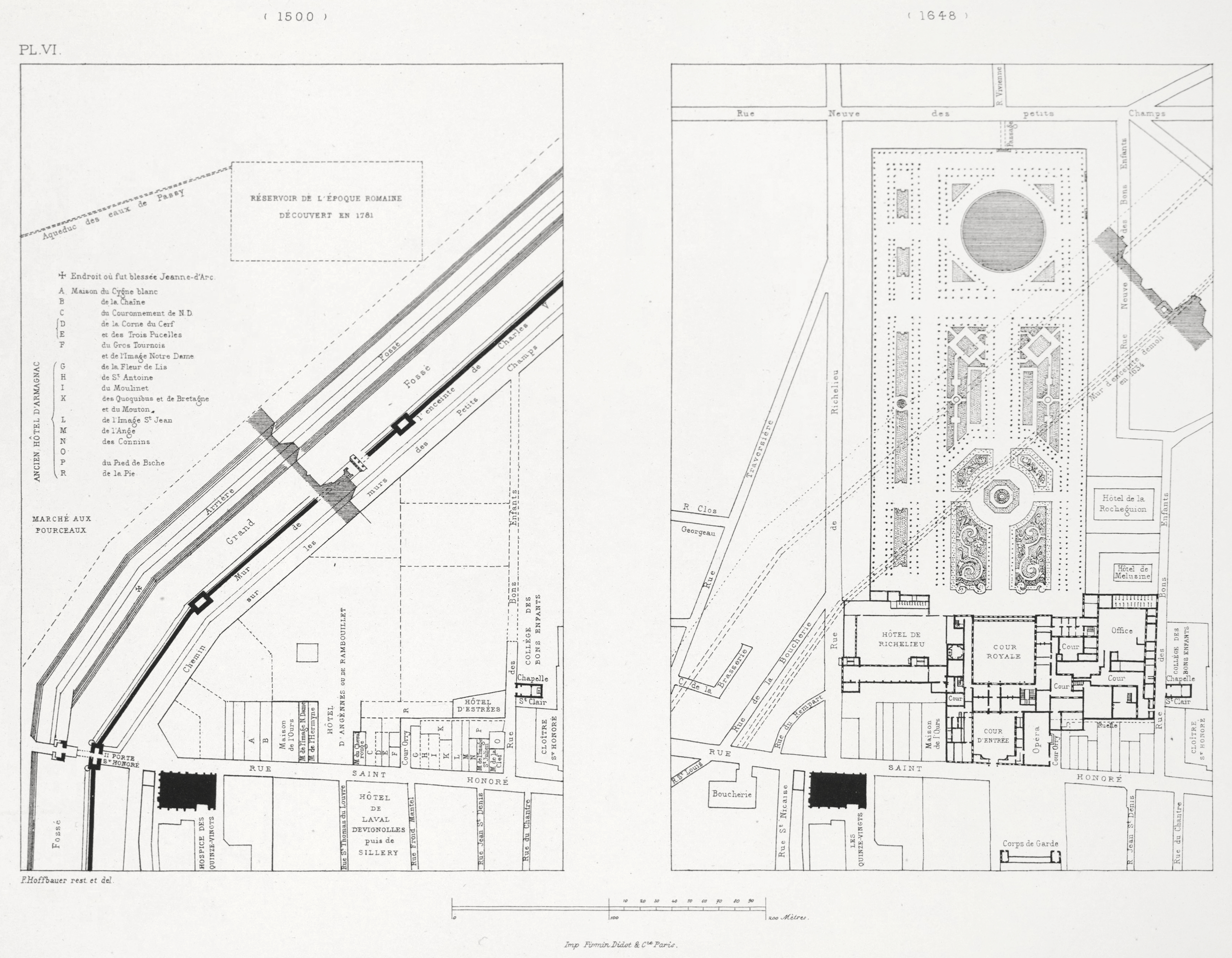
Comparación del área del Palais-Cardinal en 1500 y en 1648, según un grabado de Theodor Hoffbauer de 1885

Richelieu donó su palacio al rey Luis XIII, mediante escritura de donación con reserva de usufructo el 6 de junio de 1636, renovada por testamento, hasta su muerte en 1642. El acto de donación estipulaba que el hôtel permanecería para siempre inalienable para la Corona, siendo la causa determinante de la liberalidad que el edificio sirviese como vivienda para el rey o el heredero de la Corona, con exclusión de cualquier otra persona.
Luis XIII jamás llegó a disfrutar del Palais-Cardinal, pues murió en mayo de 1643. Sin embargo, en octubre del mismo año, la regente Ana de Austria decidió instalarse en el edificio con sus dos hijos, el futuro Luis XIV y Felipe de Orleans. Al contrario que el palacio del Louvre, constantemente en obras, el Palais-Cardinal era un edificio amplio y recién construido que además gozaba de un amplio jardín donde podía jugar el joven Luis y su hermano. Como nueva residencia de la familia real, el complejo pasó entonces a llamarse Palais-Royal (literalmente Palacio Real). El Hôtel de Sillery, situado justo enfrente fue demolido para permitir la creación de una plaza que precediera a la entrada.
Los aposentos en el Palais-Royal se dispusieron en la siguiente manera:
- el appartement de Ana de Austria en el ala noreste cara al jardín.
- el appartement de Luis XIV en el centro el palacio, su dormitorio era el mismo de Richelieu.
- el appartement de Felipe de Francia debió estar en el ala suroeste, cara a la rue Saint-Honoré, en la antigua Galerie des objets d'art tabicada a tal efecto.
- el appartement del cardenal Mazarino se localizaba fuera del palacio, en un hôtel conectado con los aposentos de Ana de Austria; su residencia oficial era, sin embargo, el Hôtel Tubeuf (actual sede de la BNF).

La reina Ana encargó la redecoración de sus aposentos, al pintor Simon Vouet. En dichos aposentos se tomaron algunas de las decisiones políticas que precedieron a la Fronda. El cardenal Mazarino, por su parte aunque disponía de unos aposentos en el palacio, adquirió el Hôtel Tubeuf (actual sede de la BNF) situado al otro lado del jardín.
El futuro rey Sol pasó cinco años de su infancia en el Palais-Royal, pero el estallido de la Fronda en 1648 puso fin a ese periodo. El 6 de enero de 1649, la regente y la familia real abandonaron furtivamente el palacio en medio de la noche, rumbo a Saint-Germain-en-Laye. La familia real volvió a París días después con la ayuda de las tropas de Gastón de Orleans y del príncipe de Condé.
El episodio más destacable de esa época ocurrió, sin embargo, en enero de 1651, cuando la muchedumbre, ante el temor que el joven rey, entonces de ocho años, hubiera abandonado el palacio, penetró a la fuerza en sus aposentos hasta llegar a su dormitorio y pasó varias horas frente a su cama. Dicen que de ese episodio inspiraría al joven monarca a construir una nueva residencia fuera de París. La familia real volvería a abandonar el Palais-Royal en septiembre del mismo año y no entraría de nuevo en París hasta 1652, después del fin de la Fronda.
A su regreso a la capital, la reina regente decidió volver a instalarse en el Louvre, al considerar que el Palais-Royal era poco seguro. Este último edificio conservó su nombre, pero nunca más volvió a servir de residencia real.

### El palacio de Felipe de Orléans (1661-1701)

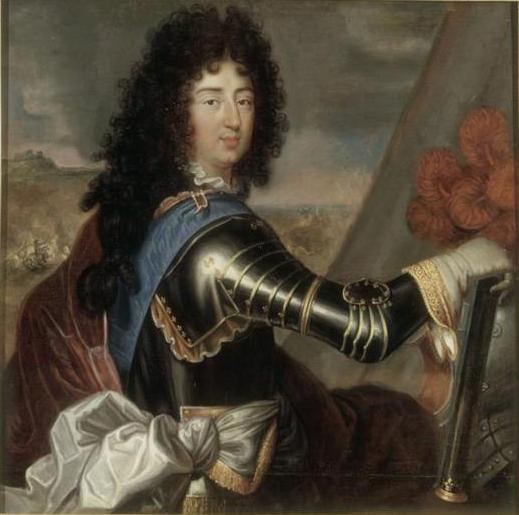
Felipe I de Orleans, hermano de Luis XIV, que, como Luis, pasó la niñez en el Palais-Cardinal

Como la escritura de donación de Richelieu implicaba la obligación de asignarla a la residencia del rey, los juristas concluyeron que la cláusula se había vuelto inaplicable y debía ser considerada como abusiva. Se consideró que el palacio, por su pequeñez y la calidad de sus edificios, no era una morada adecuada para un rey, y que solo el Louvre, por su grandeza y magnificencia, respondía a la majestad del rey. Por lo tanto, a partir de 1661 fue el hermano de Luis XIV, Felipe de Francia, duque de Orléans, llamado Monsieur, quien empezó a habitar el palacio junto con su esposa Enriqueta de Inglaterra, llamada Madame, y, después de 1671, con su segunda mujer Isabel Carlota del Palatinado.
La pareja principesca se instaló en el palacio respetando los aposentos de Ana de Austria, que permanecerían intactos e inhabitados. Monsieur habitó las salas centrales y Madame el ala suroeste que daba a la plaza y a la rue Saint Honoré.
En 1692, el rey obligó a su sobrino Felipe II de Orléans a casarse con su hija legitimada Francisca María de Borbón. En compensación por esta humillación y siguiendo los dictámenes de los juristas, en febrero del mismo año por cartas patentes el rey cedió a su hermano el Palais-Royal en apanage. Desde entonces hasta 1830, con algunas interrupciones, el Palais-Royal sería la residencia oficial de la Casa de Orléans.

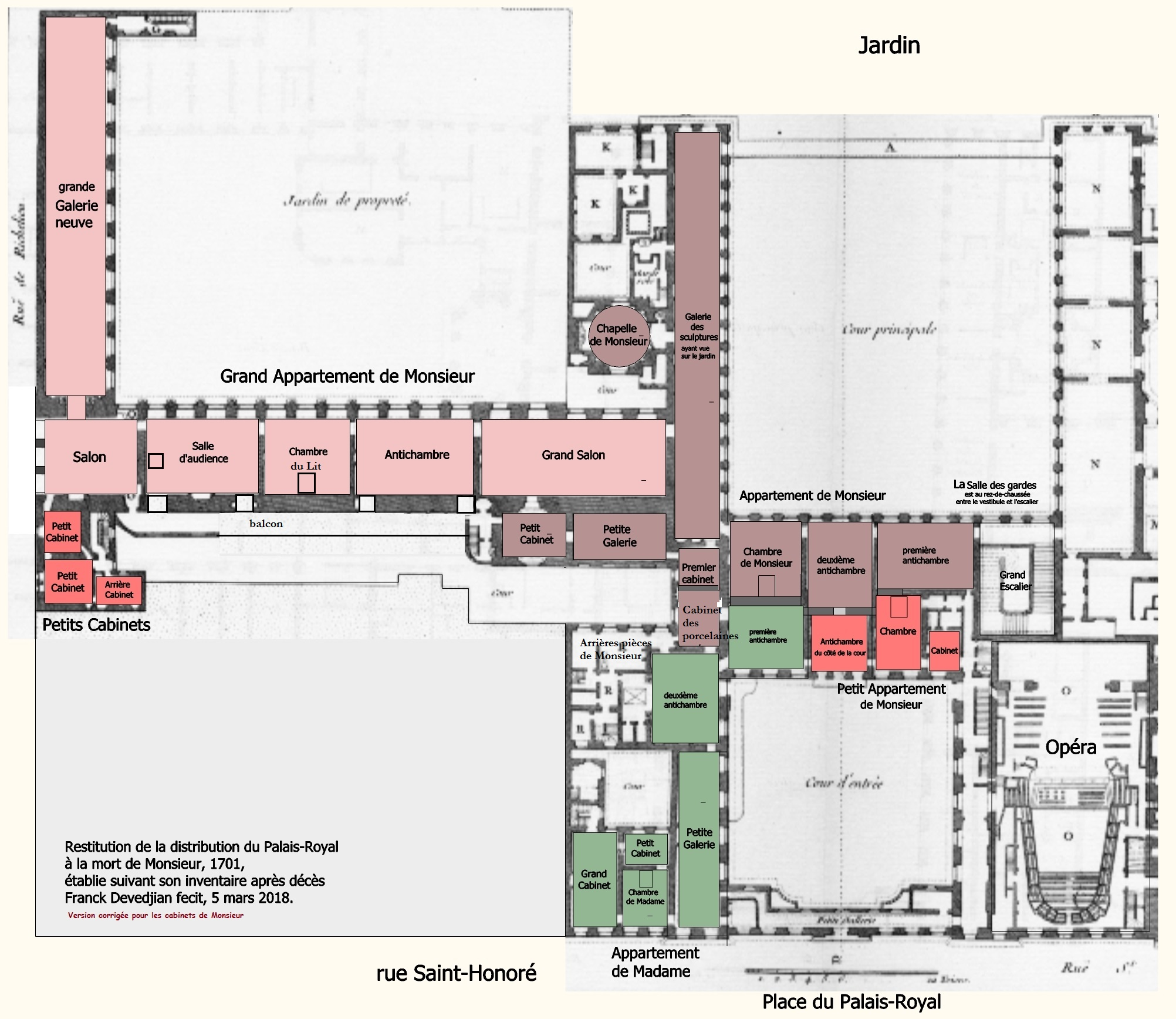
Distribución hipotética de la primera planta del Palais-Royal según el inventario hecho tras la muerte de Monsieur en 1701 (en salmón, el Grand Appartement)

De 1661 a 1692, ya que el palacio no era propiedad particular de Monsieur, sino del rey, pocos cambios y obras tuvieron lugar en él. No obstante sí que cabe destacar la instalación en el vecino Hôtel de Brion (antigua biblioteca de Richelieu luego trasladada a la Sorbona) de la Academia Real de pintura y escultura. Sería precisamente allí donde nacerían los primeros Salons de pintura, celebrados en 1667, 1669, 1671 y 1673. La Academia se trasladaría al palacio de Louvre en 1692. Más cambios importantes fueron la instalación de la sede de la Ópera de París en la antigua sala de teatro de Richelieu en el ala sureste en 1673, la creación de un jardín a la francesa por Le Nôtre en 1674, o la instalación en 1675 de Felipe de Lorena en un coqueto apartamento en el extremo norte de la Galerie des Hommes Illustres.
Transformaciones más importantes tuvieron lugar a partir de 1692, concentradas sobre todo en la parte oeste del Palais-Royal. El Hôtel de Brion, también cedido a Monsieur, fue completamente reformado de 1692 a 1700 por Mansart. La galería de la Academia fue dividida y se creó un suntuoso grand appartement (color salmón en el plano de la derecha) para el duque de Chartres que se prolongaba con una nueva galería perpendicular al edificio original y paralela a la rue de Richelieu. En la planta baja, con una distribución parecida se situaba el appartement de la duquesa de Chartres. En el centro de estos nuevos edificios se estableció un pequeño jardín privado llamado Jardin de l'Orangerie o Jardin des Princes.
Felipe, a diferencia de su hermano que pasaba casi todo su tiempo en Versalles, hizo del Palais-Royal su residencia principal, a la vez que reconstruía el palacio de Saint-Cloud. Siempre acudía al teatro y a la ópera, ofrecía grandiosas recepciones en el Palais-Royal y se dejaba ver en los mercados y ferias. Se convirtió así en un personaje tremendamente popular en París y al mismo tiempo en una suerte de representante del rey en la vieja capital, al menos en el terreno social. Monsieur fue un gran mecenas, no solo por su generosidad sino por su gusto refinadísimo y experto.
El 19 de junio de 1701 falleció Felipe pasando el palacio a su hijo Felipe II de Orleans, sobrino de Luis XIV, que continuó las obras iniciadas por su padre. 

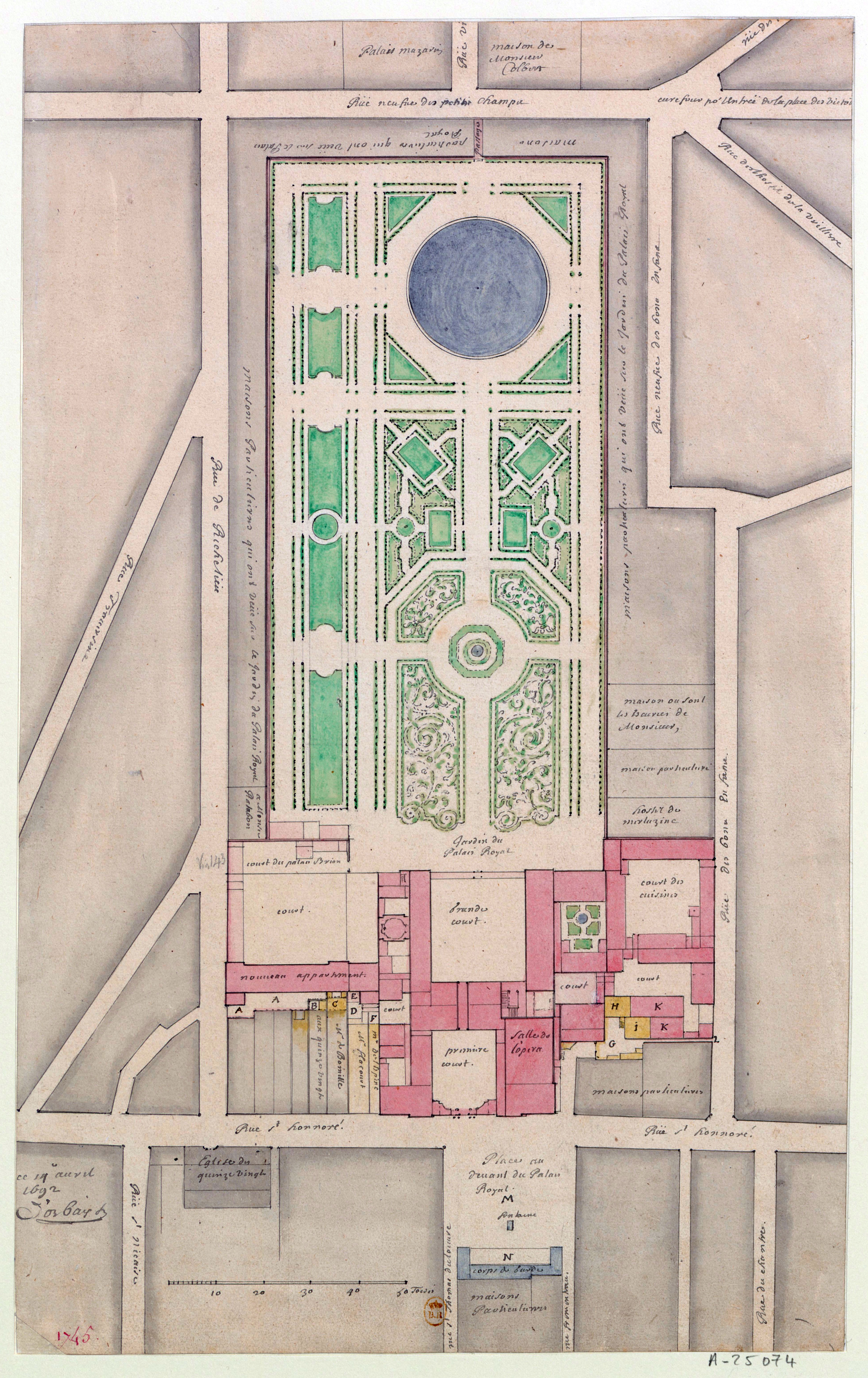
Planta general del conjunto (1692)
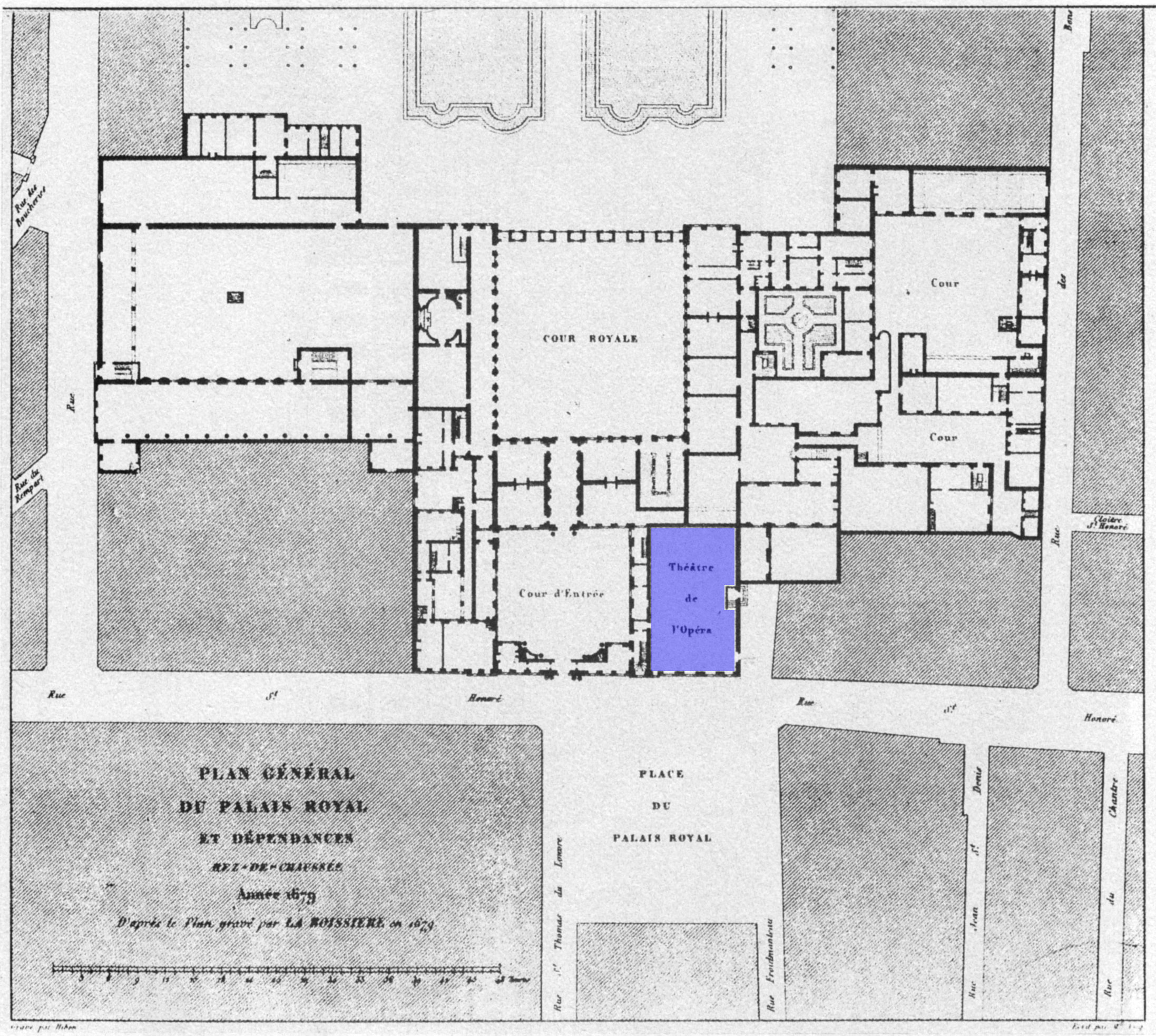
Planta del Palais-Royal con la sala de teatro erigida por Richelieu en azul; desde 1673 fue la sede de la Ópera de París

### La edad de oro: el regente en el Palais-Royal (1701-1723)

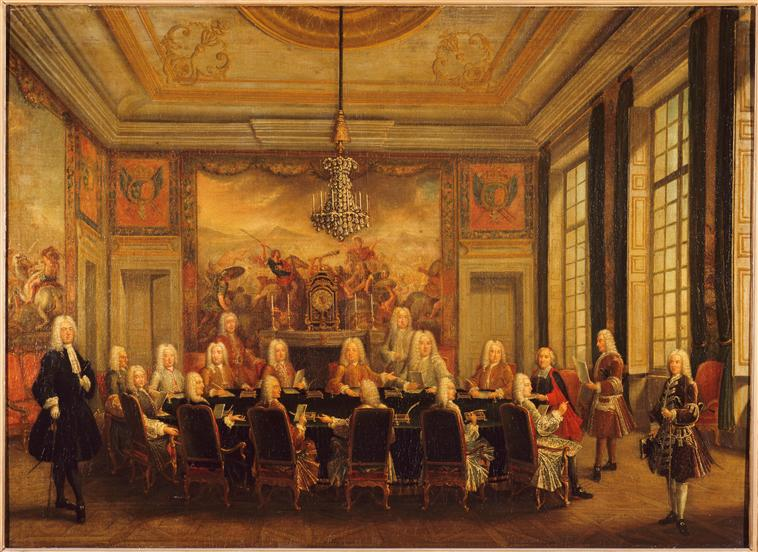
Consejo del Regente en el Palais-Royal. Las paredes están cubiertas con tapices de los Gobelinos, con el escudo real de Francia sobre las puertas. La pieza parece corresponder a la segunda antecámara del inventario de Monsieur en 1701

Bajo Felipe II de Orleans, y sobre todo durante la Regencia (1715-1723) el Palais-Royal que se convirtió en el corazón de la vida política y artística francesa suplantando a Versalles. El duque, regente durante la minoría de edad de Luis XV, mandó trasladar a la corte y al joven rey a las Tullerías y él mismo dirigió la política del país desde el Palais-Royal.

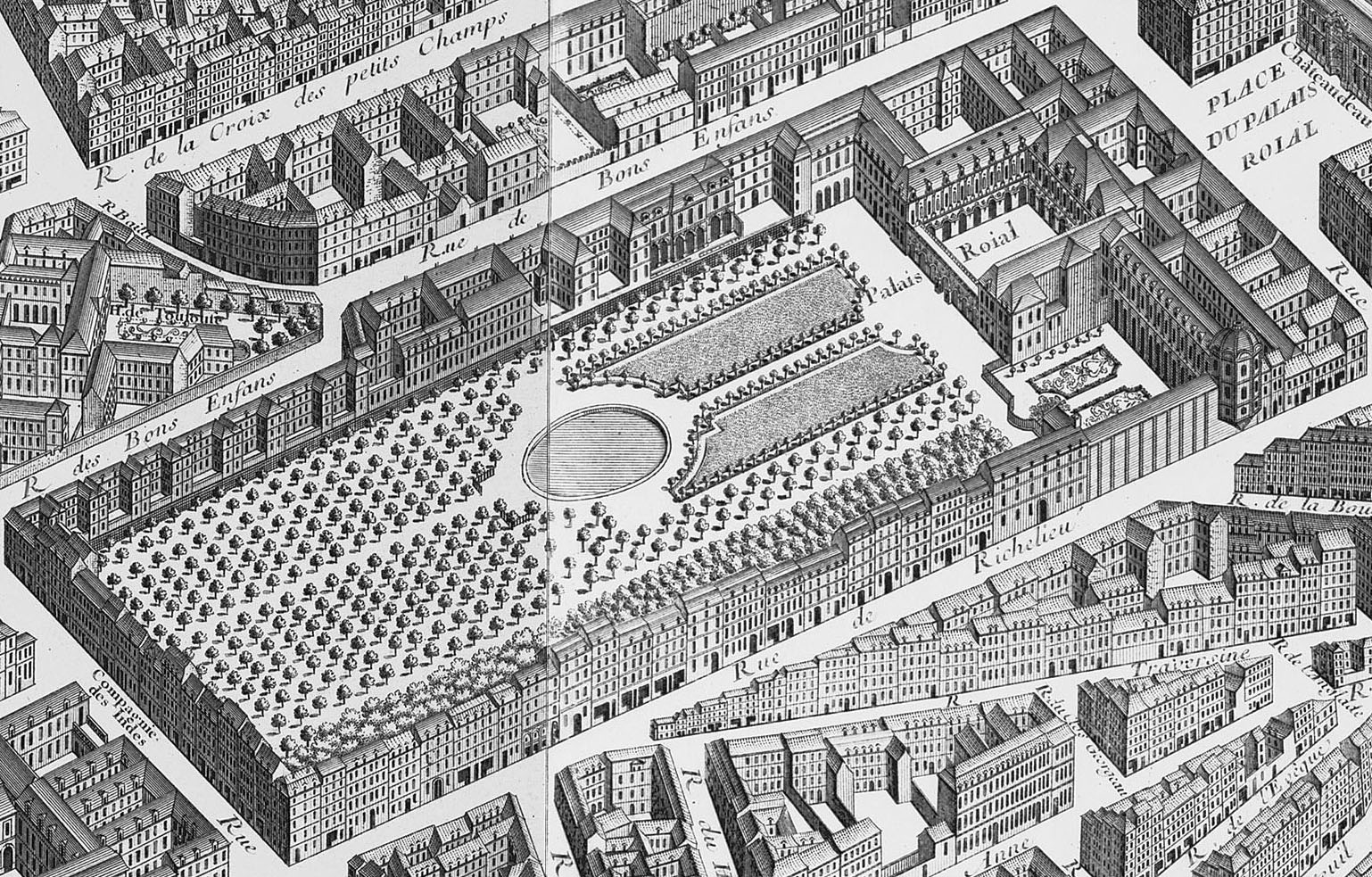
El Palais-Royal en el plano de Turgot en 1735

También fue un periodo de constantes obras, iniciadas tras la muerte de su padre en 1701 y solo concluidas con su propia muerte en 1723. La galería fue decorada entre 1702 y 1705 con frescos de la historia de Eneas pintados por Antoine Coypel y, por lo tanto, recibió el nombre de Galerie d'Énée. De 1713 a 1718, las paredes de la galería fueron completamente decoradas por Gilles-Marie Oppenordt evocando las hazañas militares del Regente. Hacía 1716, los aposentos de la duquesa de Orléans en la planta baja fueron completamente redecorados y Oppenordt creó un suntuoso dormitorio para el Regente en el ala suroeste, en el mismo espacio donde debió estar la de Richelieu y Luis XIV. En 1715 o 1719 el arquitecto Jean-Sylvain Cartaud construyó dos pequeños gabinetes anexos al Grand Appartement con iluminación cenital para exponer las pinturas flamencas del duque y, el mismo año, anexos al salón de Oppenordt se crearon pequeños aposentos para las cenas íntimas del regente. Finalmente, entre 1719 y 1721, el gran gabinete del Regente en el extremo del Grand Appartement fue completamente rehecho por Gilles-Marie Oppenordt, creando un gran espacio oval con un cúpula y una decoración emblemática del estilo Regencia y que anunciaba ya el Rococó.

Alzado y sección del Palais-Royal según aparece en Architecture françoise(1754) de Jacques-François Blondel

En el apogeo de la Regencia, el Palais-Royal se distribuya de la siguiente manera:
- el Grand Appartement en la zona oeste del palacio con: un gran salón, una antecámara/comedor, un dormitorio de ceremonia, una gran sala de audiencias para los embajadores, el gran gabinete o salón decorado por Oppenordt y la galería con las escenas de la Eneida.
- los cabinets flamands anexos al sureste del anterior y compuestos por el Salon à la lanterne y la Rotonde.
- los petits appartements para las cenas íntimas situados cara a la rue de Richelieu y formados por un gabinete, un dormitorio y una pequeña cocina.
- la escalera principal, la sala de guardias y las antecámaras se situaban en el ala central cara al jardín (norte).
- el appartement de la duquesa viuda estaba también en el ala central pero cara a la rue Saint-Honoré (sur).
- el appartement d'hiver del Regente se localizaba en el ala suroeste cara a la rue Saint-Honoré y lo formaban un gran dormitorio con alcoba, la pequeña Galerie des objets d'art de Richelieu y varios pequeños gabinetes.
- el appartement de la duquesa de Orléans seguía estando en la planta baja justo debajo del Grand Appartement.
- el appartement de Ana de Austria en el ala noreste permanecía desocupado.

Mecenas y gran coleccionista, el Regente reunió en el Palais-Royal una fabulosa colección de cuadros, la más importante después de la del rey, con más de quinientas obras de pintores ilustres (la colección será vendida a partir de 1788 por el futuro Philippe-Égalité). Entre las obras maestras que incluía, se cuentan cinco de las poesías (mitologías) pintadas por Tiziano para Felipe II de España, La resurrección de Lázaro de Sebastiano del Piombo y tres famosos originales de Correggio.
Las fiestas oficiales y las cenas galantes se sucedían en el Palais-Royal. Además, bailes públicos, pero con un alto costo de entrada, se celebran en la sala de la ópera en invierno, tres veces por semana. El regente se entretenía asistiendo a ellos de incógnito, siendo el uso obligatorio de la máscara lo que favorecía la confusión de rangos. Era, según Saint-Simon, una de las razones para mantener su residencia en París:

El duque de Orleans no tenía más que dar un paso para ir allí al salir de sus cenas para mostrarse, a menudo en un estado poco conveniente. [A Saint-Simon le habría gustado] alejar al duque de Orleans de las perniciosas compañías con las que cenaba todas las noches, del estado en el que a menudo aparecía en los bailes de la Ópera, y del tiempo que perdía después de todas las representaciones de esos espectáculos. Pero fue precisamente eso lo que lo unió a la estancia de París de la que no había forma de apartarlo.
M. le duc d’Orléans n’avait qu’un pas à faire pour y aller au sortir de ses soupers et pour s’y montrer souvent en un état peu convenable.» Saint-Simon aurait voulu « éloigner M. le duc d’Orléans des pernicieuses compagnies avec qui il soupait tous les soirs, de l’état auquel il se montrait souvent aux bals de l’Opéra et du temps qu’il perdait après toutes les représentations de ces spectacles. Mais c’est précisément ce qui l’attachait au séjour de Paris duquel il n’y eut pas moyen de le tirer.
Saint-Simon, 1715.

### El letargo con Luis "el Piadoso"  (1723-1752)

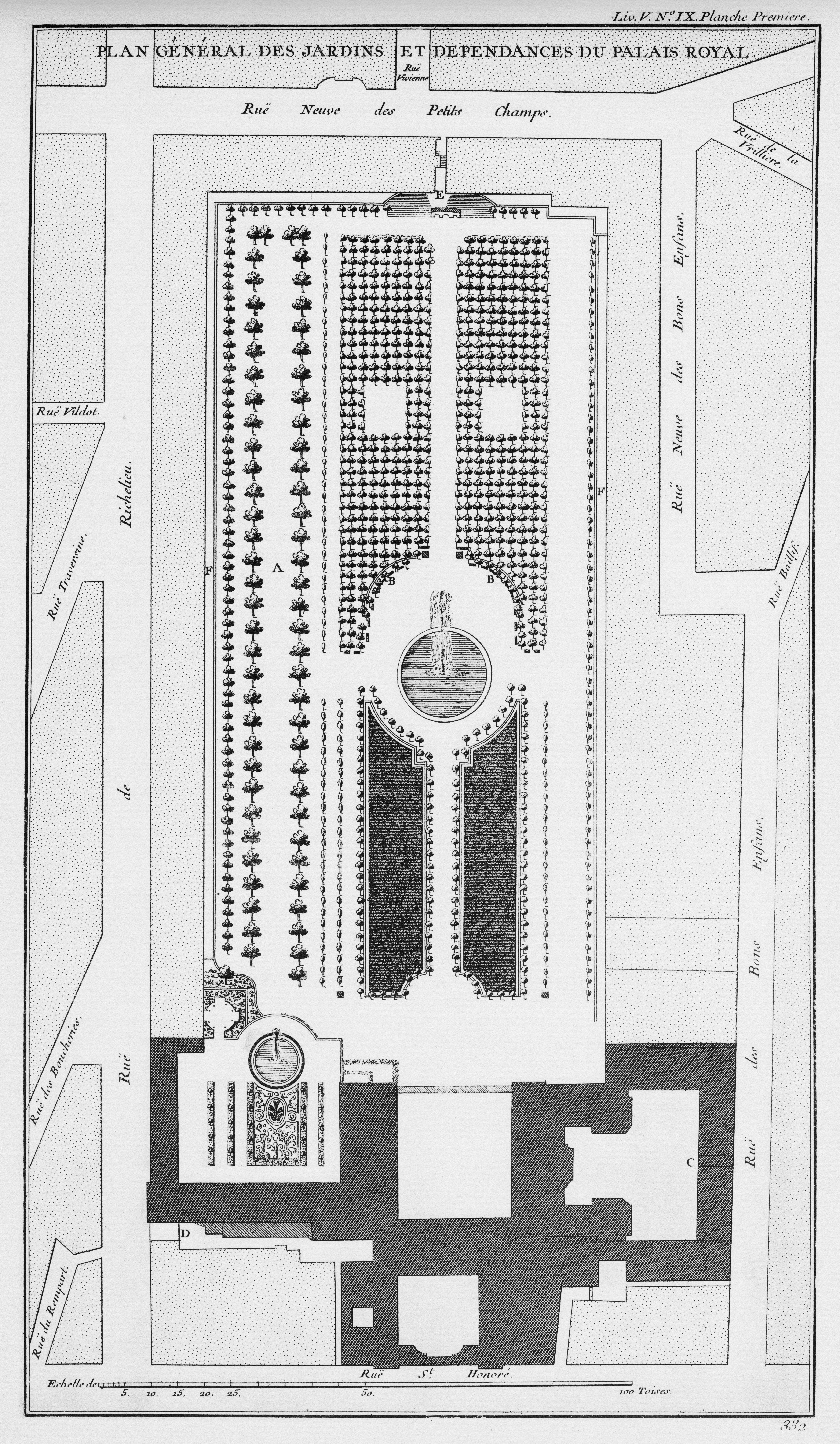
Nuevo jardín de Desgots según aparece en Architecture françoise (1754) de Jacques-François Blondel.

Cuando murió el regente en 1723, el palacio cayó en un semi-letargo y ninguna transformación de envergadura tuvo lugar en los próximos 30 años. Su hijo y heredero, Luis I de Orleans "el Piadoso", tempranamente viudo tras la muerte de su esposa Augusta de Bade en 1726, prefirió encargar suntuosos muebles a Charles Cressent, piezas de argenterie al orfebre François-Thomas Germain y esculturas a Michel Ange Slodtz. Sí que cabe destacar, no obstante, el tabicamiento de la Galerie des Hommes Illustres del ala noroeste en 1727 y, más importante, en nuevo jardín que en 1730 diseñó Claude Desgots, discípulo de Le Nôtre. Poco después, el jardín fue abierto al público (pero prohibidos a personas con ropas descuidadas y a los sirvientes en librea) y atrajo a una multitud de paseantes. Es en él donde comienza la obra de El sobrino de Rameau:

Haga bueno o haga malo, tengo la costumbre de irme a pasear, a eso de las cinco de la tarde, por el Palacio Real. Siempre se me ve solo meditando en el banco de Argenson [...] […] Abandono mi espíritu a su libertinaje. Le dejó seguir libremente la primera idea sensata o loca que se presente, tal y como se ve en la alameda de Foy a nuestros jóvenes disolutos siguiendo los pasos de una cortesana de aspecto desenvuelto, rostro risueño, mirada viva, nariz respingona, abandonando a una por otra, coqueteando con todas sin comprometerse con ninguna. Mis ideas son mis amantes.
Qu’il fasse beau, qu’il fasse laid, c’est mon habitude d’aller sur les cinq heures du soir me promener au Palais-Royal. C'est moi qu'on voit toujours seul, rêvant sur le banc d'Argenson […] J'abandonne mon esprit à tout son libertinage. Je le laisse maître de suivre la première idée sage ou folle qui se présente, comme on voit dans l'allée de Foy nos jeunes dissolus marcher sur les pas d'une courtisane à l'air éventé, au visage riant, à l'œil vif, au nez retroussé, quitter celle-ci pour une autre, les attaquant toutes et ne s'attachant à aucune. Mes pensées, ce sont mes catins.
El sobrino de Rameau (1760), de Diderot

Luis I de Orleans, cada vez más melancólico y religioso tras la muerte de su esposa, se retiró en 1741 a la abadía de Santa Genoveva de París, donde vivió rodeado de libros, medallas y grabados. Allí murió en 1752 sin haber vuelto a pisar el Palais-Royal. Mientras tanto, fue su madre Francisca María de Borbón, hasta su muerte en 1749, y luego su hijo Luis Felipe I de Orléans quienes se encargaron de administrar los bienes de los Orleans. Asimismo, dado el apanage de los Orléans estaba cerrado a la policía real, varias actividades ilícitas comenzaron a tener lugar en los jardines: galantería y agitación política que anuncian la vocación del Palais-Royal.

### Los cambios de Luis Felipe "el Grande" (1752-1780)

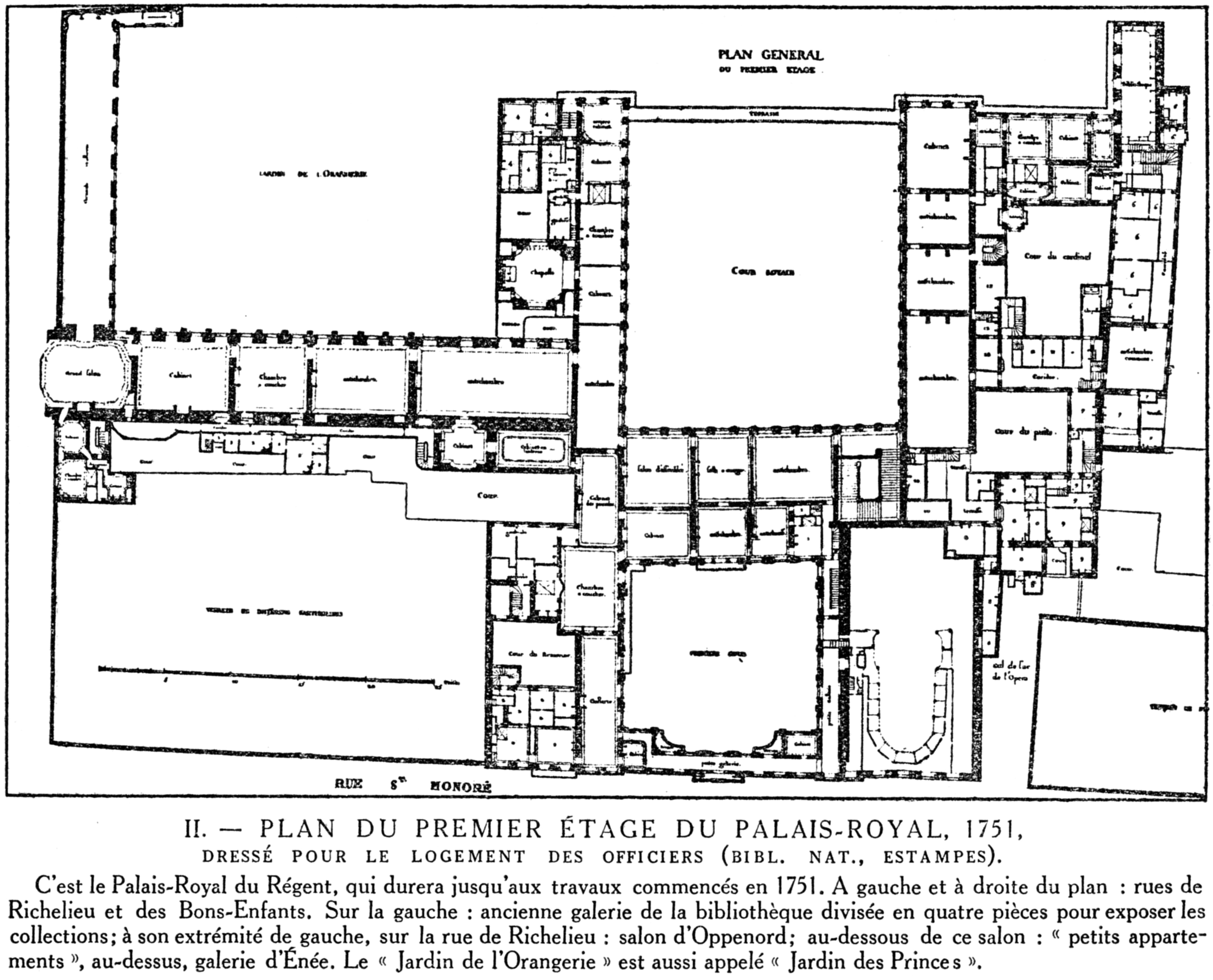
El Palais-Royal en 1751, con las últimas grandes obras efectuadas durante la Regencia

El Palais-Royal hacia 1760, después de la primera intervención de Contant d'Ivry.

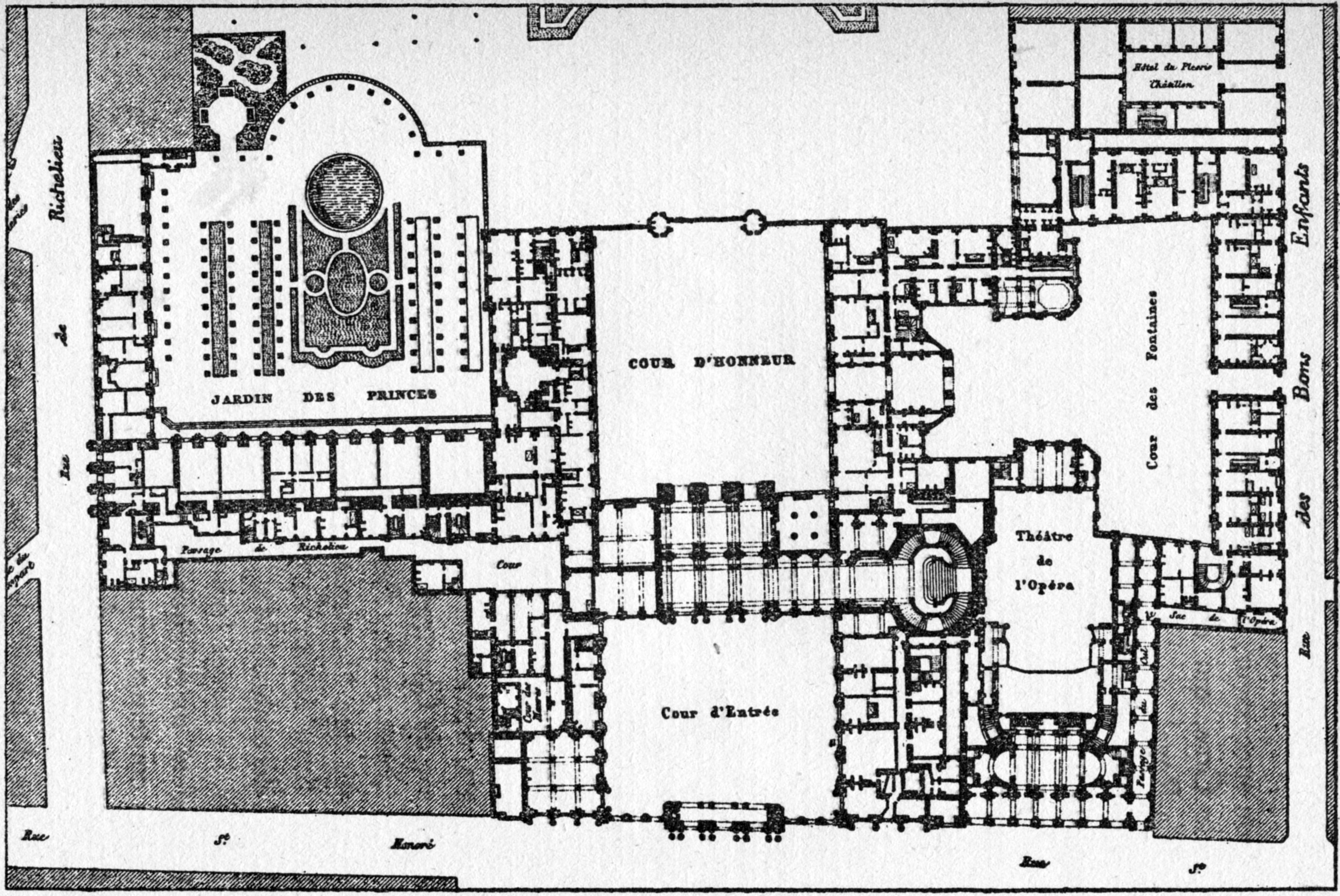
El Palais-Royal en 1780, después de la segunda intervención de Contant d'Ivry

Al contrario de su padre, Luis Felipe I de Orleans "el Grande" y su esposa Luisa Enriqueta de Borbón-Conti llevaron una vida de fastos y fiestas en el Palais-Royal y sobre todo en Saint-Cloud. Él se instaló en el ala noroeste, en la antigua Galerie des Hommes Illustres de Richelieu que finalmente había sido tabicada y ella en los antiguos aposentos de Ana de Austria en el ala noreste.
Ante la negativa de su padre, ninguna transformación se realizó en el edificio hasta su muerte en 1752 en la abadía de Santa Genoveva. Ese mismo año, el nuevo duque de Orleans encargó a Pierre Contant d'Ivry las primeras grandes obras desde inicios de siglo, que consistieron a reformar los aposentos de la duquesa pero añadiendo un suntuoso comedor oval y edificando un nuevo y amplio patio trasero al este del complejo (actual Place de Valois) que pudiera contener cómodamente los servicios y el alojamiento de la servidumbre. Las obras se llevaron a cabo entre 1752 y 1760, pero como la duquesa murió en 1759, fue el duque quien acabó aprovechando los nuevos aposentos de su esposa.
Paralelamente, desde 1749 en colaboración con el ayuntamiento de París, la sala de la ópera donde Servandoni concebía los decorados para óperas y bailes y que era el lugar de encuentro de toda la alta sociedad, se reformó y se redecoró y los edificios anexos también fueron reedificados para proporcionar accesos más cómodos y mejores dependencias para los actores. En 1763, la histórica sala edificada por Richelieu donde se habían representado obras de Lully y Rameau y donde había muerto Moliere en 1673 fue pasto de las llamas, que afectó parcialmente al ala central del palacio y provocó el derrumbe de la bóveda de la escalera.
De nuevo, de 1763 a 1770, hubo que replantear reconstrucciones importantes de toda la zona este del complejo, y se estimó que el arquitecto del duque, Contant d'Ivry, reconstruiría las fachadas y el arquitecto de la villa, Pierre-Louis Moreau-Desproux, se encargaría del interior del teatro. No obstante, el duque aprovechó que se debía reedificar el ala sureste de la ópera, para derribar también el ala central y el ala suroeste y rehacerlas en un elegante estilo neoclásico. No solo las fachadas de la Cour de l'horloge cambiaron por completo adquiriendo su aspecto actual, sino que se erigió un nuevo vestíbulo central columnado y una monumental escalera elíptica cubierta por una cúpula. Por primera vez en su historia, los dos patios que conformaban la H mayúscula del palacio (la Cour de l'horloge al sur y la Cour d'honneur al norte) tuvieron la misma anchura.
En noviembre de 1768, con las obras en su fase final, Luis Felipe I de Orleans recibió en su palacio al rey Cristián VII de Dinamarca con una cena de 672 cubiertos. La nueva ópera se inauguró en enero de 1770 con Zoroastre de Rameau y fue el teatro donde se estrenaron las obras maestras de Gluck. Volvió a arder el 8 de junio de 1781, siendo el final de la presencia de la ópera en el Palais-Royal.
Sin embargo, en 1773, el duque de casó con su amante de toda la vida, la marquesa de Montesson. Siendo un matrimonio morganático, esto creaba serios problemas de etiqueta y precedencia y la pareja dejó de frecuentar los palacios oficiales del Palais-Royal y Saint-Cloud, prefiriendo sus residencias privadas como el Hôtel de Montesson o el Hôtel d'Orléans en la Chaussée-d'Antin o los castillos de Raincy y Sainte-Assise. De nuevo, con el duque de Orléans ausente, fue su hijo el duque de Chartres el que tomó las riendas de las propiedades, un acuerdo firmado en 1780 cedía el Palais-Royal y Saint-Cloud a este último, mientras que los muebles y cuadros seguían siendo propiedad del primero. Luis Felipe I de Orléans murió en su castillo de Sainte-Assise en 1785.

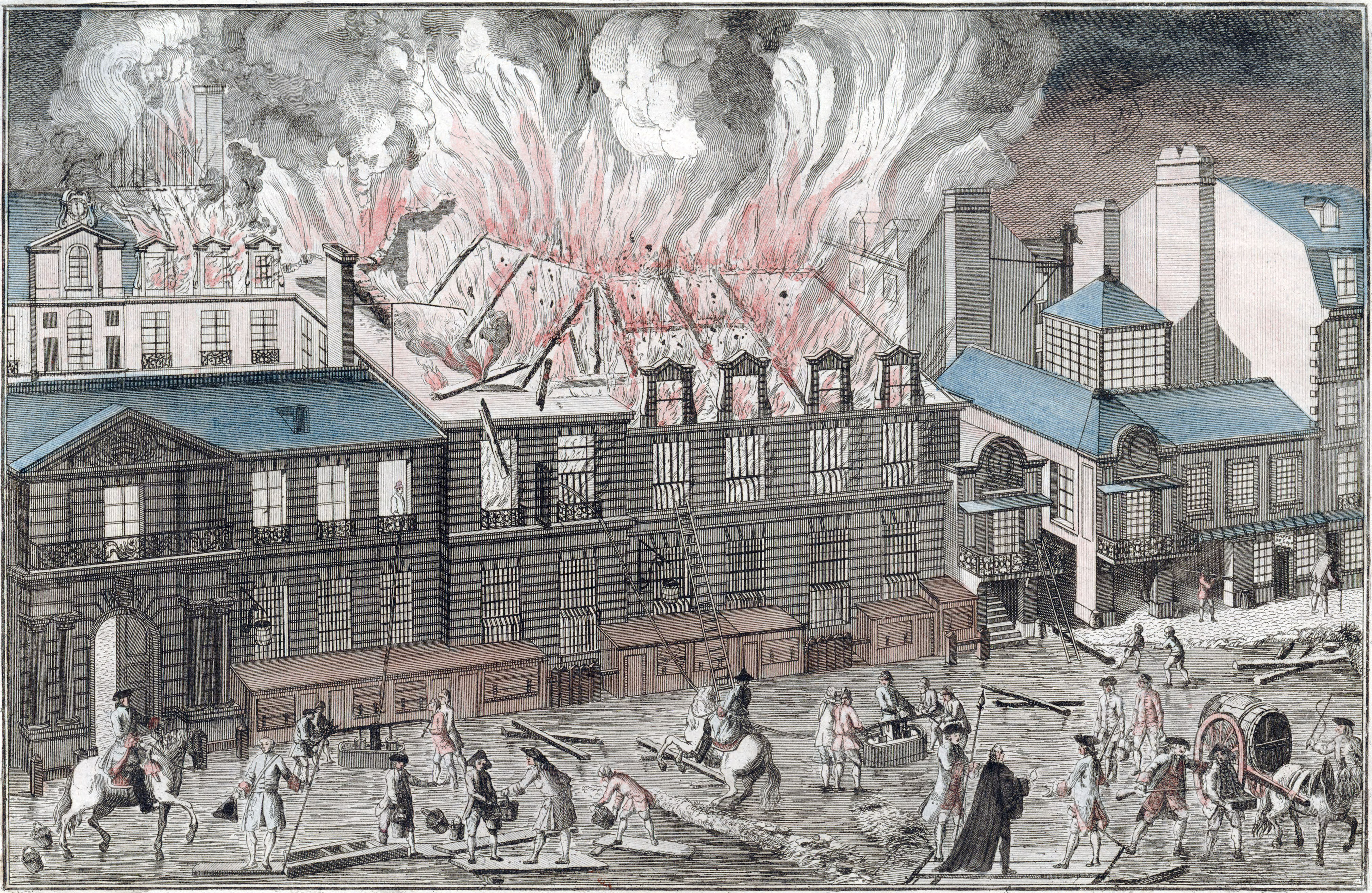
Destrucción de la primera sala de Ópera el 6 de abril de 1763
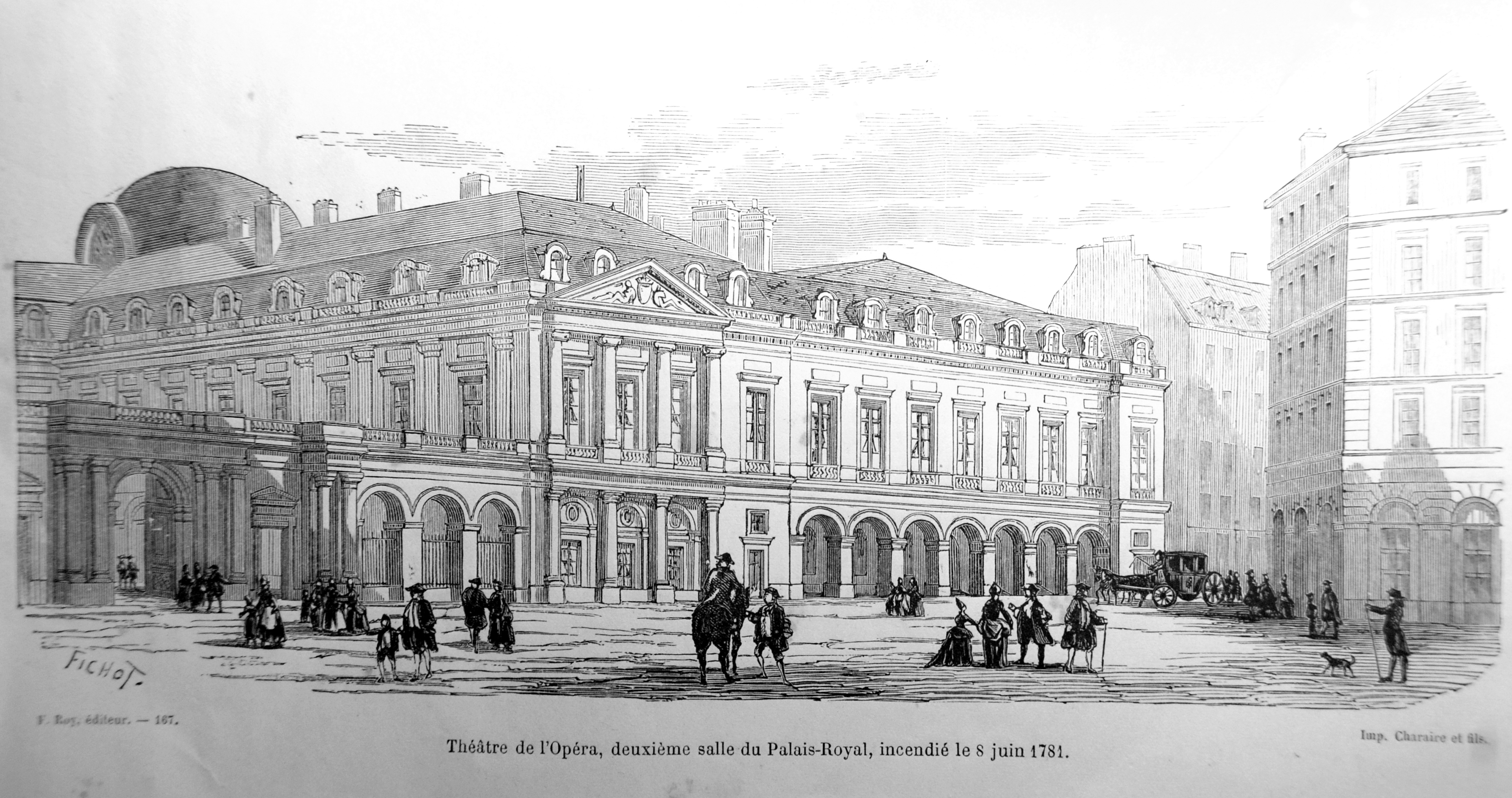
Nueva fachada de la segunda sala de la Ópera
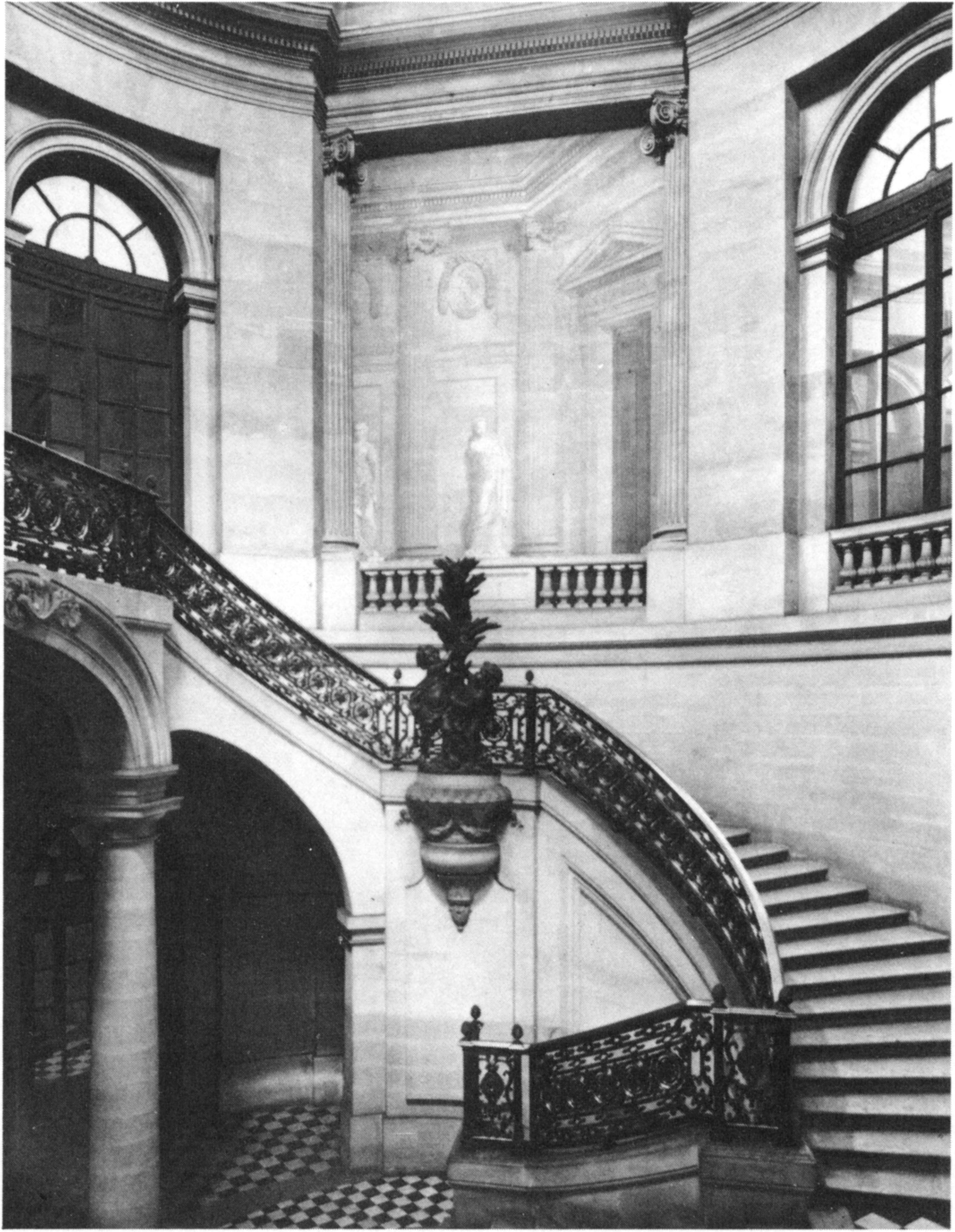
Nueva escalinata del Palais-Royal (campaña 1763-1770)

### La gran operación inmobiliaria de Luis Felipe II de Orléans (1780-1789)

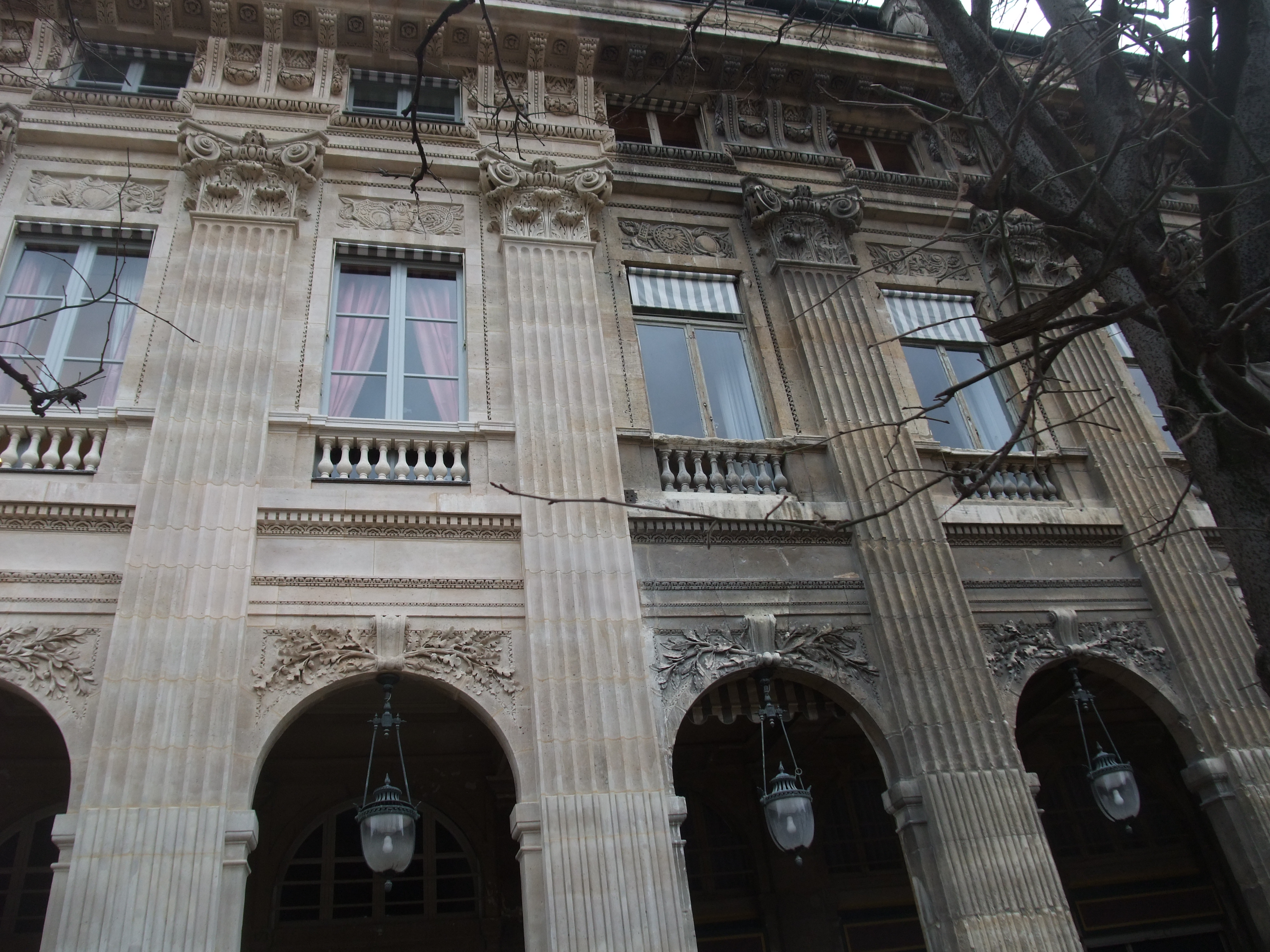
Restauración y limpieza de las fachadas en 2005.

El año 1780 marcó un punto de inflexión en la historia del Palais-Royal, que tomaría entonces la apariencia que ha conservado hasta nuestros días. El bisnieto del regente, Luis Felipe II de Orleans, duque de Chartres (que sería duque de Orleans tras la muerte de su padre en 1785 y conocido como Felipe Igualdad —Philippe Égalité— durante la Revolución francesa), recibió la entera propiedad del Palais-Royal. Muy endeudado, se embarcó en el camino de la especulación inmobiliaria imitando a otros grandes señores como el conde de Artois o el banquero Laborde. 
- El jardín y los inmuebles

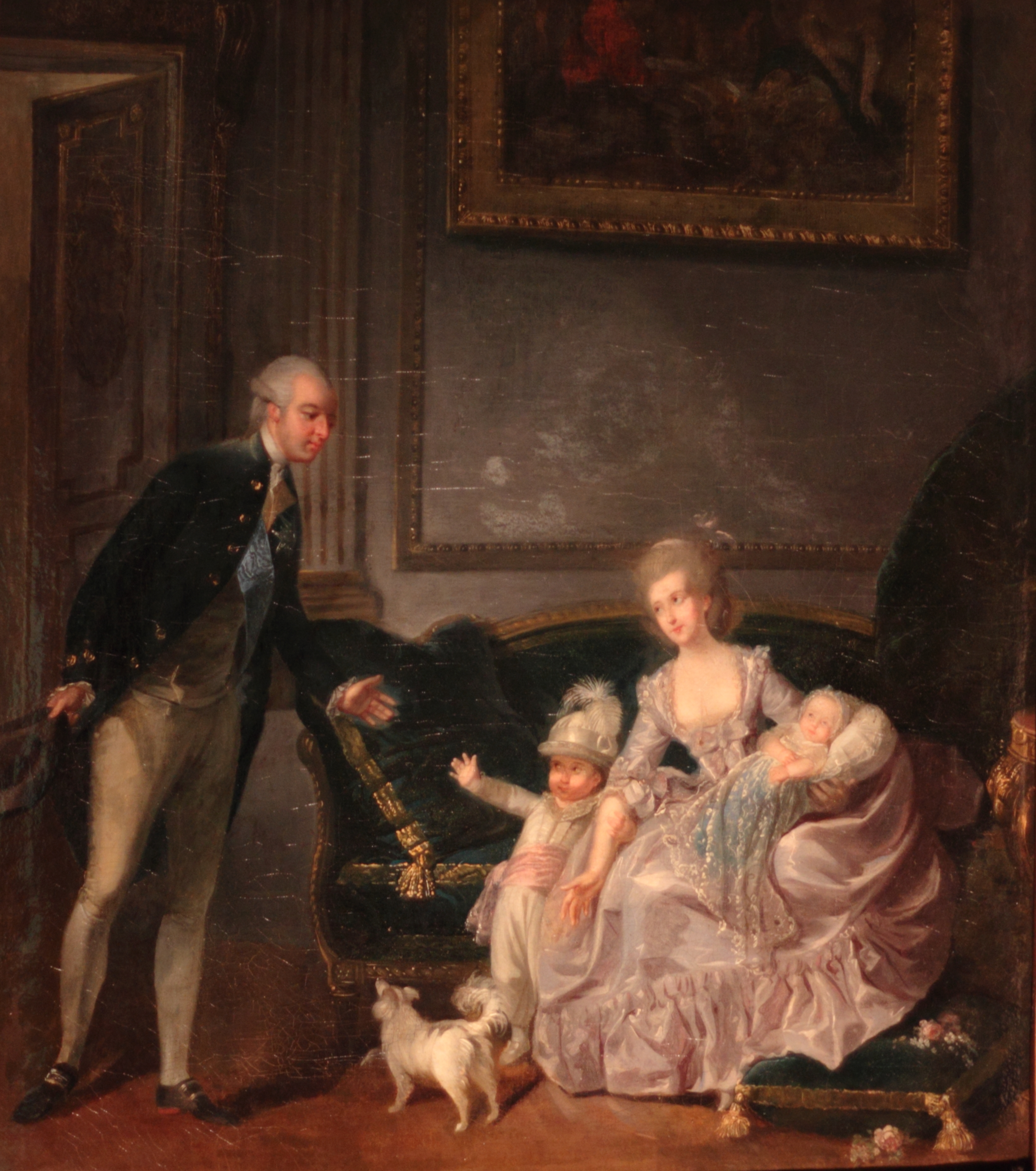
El duque de Chartres y su familia

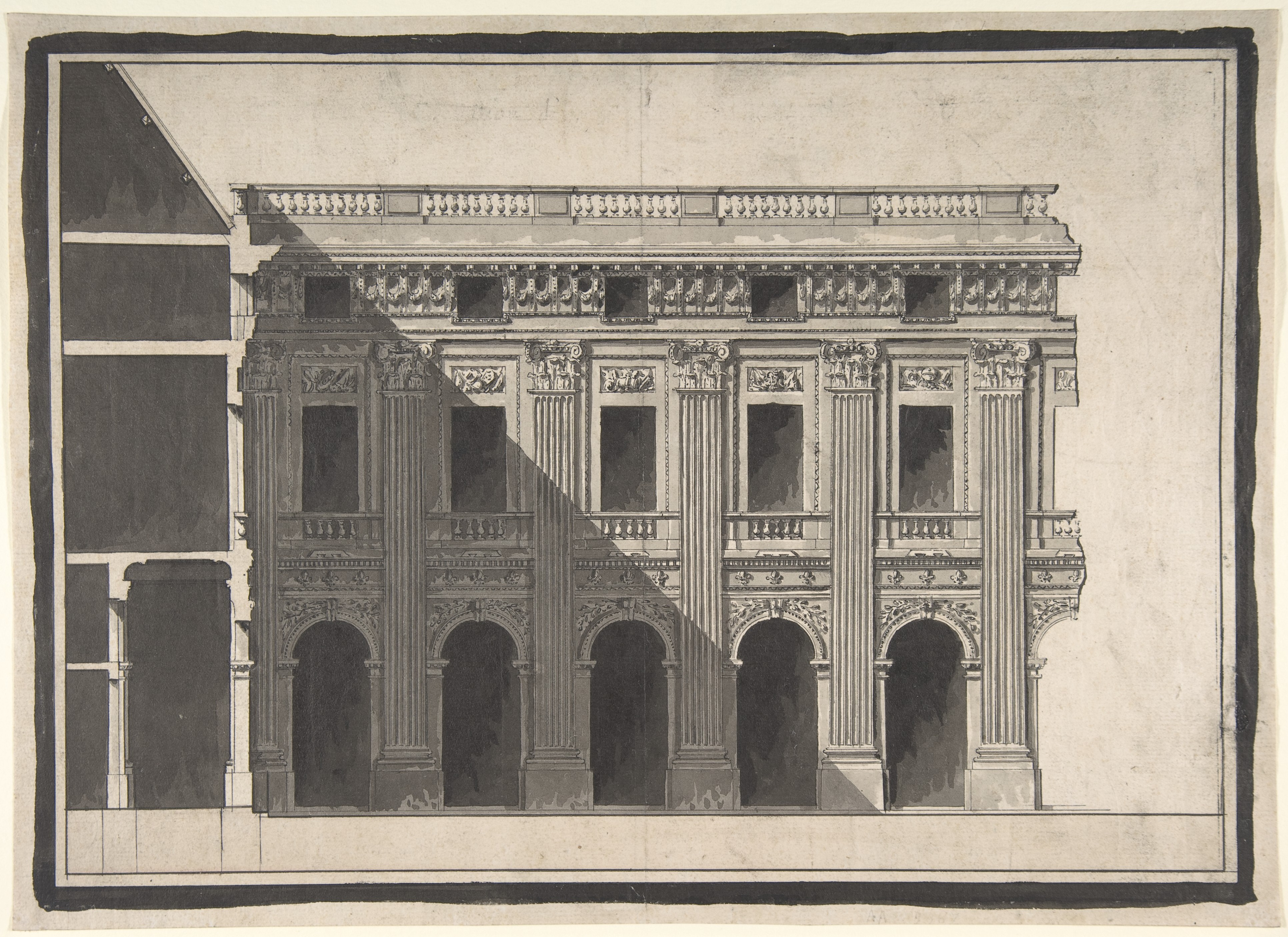
Diseño para la fachada del jardín (Victor Louis, 1781)

Su idea era parcelar los bordes del jardín, construir nuevos inmuebles, alquilarlos como comercios y viviendas y hacer del Palais-Royal el polo de atracción de todo París. Los nuevos edificios se abrirían a varias calles nuevas dedicadas a los hijos del duque: la rue de Montpensier al oeste del jardín en honor al duque de Montpensier; la rue de Beaujolais al norte en referencia al conde de Beaujolais y la rue de Valois al este aludiendo al duque de Valois. El duque eligió como arquitecto a Victor Louis que acababa de terminar el Gran Teatro de Burdeos. 
Obtuvo la autorización de su primo Luis XVI en junio de 1781 y las obras empezaron en septiembre del mismo año. Los 72 propietarios de las casas que tenían vistas sobre el jardín protestaron, sin ningún efecto.
En la fachada al jardín, Victor Louis alineó unas galerías de 180 arcadas separadas por pilastras corintias e iluminadas por 188 farolas suspendidas de la clave de los arcos. El estilo, aunque neoclásico, bebía claramente de la arquitectura monumental de la época de Luis XIV. Años después el conde de Laborde alabaría la obra de Louis diciendo que:  "Se le pedía construir un bazar que no afeara el jardín del duque de Orléans y Victor Louis entendió la especulación de una forma monumental". Las tres nuevas alas tomarían los nombres de las calles adyacentes: la Galerie de Montpensier al oeste, la Galerie de Beaujolais al norte y la Galerie de Valois al este.
Cada casa comprendía una planta baja y un entresuelo que daban a la galería, una planta noble y una segunda más baja, con el salón y el dormitorio cara al jardín y la antecámara y el gabinete a la calle. La tercera planta y los áticos destinados a los sirvientes estaban medio ocultos por una balaustrada que soportaba jarrones. En 1784 los inmuebles y el jardín estaban terminados, recibiendo alabanzas del público. Las primeras viviendas, no obstante, no se empezaron a vender hasta 1787.
Rebosante de ideas para atraer al público, el duque también hizo construir en 1787 el Circo del Palais-Royal en el centro del jardín para organizar carreras de caballos. Victor Louis construyó un edificio de 72 columnas jónicas, recubiertas con enrejado, de 100 m de largo y 16,50 m de ancho. Anunciando los centros comerciales actuales, gran parte del edificio, unas 40 boutiques, estaban enterradas (4,30 m) para no obstruir la vista desde las galerías. El monumento entusiasmó a sus contemporáneos: «El circo es el monumento arquitectónico más bello, más elegante y más original, si nos atrevemos a decir que existe en París. Es una creación subterránea formada a golpe de varita mágica» escribió Louis Sébastien Mercier en 1789. Pero los problemas financieros obligaron al duque a alquilarlo. Se instaló allí un salón de té y una orquesta. Fue destruido por un incendio a finales de 1798.
El duque de Chartres había transformado París. El Palais-Royal se convirtió en el centro del comercio y de los placeres de la capital. Unas 180 tiendas atrajeron a una multitud considerable y en el jardín se organizaron tres filas de sillas para los paseantes, que además se podían acercar a los cafés a beber.

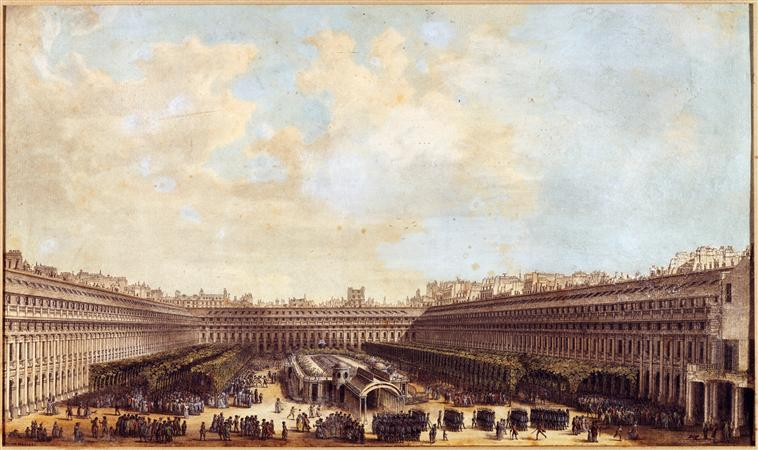
Los jardines y el circo en 1791
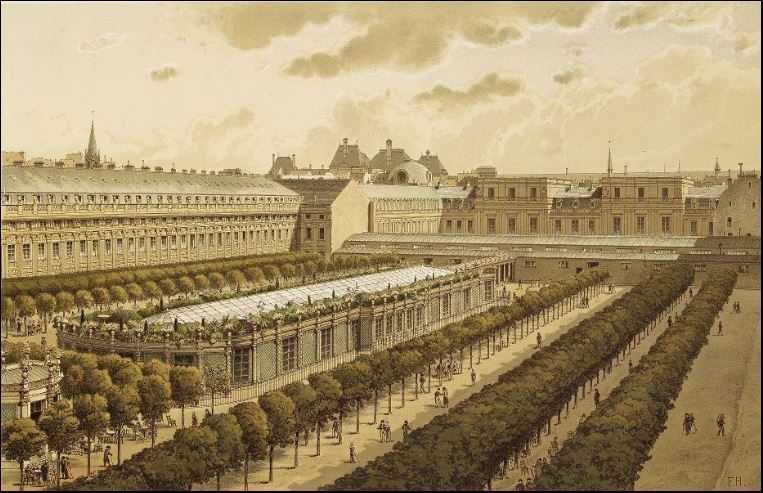
El circo semienterrado en 1794
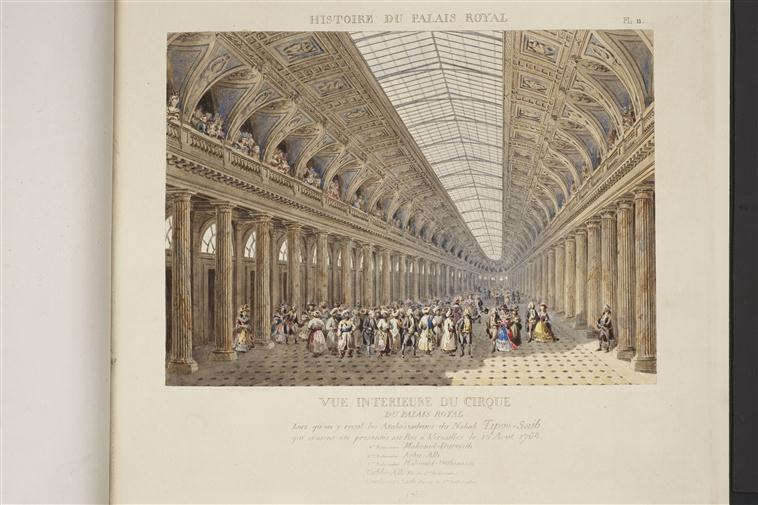
Vista interior del circo
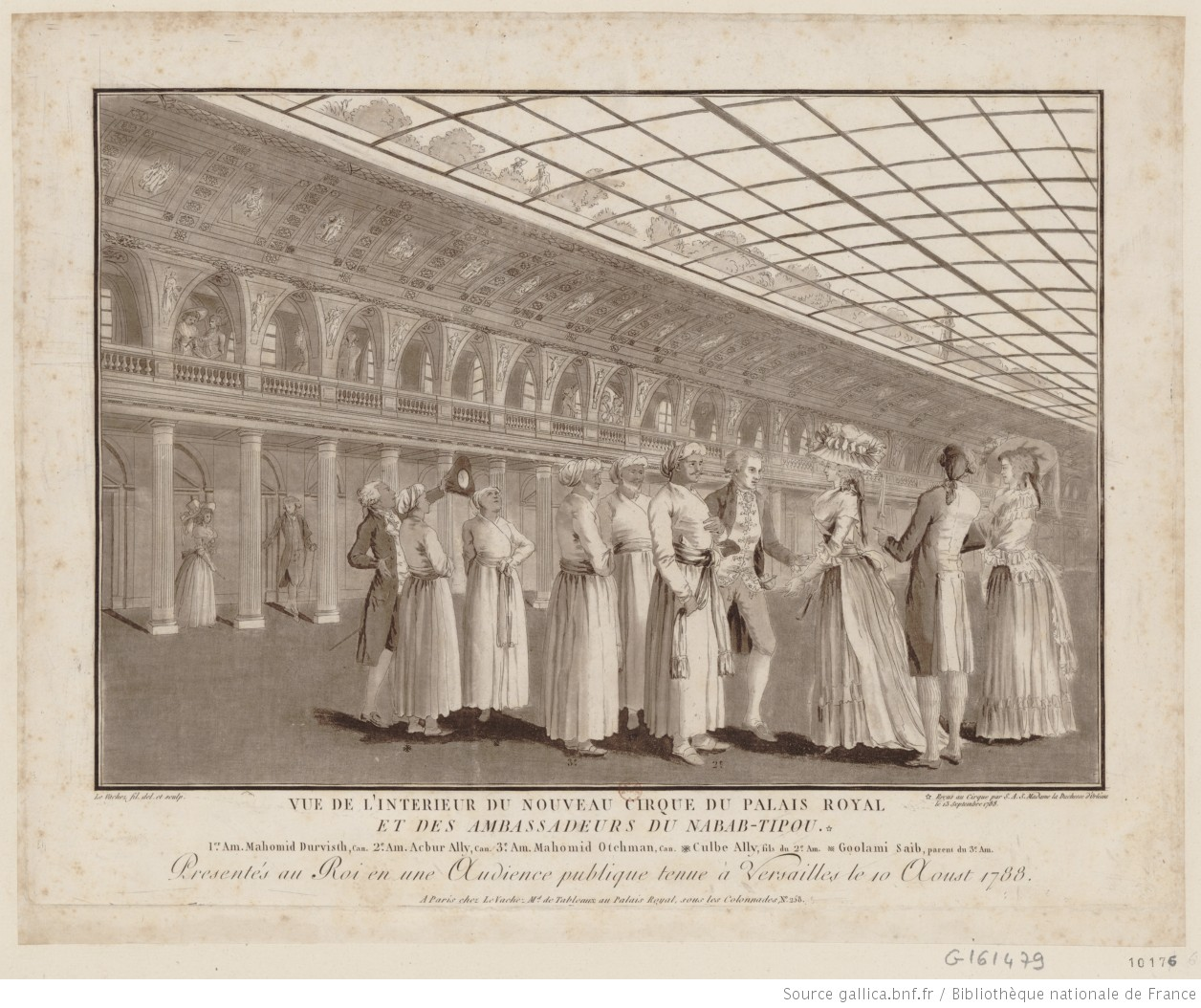
Vista interior del circo, con las tiendas bajo el nivel del jardín

- El palacio

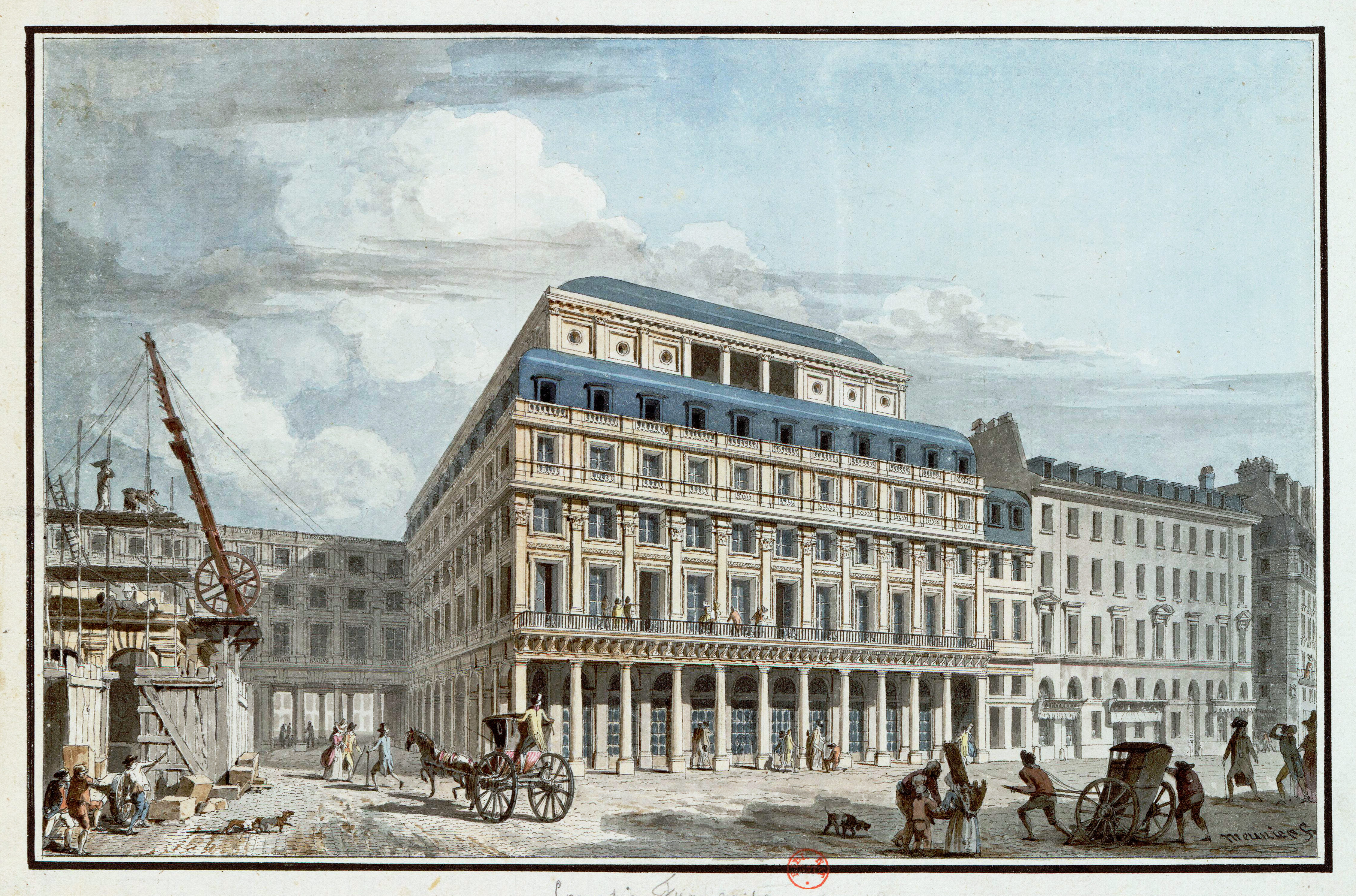
Edificio de la Comedie-Francaise diseñado por Victor Louis (1786-1790), en una acuarela de final del XVIII. La fachada fue rehecha en la década de 1860 y el teatro entero reconstruido al inicio del tras un incendio

Inicialmente, el proyecto urbanístico del jardín debía completarse con una nueva ala del palacio situada en su extremo norte, entre el jardín y la cour d'honneur; este nuevo espacio seguiría también la ordenación de las fachadas que había propuesto Victor Louis y albergaría los nuevos grands appartements del palacio. No obstante, aunque ese ala se inició en 1785, apenas se realizaron los cimientos por falta de fondos. En su lugar, se construyó una edificación de madera con tiendas decoradas en trompe-l'œil que se alquilaron a los comerciantes. Este espacio se llamó Galeries de bois (Galerías de madera) o Camp des Tartares (Campamento de los tártaros), este último nombre en referencia a los timos y trapicheos que con frecuencia se producían.
En 1781, apenas empezadas la obras en el jardín, el incendio de la ópera vino a modificar las reformas del palacio que el principio solo debían concentrarse en el lado del jardín. A pesar de que la Ópera de París decidió trasladarse a la Tullerías y luego a la Porte Saint-Martin, terminado con más de un siglo de relación con el Palais-Royal, el duque previó construir un inmenso teatro por si algún día volvía. Dado que la antigua sala se situaba justo en el camino de la nueva rue de Valois, se decidió reubicar la nueva sala en el lado opuesto, derribando por ello el Grand Appartement de época del Regente y la famosa Galerie d'Énée. Empezado en 1786, el edificio se inauguró en 1790 y desde 1799 es la sede de la Comédie-Française. Lo que sí que quedó sin completar fue el ala noroeste de la cour d'honneur que lindaba con el nuevo teatro.
- El rédito

En el aspecto financiero, la empresa costó mucho más de lo esperado, el duque había invertido grandes sumas de dinero, se había endeudado más y, no obstante, los primeros beneficios no llegaron hasta 1787. Asimismo, la Revolución le impidió beneficiarse de la operación, además de afectar seriamente a sus ingresos con la abolición de los mayorazgos.
Se inició entonces una larga lista de ventas que no finalizaría hasta su muerte. En 1786, tuvo que vender el palacio de Saint-Cloud a la reina María Antonieta, en 1787 su colección de piedras grabadas a Catalina la Grande, en 1788 varios edificios cercanos, en 1789 alquiló la planta baja del palacio incluido el vestíbulo a comerciantes, en 1790 los suntuosos establos de la rue Saint-Thomas-du-Louvre y, finalmente, en 1792 vendió la preciada colección Orléans, las pinturas italianas y francesas a un banquero de Bruselas y el resto a un inglés.

### El Palais-Royal de la Revolución al Imperio (1789-1814)

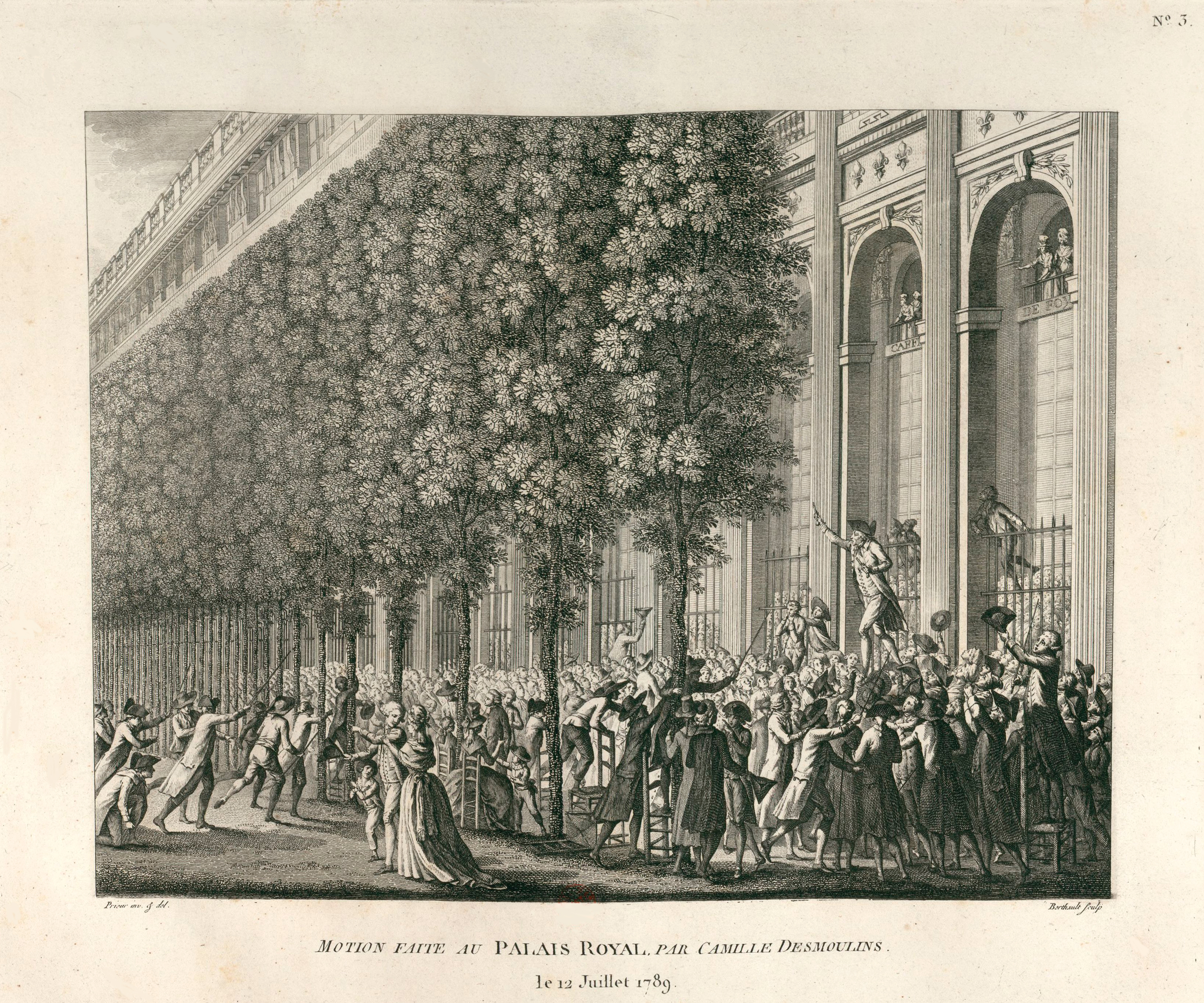
Camille Desmoulins arengando a la multitud

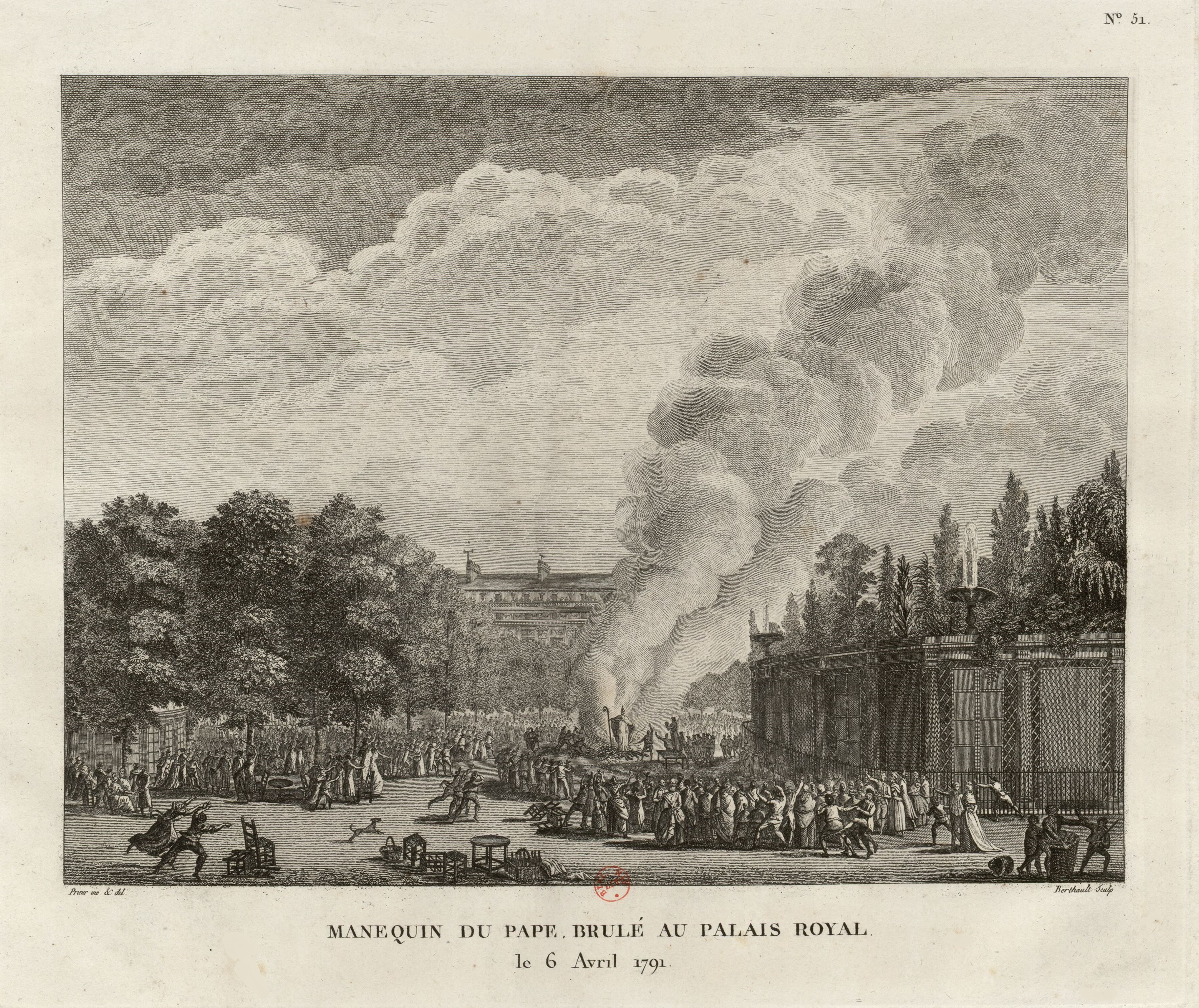
El papa quemado en efigie

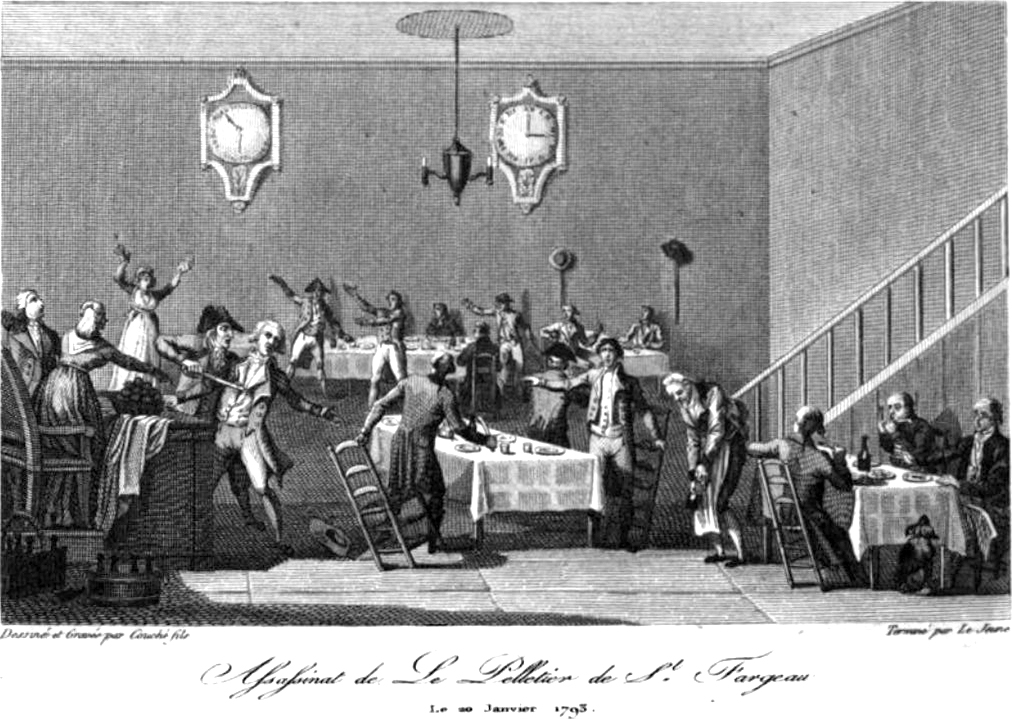
Asesinato de Le Peletier de Saint-Fargeau

Dado que el jardín del Palais-Royal se había convertido en uno de los lugares más populares y concurridos de París y que, más importante aún, la policía tenía prohibida la entrada al ser propiedad del duque de Orleans, un príncipe de sangre, varios episodios de la Revolución Francesa tuvieron lugar en él. Los más famosos fueron: 
- el 30 de junio de 1789, los Gardes françaises que se habían negado a «disparar contra el pueblo» fueron liberados por un grupo que partió del Café Foy, y llevados triunfalmente al Palais-Royal;
- el 8 de julio de 1789, la ejecución de un espía de la policía;
- el 12 de julio de 1789, Camille Desmoulins, después de haber sabido la destitución de Necker, llamó a los parisinos a la insurrección. Un dibujo de Prieur muestra la arenga previa a la multitud que tomó como signo de adhesión las hojas del jardín, usadas como escarapelas. Los bustos de Necker y del duque de Orléans (muy popular debido a sus posiciones liberales) fueron paseados por el jardín y por París. La caballería cargó a la multitud en la place Louis XV y la reacción defensiva de los parisinos fue la toma de la Bastilla;
- el 22 de julio de 1789, la cabeza de Joseph Foullon de Doué, superintendente de finanzas, fue paseada en el jardín;
- el 4 de mayo de 1791, la efigie del papa Pio VI, después de su negativa a respaldar la constitución civil del clero, fue quemada en el jardín. En el grabado de Prieur se puede ver una interesante reproducción del circo con un jardín colgante en el tejado;
- el 20 de enero de 1793, el diputado montagnard Lepeletier de Saint-Fargeau, que habían votado la muerte del rey, fue asesinado por un realista en el Café Février instalado en la Galerie de Valois, n.° 114-118. Se convirtió en uno de los mártires de la Revolución con Marat y Chalier.

Asimismo, en una de las pequeñas tiendas Charlotte Corday habría comprado el cuchillo que utilizaría para asesinar a Jean-Paul Marat.
Después de la caída de la monarquía (jornada del 10 de agosto de 1792), el duque de Orléans tomó el nombre de Philippe-Égalité (Felipe Igualdad) y el Palais-Royal se convirtió en el Palais-Égalité (Palacio Igualdad). El 2 de abril de 1793, el duque fue arrestado en sus apartamentos con su hijo menor. Bajo presión, firmó un documento de liquidación de sus bienes y propiedades, todo fue vendido, salvo el palacio que fue nacionalizado un día después de su ejecución el 6 de noviembre.
A pesar de que Robespierre aspiraba al assainissement moral (saneamiento moral) de la nueva sociedad revolucionaria, el juego y la prostitución continuaron, justificando las palabras del historiador Jules Michelet: «la vida, la muerte, el placer rápido, grosero, violento, el placer exterminador: ese es el Palais-Royal del 93».
Después de la caída de Robespierre, el Palais-Égalité se convirtió en un semillero de oposición a la Convención y al Directorio, y precisamente del Palais-Royal partió la insurrección realista que en octubre de 1795 fue duramente reprimida por el joven Napoléon. Tras ella, Joseph Lakanal propuso derribar todo el complejo y erigir en su lugar una columna dedicada a la república. En 1797, el Directorio propuso vender el palacio, pero el Consejo de los Quinientos rechazó la alienación: lo que quedaba del mobiliario ya se habían vendido, pero el palacio se alquiló. Los interiores fueron alterados por los inquilinos que los dividieron y degradaron las decoraciones. El circo del jardín se quemó el 15 de diciembre de 1798, siendo sustituido por una amplia fuente circular.
En 1800, Napoleón Bonaparte instaló en el palacio el Tribunat, la asamblea legislativa creada por la Constitución del Año VIII, adecuando para ello las salas medio inacabadas de ala central. Tras su disolución en 1807, el palacio se integró a los bienes de la Corona y desde entonces, albergó el Tribunal de Comercio y la Bolsa de valores. Napoleón no estaba interesado en el Palais-Royal, muchos proyectos se le propusieron (estado mayor de la plaza de París, ópera, palacio de las Bellas Artes, residencia de huéspedes ilustres...) pero ninguno tuvo éxito, por falta de voluntad.

### Los años locos del Palais-Royal (1780-1830)

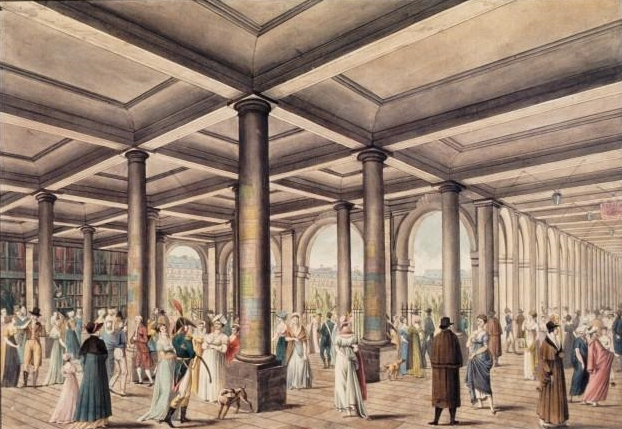
El Palais-Royal en 1800

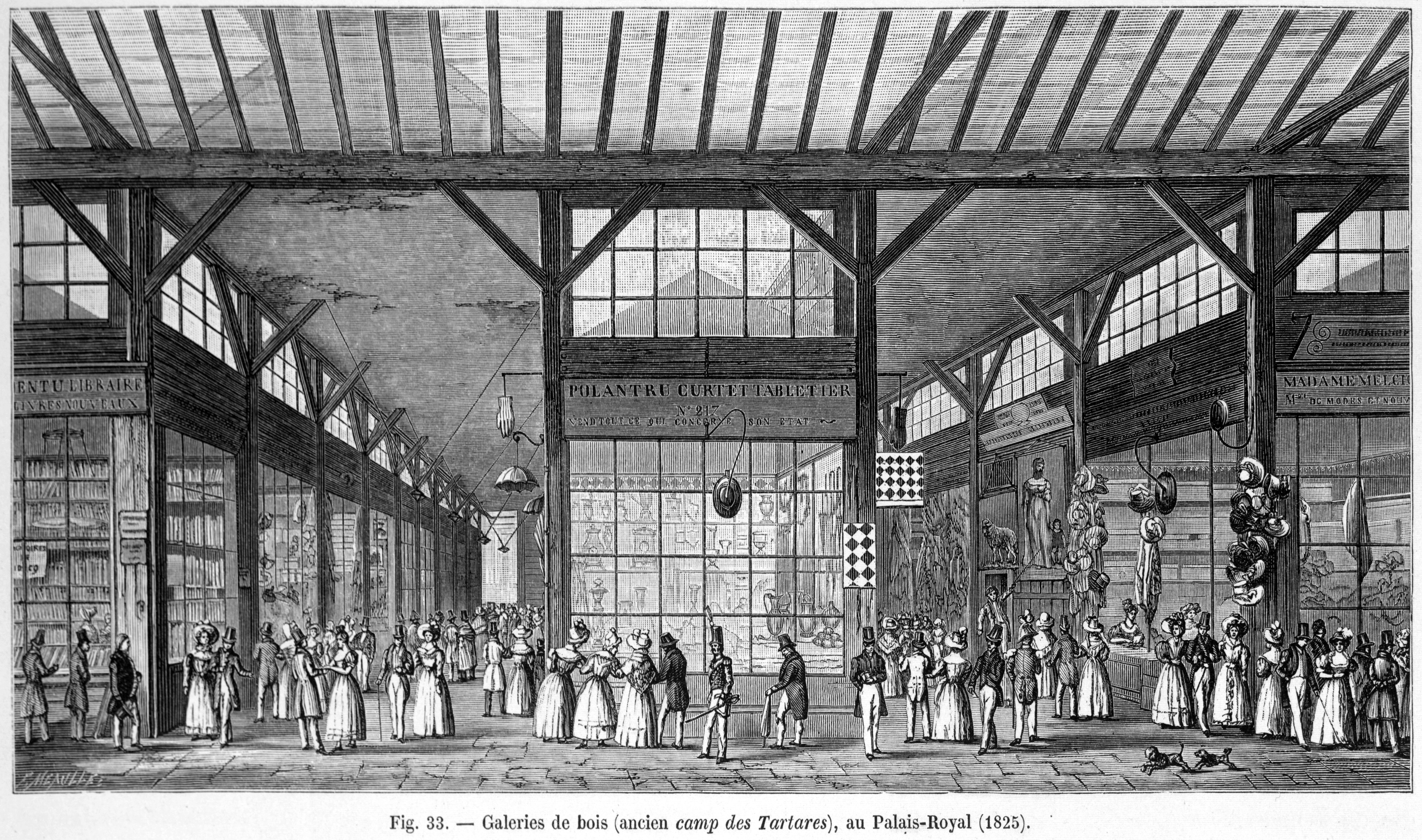
Las vetustas Galeries de bois o Camp des Tartates en 1825.

El Palais-Royal era la etapa obligatoria de extranjeros y nacionales, pues allí se encontraba reunido en un lugar cerrado, no comunicándose con el exterior más que mediante galerías o peristilos que daban a calles estrechas, todo lo que la capital podía ofrecer en lujo y placeres. El historiador ruso Nikolái Karamzín afirmó en 1790 que «todo lo que se puede encontrar en París está en el Palais-Royal» y el escritor Lamothe-Langon que «París es la capital de Francia, el Palais-Royal es la capital de París». Las distracciones cohabitaban con los comercios más variados: 
- Los espectáculos:

La historia moderna de la Comédie-Française comenzó en el Palais-Royal en el nuevo teatro construido por Victor Louis que acogió desde 1791 a Talma y sus amigos que habían roto con la compañía por razones políticas, y desde 1799 ya con toda la compañía reunificada. Al norte de la galería Montpensier, el teatro de marionetas "de S.A.S. el conde de Beaujolais" abrió en 1784, para luego convertirse en 1790 en el Théâtre Montansier (actual Théâtre du Palais-Royal) reconstruido por Victor Louis. Contaba hasta 1300 asientos distribuidos en tres plantas y su foyer era particularmente animado.
El Palais-Royal vio florecer una profusión de otros entretenimientos, a menudo alojados en pequeños teatros, que competían ferozmente y que solían tener una existencia efímera. El teatro de Seraphin atraía a muchas personas con su espectáculo de sombras chinas. Las marionetas también eran un género popular. Curtius presentaba en dos salas figuras de cera de personajes célebres del momento, entre ellos la familia real, y el 12 de julio de 1789 proporcionó los bustos de Necker y del duque de Orleans llevados en triunfo por la multitud. En el jardín, diariamente a mitad del día, se reunían entre cien y doscientas personas, reloj en mano, alrededor del pequeño cañón cuyo disparo ordenado por los rayos del sol señalaba la hora del mediodía.
- Los restaurantes y los cafés:

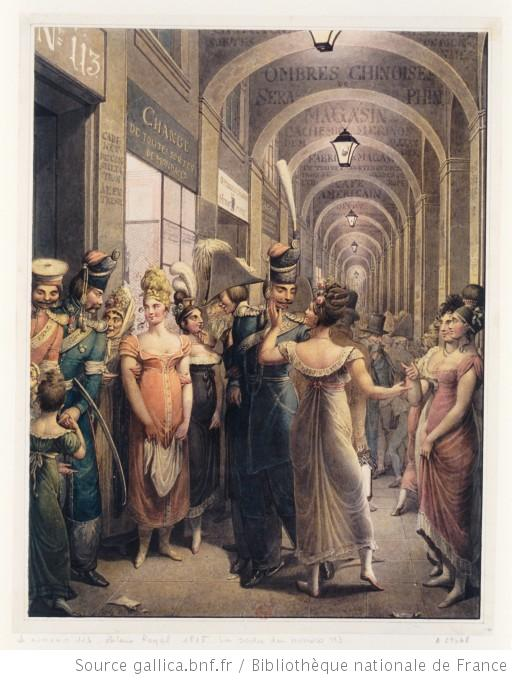
La prostitución en el Palais-Royal en 1815 (Opiz).

El restaurante, con su comida a la carta y sus mesas individuales (distinto del albergue con su mesa de comidas), había nacido con el Antiguo Régimen en el Palais-Royal, se decía. Se multiplicaban en las nuevas galerías de Victor Louis. Había restaurantes de primera clase, famosos en toda Europa, como el Very (n.º 83-85), el Véfour (n.º 79-82), los Frères provençaux (n.º 96-98), y también establecimientos al alcance de bolsas modestas.

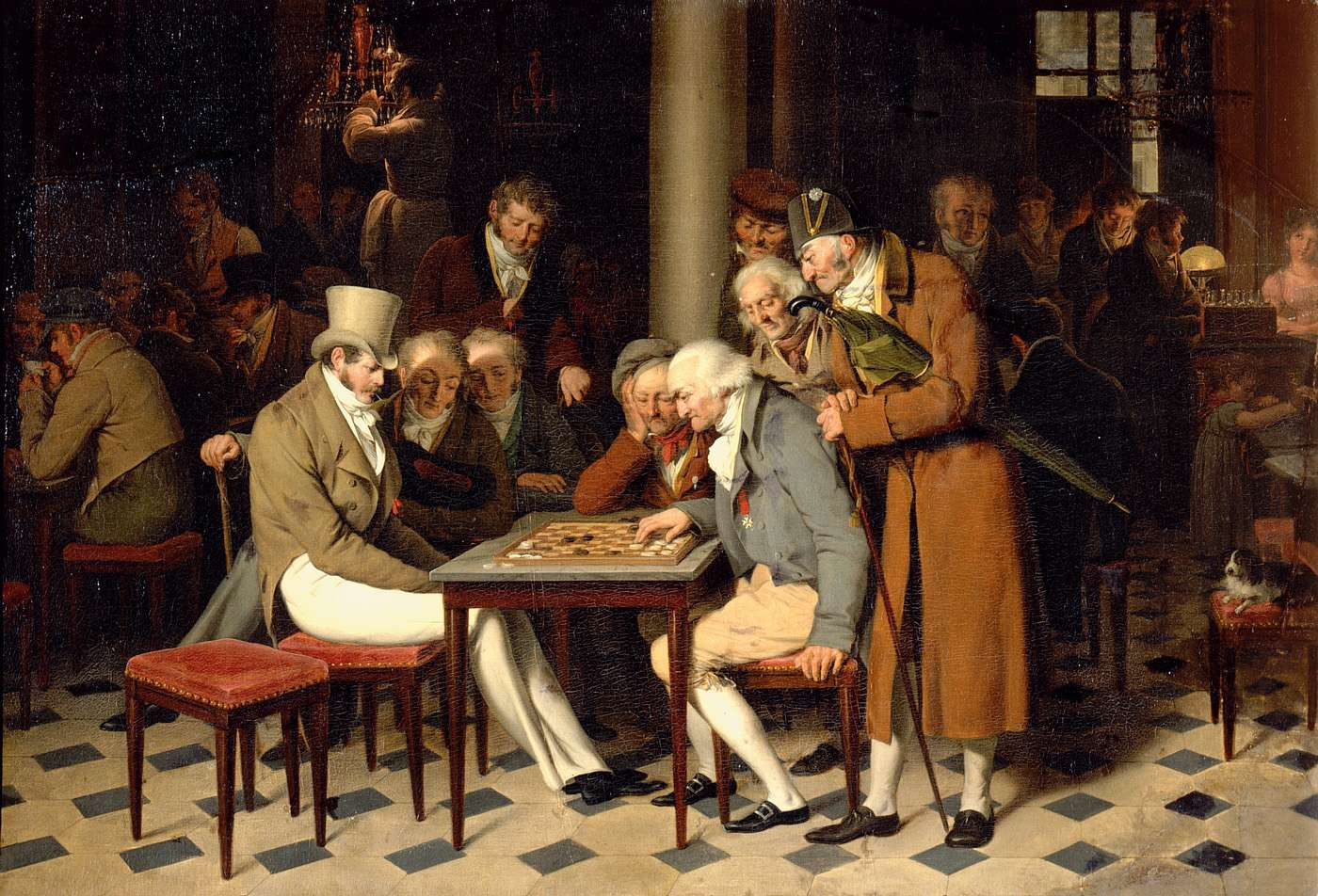
Interior de un cafe del Palais-Royal (Boilly).

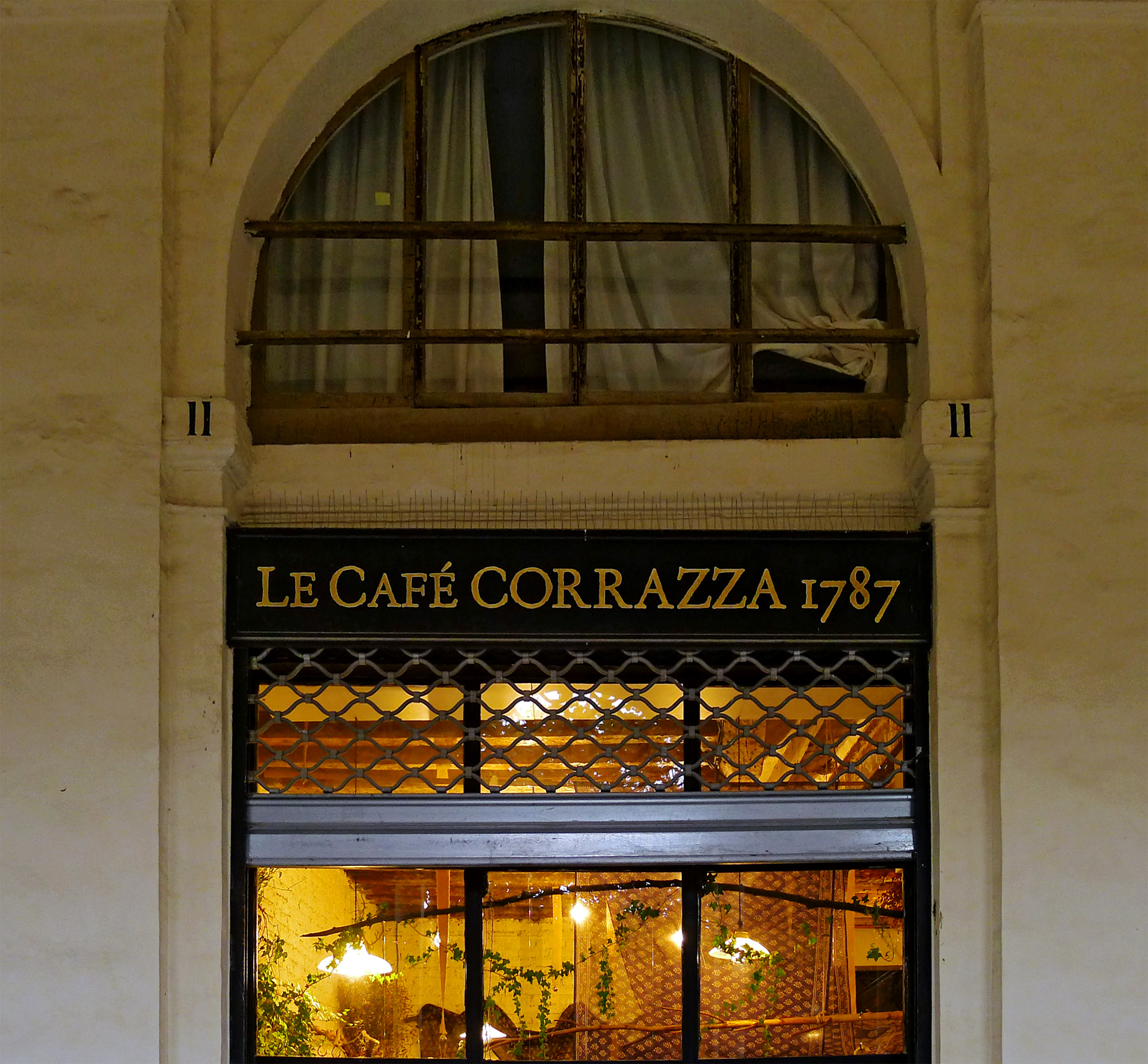
Café Corrazza de la galería de Montpensier, inaugurado en 1787

Los cafés eran igual de numerosos. Los más famosos eran el Café Mille Colonnes (n.º 36), sin duda el más lujoso, inaugurado en 1807, donde durante veinte años la célebre Belle Limonadière, el Café de Foy (n.º 56-60), frente al cual Camille Desmoulins lanzó su famosa arenga «aux armes», el Café Lemblin (n.º 100-101), lugar de encuentro de los oficiales del Imperio luego de los medio-soldados nostálgicos de la Restauración, el Café Valois, frecuentado por los realistas, el Café de la Rotonde (n.° 89-92), que obtuvo permiso de Cambacérès para establecer una rotonda en el jardín para albergar a su clientela, el Café des Aveugles (n.º 99-102), un café-caveau (café-subterráneo) donde una orquesta de ciegos alternaba con los toques de tambor de un «faux sauvage», el Café Corrazza (n.º 9-12) lugar de reunión de los jacobinos, frecuentado por Bonaparte, y el Café Borel (n.º 114), con su propietario ventrílocuo que atraía a los curiosos.
- Las tiendas:

Para el comercio, el éxito derivaba de la abundancia y de la variedad de las mercancías ofrecidas. La densidad de tiendas, a veces simplemente inventarios, era increíble: casi 400 tiendas para todo el Palais-Royal. Había tiendas de lujo, especialmente de joyería y relojería, pero también sastres, empresas de alimentación con productos raros y seleccionados, tres salas de lectura, un establecimiento de baño... Los modistos se encontraban principalmente en la Galeries de bois, donde también había los libreros (hasta catorce) y los vendedores de grabados especializados en publicaciones licenciosas.
La instalación de la bolsa de valores hasta 1816 atraía a personas con grandes medios financieros, listos para gastar en el lugar parte de los beneficios obtenidos, así como también a sus empleados, cambistas y prestamistas.
- El juego:

El Palais-Royal fue durante todos esos años un gran casino: creps, passe-dix, treinta y una, biribí prosperaban en los números 9, 14, 18, 33, 113, 129, 154, sin contar las veinte mesas en el Circo. La casa de apuestas más famosa era la 113 que tenía ocho salas, incluidas seis mesas de ruleta. En el 154, en le Club Polonais también llamado le Club des Deux-billards era precisa una presentación y había una mesa llamada «la table d’or» porque las apuestas solo se podían hacer en monedas de oro o en billetes de banco. La propiedad fue regentada desde 1787 hasta julio de 1793 por dos directores, el caballero Jean Baptiste de Coste o de Costes de Calprenede (1738-1826), no casado con Adélaïde Marguerite Desmart (1766-1850), y por el vizconde Esprit Boniface de Castellane (1763-1838) acompañado por la señorita Quincy, amiga íntima del duque de Orléans.
En La Comédie humaine, Raphaël de Valentin pone su vida al 33 y Rastignac cree encontrar fortuna en el n. ° 9. Louis Véron dedica el segundo capítulo de sus Mémoires d’un bourgeois de Paris [Memorias de un burgués de París] a contar sus aventuras en las casas de juego del Palais-Royal en 1818. 
- La prostitución:

Prostitución en el Palais-Royal bajo el Directorio. Grabado de Claude-Louis Desrais.

Todas estas masas de dinero en circulación atraían un submundo, decidido a apropiarse de algunos retazos, y especialmente a chicas de poca virtud, numerosas y emprendedoras que lo convertían en un verdadero «marché aux putains». «Es especialmente por la noche —escribe Berthier de Sauvigny— cuando se encienden las luces, que el Palais-Royal toma su animación característica; es entonces cuando desde sus alojamientos en los pisos más altos descienden los batallones de chicas que vienen a mezclarse con los paseantes y cazar al cliente.» También estaban los habituales a los cafés-caveaux muy a la moda bajo el Primer Imperio y los primeros años de la Restauración.
Una acuarela de Opiz muestra a los oficiales de las tropas de ocupación, a fines de 1815, discutir las tarifas con algunas chicas con elaborados peinados a la salida de la famosa casa de juego del 113, donde, se decía, Blücher perdió un millón y medio en una noche. Téngase en cuenta la manera en que los comercios utilizaban las arcadas para su publicidad (ver la del teatro de sombras chinas de Seraphin en una de las arcadas).
El impulso moralizador contra el juego (que reportaba grandes dividendos al estado y a la ciudad en impuestos y aranceles) y la prostitución fue lento. En 1822, el prefecto de la policía prohibió el ofrecimiento (captación de clientes de las prostitutas) entre el 15 de diciembre y el 15 de enero bajo el pretexto que las "mujeres honestas" pudiesen hacer sus compras. Esta medida se renovó en los años siguientes. Hubo que esperar hasta 1830 para que la prostitución fuera totalmente prohibida en el Palais-Royal y hasta 1836, para que cerraran las salas de juego bajo la presión del rey Luis Felipe I. Fue el final de los "années folles" (años locos) del Palais-Royal. Los teatros y espectáculos fueron migrando a nuevas arterias, aunque en 1845, Jean Eugène Robert-Houdin abrió un teatro de magia junto al lado este del Palais-Royal, en el número 11 de la rue de Valois.

### El retorno de Luis Felipe III de Orléans (1814-1817)

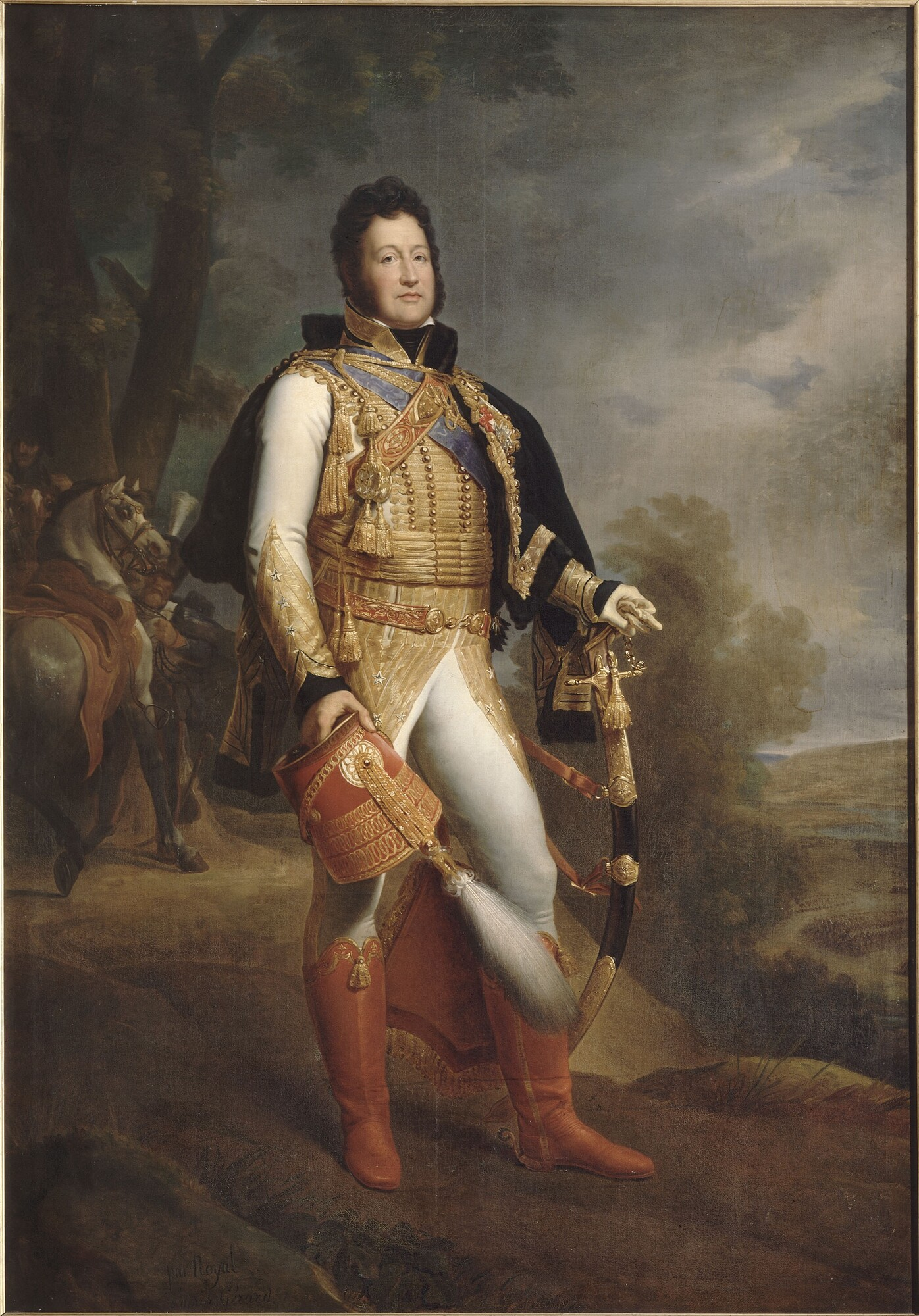
El duque Luis Felipe III de Orléans en uniforme de húsar, pintado por Gérard en 1817.

Tras la caída del régimen imperial, en mayo de 1814, el duque Luis Felipe III de Orléans, hijo de Felipe Igualdad y futuro rey de Francia, volvía a pisar el Palais-Royal después de más de veinte años de exilio. A su llegada, tuvo que pelearse con los guardias del palacio que no le dejaban entrar y que aún llevaban la librea imperial. Lo primero que hizo nada más entrar fue besar los escalones de la escalera principal. En los siguientes días, Luis XVIII dio órdenes para que se adecuaran de inmediato los apartamentos del duque en el Palais-Royal. En septiembre del mimo año, llegaron la duquesa Marie-Amélie, sus hijos y la hermana del duque, Adélaïde, para instalarse en el palacio remozado a toda prisa. Durante todo el verano se habían hecho ingentes esfuerzos para expulsar a la Bolsa, los comerciantes, los locatarios e incluso de los comediantes de la vecina Comédie-Française que habían ocupado varias partes del edificio. El 25 de octubre, el duque de Nemours nació en el Palais-Royal.
Se inició entonces un proceso de recuperación de las propiedades de los Orléans, o al menos de aquellas que no habían sido vendidas como bienes nacionales. La propiedades se dividían en tres tipos:
- el apanage: el Palais-Royal y el castillo de Villers-Cotterêts.
- los bienes patrimoniales: el parque Monceau y el castillo de Le Raincy.
- la fortuna: 12 millones de francos que el Estado entregó por la venta de los bienes de Felipe Igualdad, restándole las deudas.

Todo ello tuvo que quedarse a medias debido a la huida de Napoléon de la isla de Elba. Los Orléans no volvieron a Francia hasta 1817, para evitar así ser blanco de la violencia ultrarealista.
Lentamente, la fortuna de los Orléans fue reconformándose, gracias también a la herencia de la duquesa viuda María Adelaida de Borbón, fallecida en 1821 y que legó a sus hijos la fortuna del duque de Penthievre que incluya los castillos de Amboise, Chanteloup, Anet, Bizy, La Ferté-Vidame y la capilla de Dreux. Sin olvidar las indemnizaciones recibidas por el duque a raíz de la "Ley del millardo a los emigrados", aprobada en 1825 con Carlos X. Extremadamente difícil resultó, no obstante, recuperar aquellas propiedades que habían sido vendidas del Palais-Royal, los inmuebles y tiendas construidos en 1780 se dieron por perdidos, al igual que los edificios del servicio edificados en 1752 y situados en la actual Place de Valois. Sí que se compró, a un precio exorbitante de 2 millones y medio de francos, el edificio de la Comédie-Française y las casas a él adosadas, por otros 2 millones. Con el complejo ya bien delimitado se podía finalizar el palacio.

### La gran rehabilitación del palacio (1817-1831)

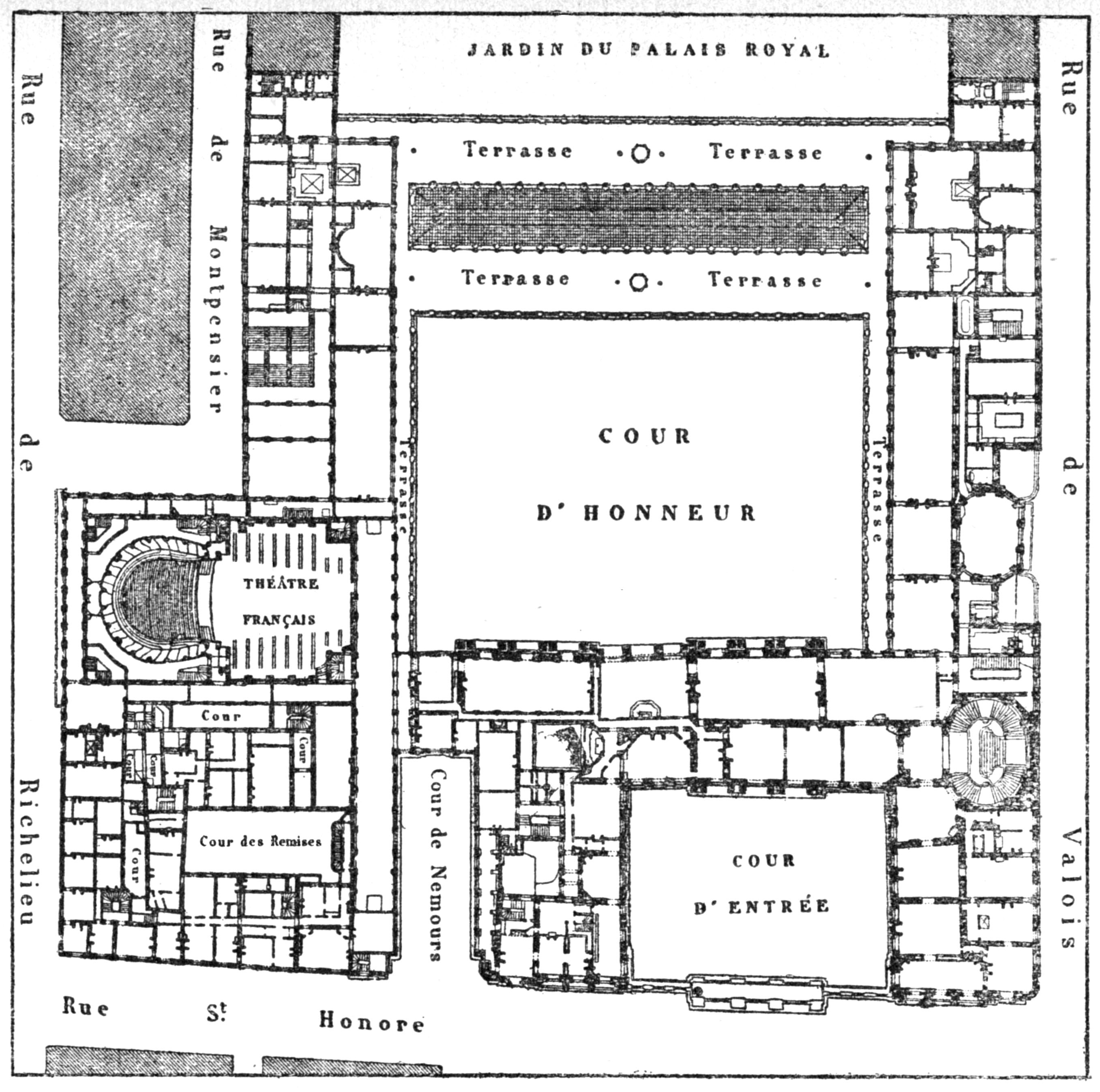
Planta del Palais-Royal tras la gran reforma de 1817-1831.

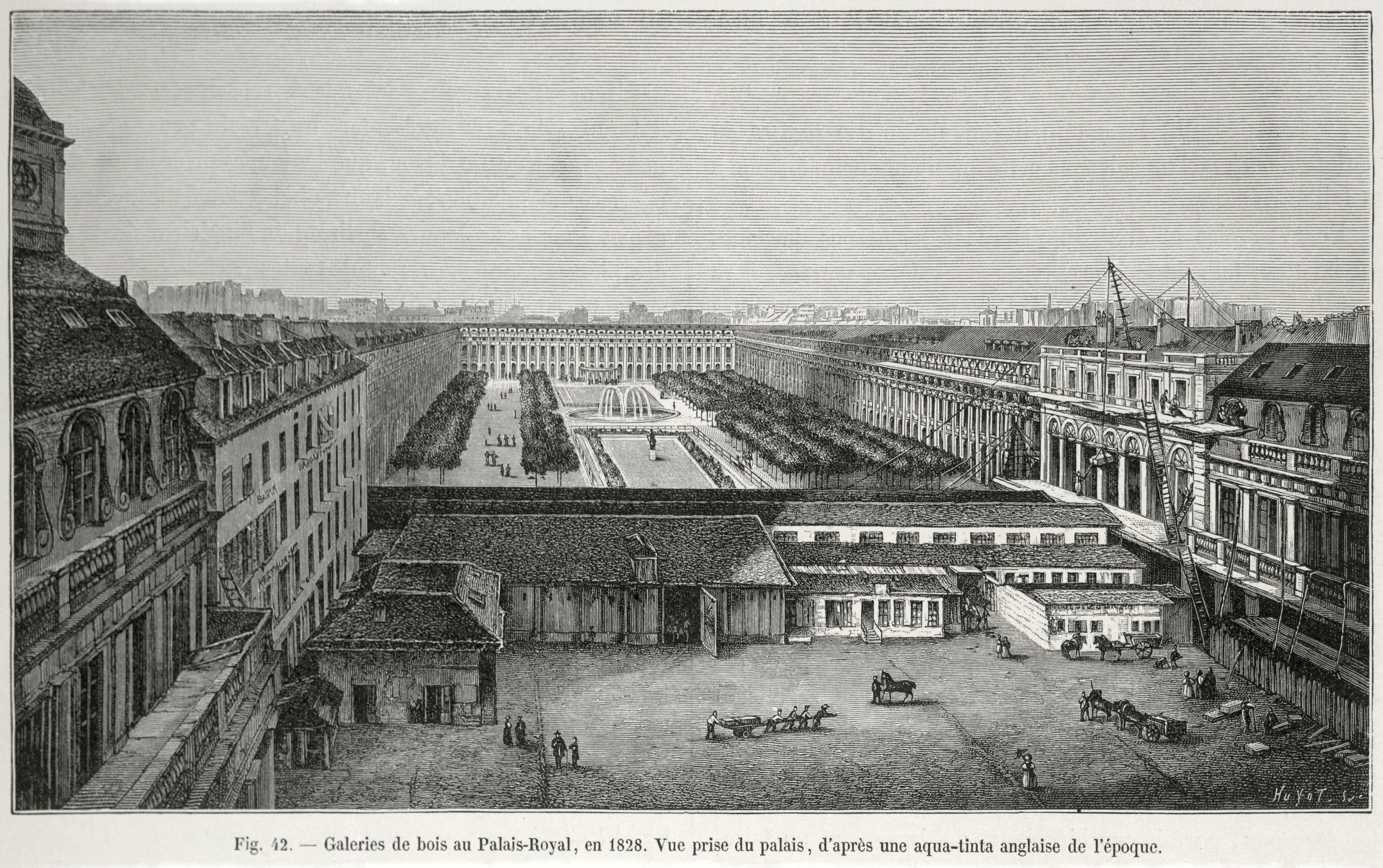
La Cour d'honneur (patio norte) del Palais-Royal en 1828. A la izquierda la Aile de Valois aún sin edificar, enfrente las Galeries de bois antes de su demolición y a la derecha el Pavillon de Montpensier en construcción.

Fontaine, arquitecto de confianza de Napoleón y ahora también de Luis XVIII, planteó a inicios de 1817 el proyecto de finalización del Palais-Royal, duraría dieciocho años y costaría once millones de francos. Tras su terminación en 1831, el palacio obtuvo el aspecto que, con ligeras modificaciones, aún conserva. Por primera vez se encontraba completamente aislado de las casa y manzanas circundantes. Las intervenciones consintieron en:
- la fachada sur cara a la rue Saint-Honoré conservó el mismo aspecto que Contant d'Ivry le dio en 1763.
- en el extremo suroeste se edificó la Cour de Nemours, una galería porticada que separaba el palacio del edificio de la Comédie-Française y las remises (cocheras).
- se restauró por completo la sala de la Comédie-Française y el edificio anexo de las dependencias del teatro, las remises (cocheras) y los despachos de la administración patrimonial (1822-1826).
- en el extremo del ala noreste (desde entonces llamada Aile de Valois) se edificó el Pavillon de Valois.
- se terminó el ala central cara a la Cour d'honneur, dejada a medias por Victor Louis (1826).
- se edificó el ala noroeste (desde entonces llamada Aile de Montpensier) y en su extremo el Pavillon de Montpensier (1830-1831).
- entre los pabellones de Valois y de Montpensier, en el lugar del vetusto Camp des Tartares, se construyó la magnífica Galerie d'Orléans, un gran atrio con tiendas formado por pilastras toscanas y cubierto por una gran cristalera de 70 metros de largo.

La gran campaña constructiva del Palais-Royal realizada por el duque Luis Felipe III de Orléans anunciaba ya los grandes proyectos restauradores de las Tullerías, Versalles o Fontainebleau que tendrían lugar en las décadas siguientes.
Por las noches, en el salon de famille, los Orléans recibían de forma más informal y amena que el tedio y la rigidez que reinaba en las Tullerías. La duquesa y mademoiselle Adelaïde se sentaban en una mesa redonda a hacer sus labores, mientras los visitantes entraban y charlaban tranquilamente, ya fuera con las mujeres o con el duque, que permanecía de pie o se sentaba en un sofá. Los hijos de la familia jugaban y correteaban en el salón contiguo. Todos los primeros miércoles de cada mes había gran recepción en el palacio, donde se invitaba a políticos y escritores liberales, que encontraban en el Palais-Royal una atmósfera más amable que las serias y escasas recepciones de las Tullerías. Con frecuencia también se daban conciertos, representaciones teatrales o se celebraban veladas literarias.

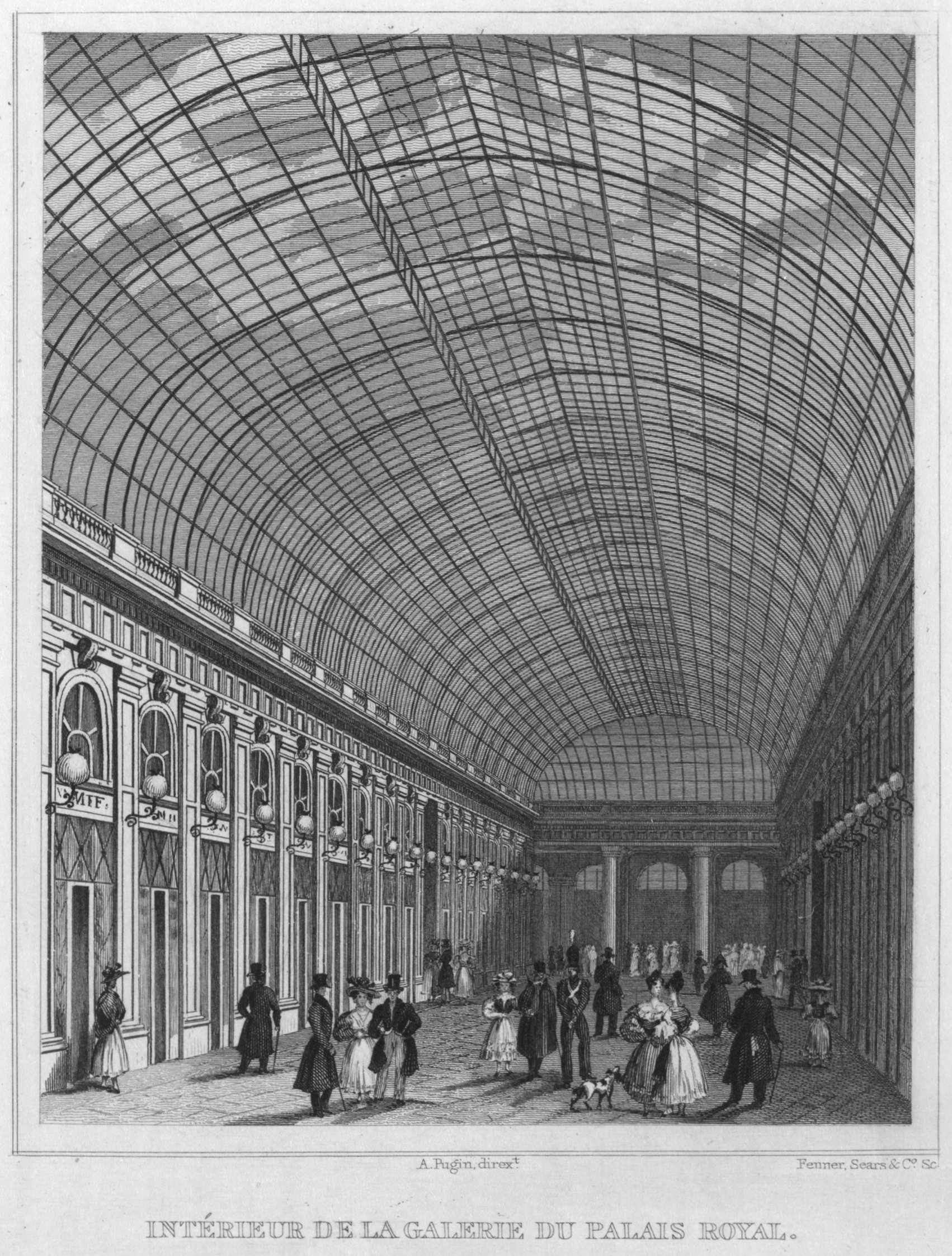
La nueva Galerie d'Orléans.

En el interior se acondicionaron distintos appartements para el duque y su numerosa familia (ocho niños) y un gran número de apartamentos a pequeña escala para el personal de la corte. En 1830, el Palais-Royal estaba dividido de la siguiente manera:
- el Grand Appartement en el ala central cara a la Cour d'honneur (patio norte).
- el appartement del duque en el ala central cara a la Cour de l'horloge (patio sur)
- el appartement de la duquesa en la Aile de Valois (ala noreste).
- el appartement de la princesa Adelaida en el ala sureste cara a la rue Saint-Honoré.
- el appartmennt del duque de Chartres en el ala suroeste cara a la rue Saint-Honoré.
- la Aile de Montpensier se destinó a un nuevo y amplio appartement para el duque de Chartres, que nunca lo llegó a habitar.
- los cuatro hijos menores de la pareja (Nemours, Joinville, Aumale y Montpensier) vivieron en el segundo piso del ala central.
- las tres hijas (Luisa, María y Clementina) lo hicieron en el segundo piso de la Aile de Valois.

La fiesta más brillante en este nuevo Palais-Royal fue dada el 31 de mayo de 1830 por el duque en honor a su cuñado el rey Francisco I de Nápoles unas semanas antes de la caída de Carlos X. Precisamente durante el Revolución de 1830, el Palais-Royal fue uno de los centro políticos de la capital, tras la llegada del duque la noche del 30 al 31 de julio. En el palacio tuvo lugar la aceptación por parte de Luis Felipe de la lugartenencia del reino (31 de julio), el nombramiento de un gobierno provisional (1 de agosto) y la proclamación de Luis Felipe de Orléans como "Rey de los franceses" (7 de agosto). La "entronización" tuvo lugar en el Palais Bourbon el 9 de agosto. 
En un principio, siguiendo sus ideales burgueses, el nuevo soberano quiso separar su cargo como rey de su vida privada y familiar, por ello, si las Tullerías se reservaron para ceremonias oficiales, el rey siguió viviendo en el Palais-Royal. No obstante, el nuevo primer ministro conservador Casimir Perier pronto insistió en un traslado al palacio de las Tullerías, el Palais-Royal rodeado de callejuelas estrechas no solo no era seguro, sino que pronto corrió el rumor que Luis Felipe I reservaba las Tullerías para el retorno de Enrique V.  El 1 de octubre de 1831, el nuevo rey y su familia abandonaron el Palais-Royal a regañadientes para instalarse en las Tullerías. Durante dieciséis años (1832-1848) el Palais-Royal, cuya restauración acababa de terminarse, permaneció vacío. 

La Revolución de 1830 en el Palais-Royal.
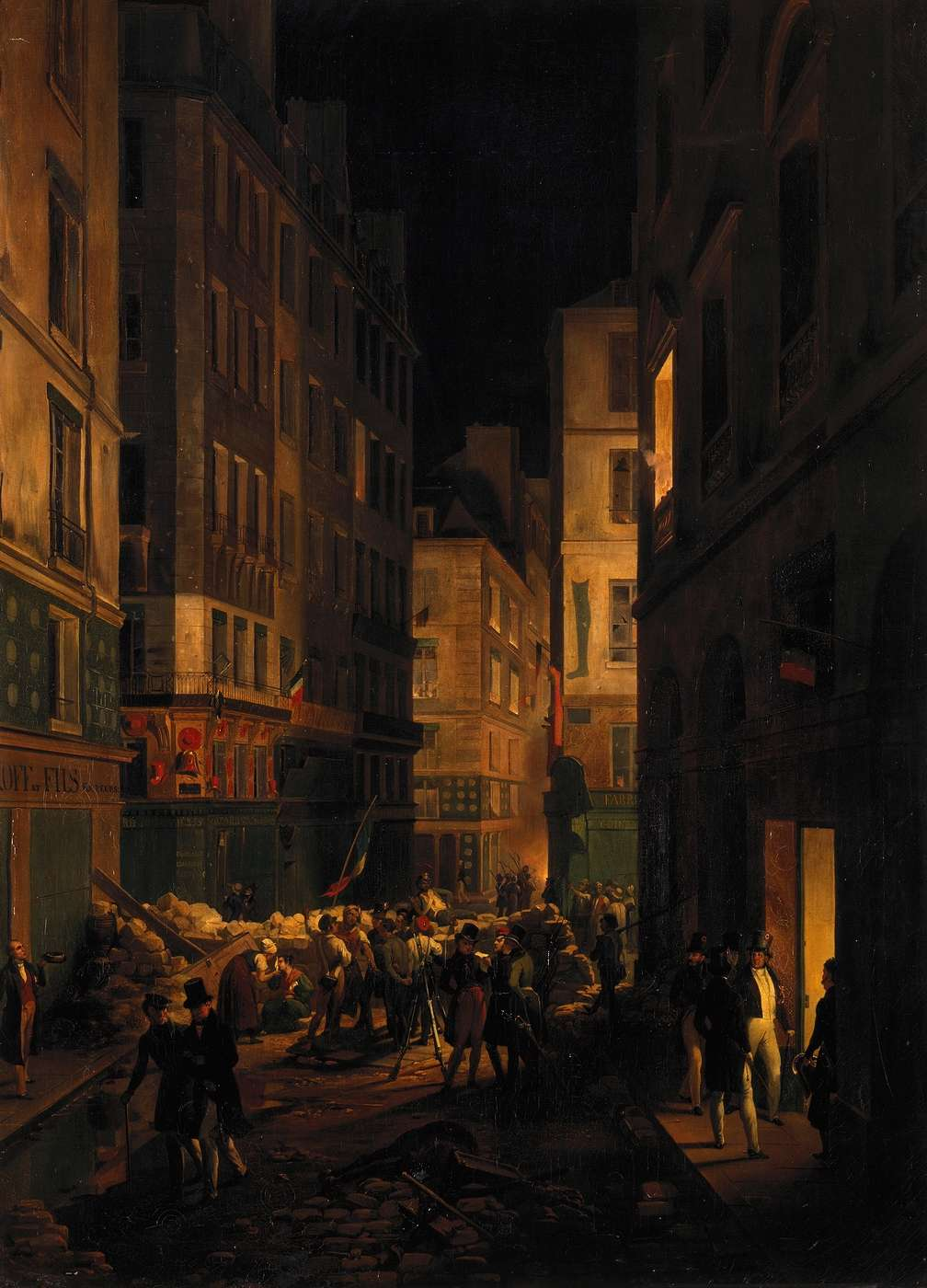
El duque de Orléans llegando al Palais-Royal la noche del 30 de julio de 1830.
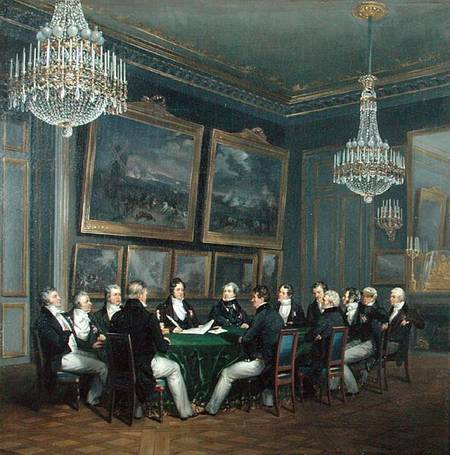
El duque de Orléans firmando la declaración de la Lugartenencia General del Reino el 2 de agosto de 1830.
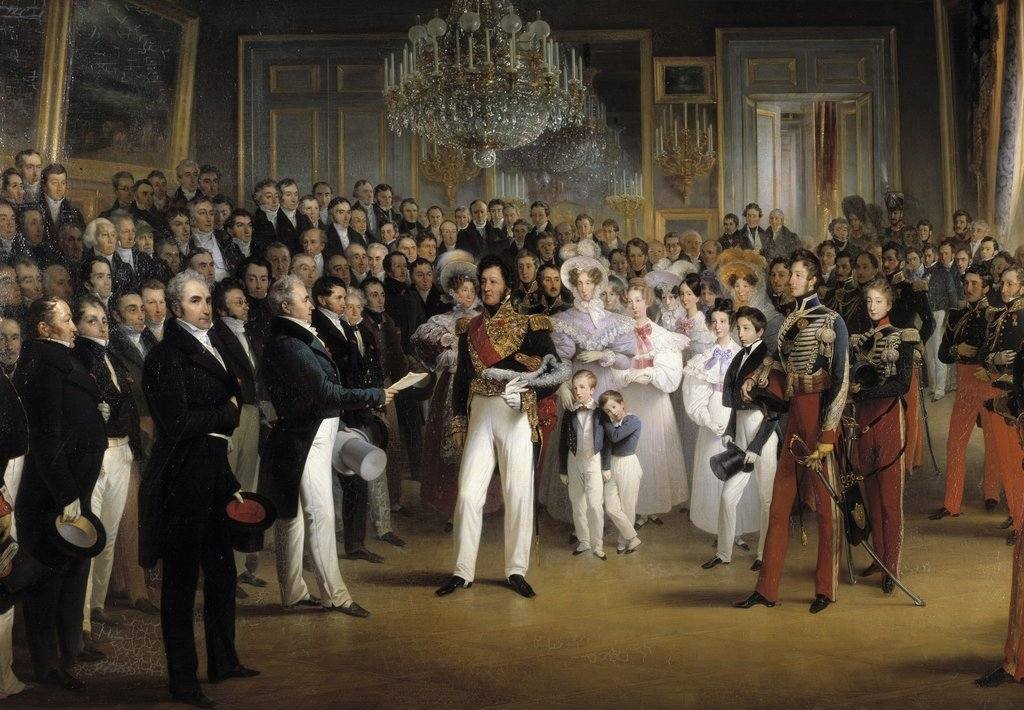
El duque de Orléans recibiendo a los miembros de la Cámara de Diputados el 7 de agosto de 1830.
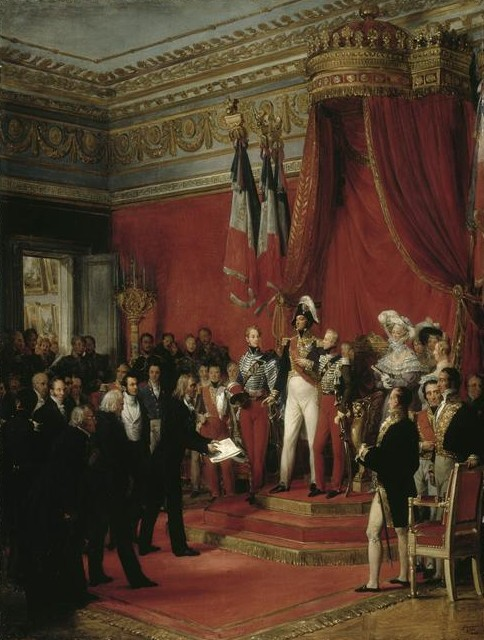
El rey Luis Felipe I renunciando a la corona belga en nombre de su hijo el duque de Nemours el 17 de febrero de 1831.

### El Palais-Royal de 1848 a 1900

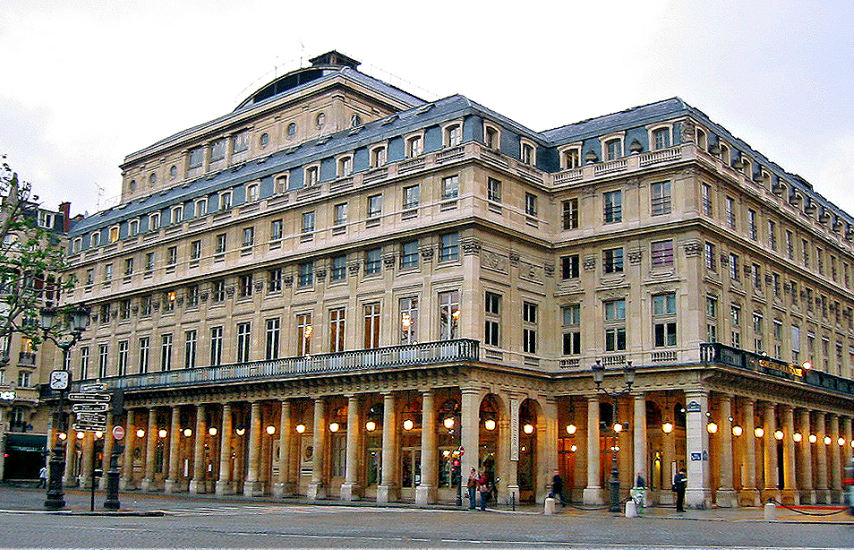
Nueva fachada de la Comédie Française (1860)

El Palais-Royal fue la víctima de la Revolución de 1848 que derrocó a Luis Felipe. El palacio fue saqueado, las pinturas quemadas o laceradas, los muebles y objetos de arte arrojados por las ventanas. Una vez más incorporado al dominio del Estado, se convirtió en el Palais-National.
Louis-Napoléon Bonaparte, presidente de la República, quiso dedicar el palacio a las Artes. Dos Salones se celebraron allí en 1850 y 1852 siendo construida, para la ocasión, una sala temporal en el centro del patio principal. El Emperador puso el palacio a disposición de Jerónimo Bonaparte, último superviviente de los hermanos de Napoleón, que residió en él ocho años hasta su muerte. Su hijo, el príncipe Napoleón, apodado Plon-Plon, primero instalado en el ala de Nemours, ocupó después de su matrimonio y de la muerte de su padre, el ala de Valois, dejando el ala de Nemours a su esposa María Clotilde de Saboya, hija de Victor-Emmanuel. 
En lo esencial, los apartamentos decorados por Fontaine para los Orléans se mantuvieron, excepto aquellos con vistas al patio que fueron rediseñados por el arquitecto del Palacio Pierre Prosper Chabrol en una larga serie de salones conocidos como la «Galerie des Fêtes». El príncipe, en frecuente oposición con el emperador, recibió allí a la sociedad liberal de la época: Emile de Girardin, Sainte-Beuve, Taine, Renan, Gustave Flaubert. El Ministerio de las Colonias se instaló en el ala de Montpensier.

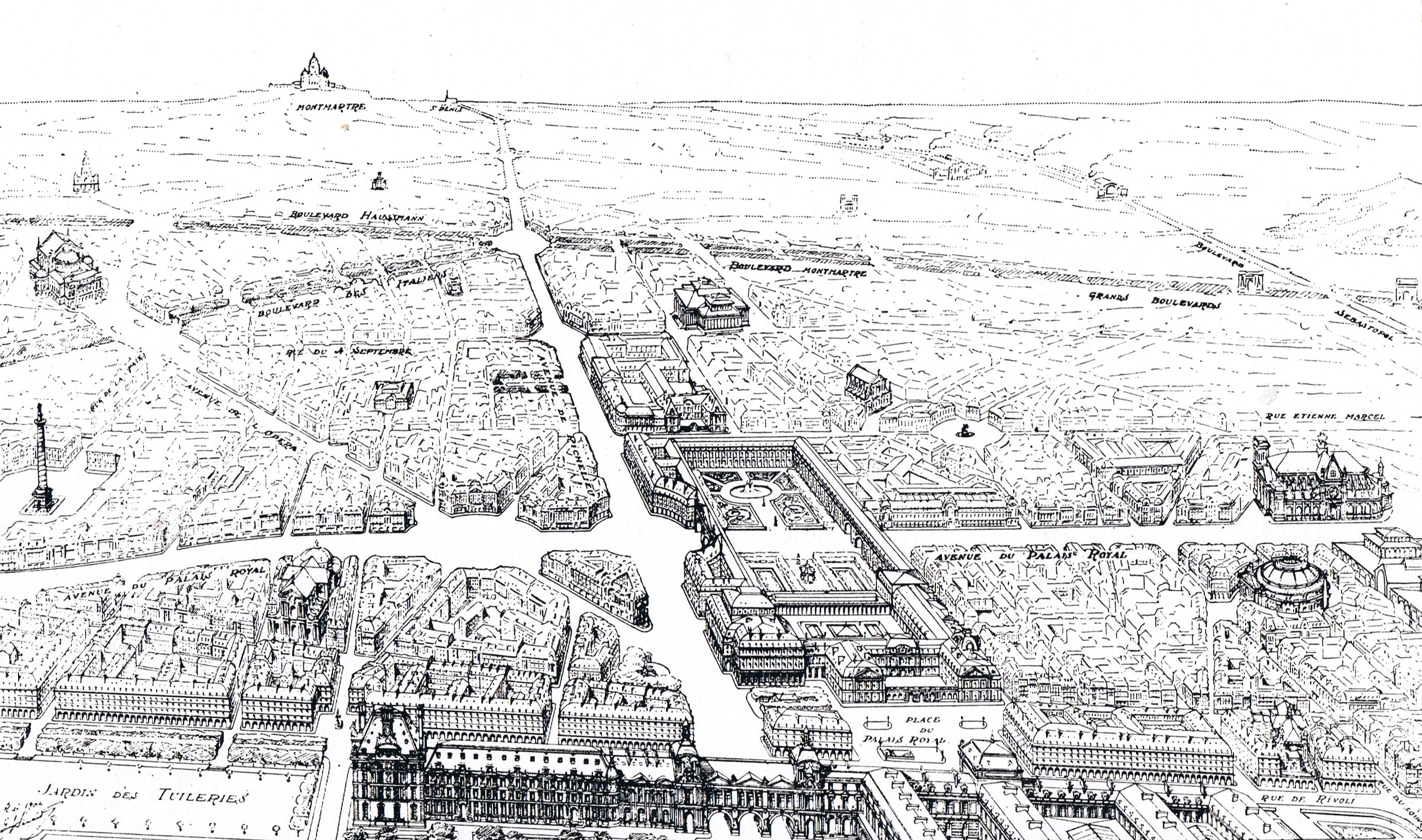
Proyecto de Eugène Hénard para abrir el jardín a la circulación (1904)

Los trabajos de apertura de la avenida de la Ópera en 1860 condujeron a la remodelación de la plaza del Teatro Francés (futura plaza Colette) y a la destrucción de una parte del patio de Nemours. El edificio de la Comédie-Française tomó entonces la fisonomía que conserva. Chabrol fue asignado a su restauración interna. Se vuelve a hacer un nuevo techo (que tendrá que ser reemplazado después del incendio de la escena teatral el 8 de marzo de 1900). En 1880, el arquitecto Paul Sédille realizó una renovación completa del Théâtre du Palais-Royal, que en esa ocasión instaló una escalera de emergencia en fachada para no modificar el interior. El teatro experimentó entonces un período próspero con el triunfo de La Vie parisienne (1866) y de Un fil à la patte (1894).
En mayo de 1871, la Comuna dio la orden de incendiar el Palais-Royal. Los foyers fueron incendiados en la noche del 23 al 24, pero el fuego se domina a la mañana siguiente gracias a algunos residentes del distrito y a una treintena de trabajadores del Banco de Francia. Solo el ala derecha del patio de entrada y los pisos del edificio central fueron seriamente dañados. La destrucción de mobiliario y de objetos de arte fue mucho menor que en 1848. Las fachadas dañadas fueron restauradas de manera idéntica por Chabrol de 1872 a 1874. El Palais-Royal sirvió entonces para reubicar el Consejo de Estado a título definitivo y provisionalmente el Tribunal de Cuentas, previamente instalado en el palacio de Orsay destruido por los incendios de la Comuna.
Alrededor de 1900, la Oficina Central de las Colonias se instaló en la galería de los Orléans sin modificarla.
Hacia el final del siglo, muchos proyectos (Théodore Charpentier, Henri Deverin, Eugène Hénard) de acondicionamiento del barrio contemplaban la apertura del jardín al tráfico, dando lugar a gran controversia y fueron rechazados. 

### El Palais-Royal de 1900 a nuestros días

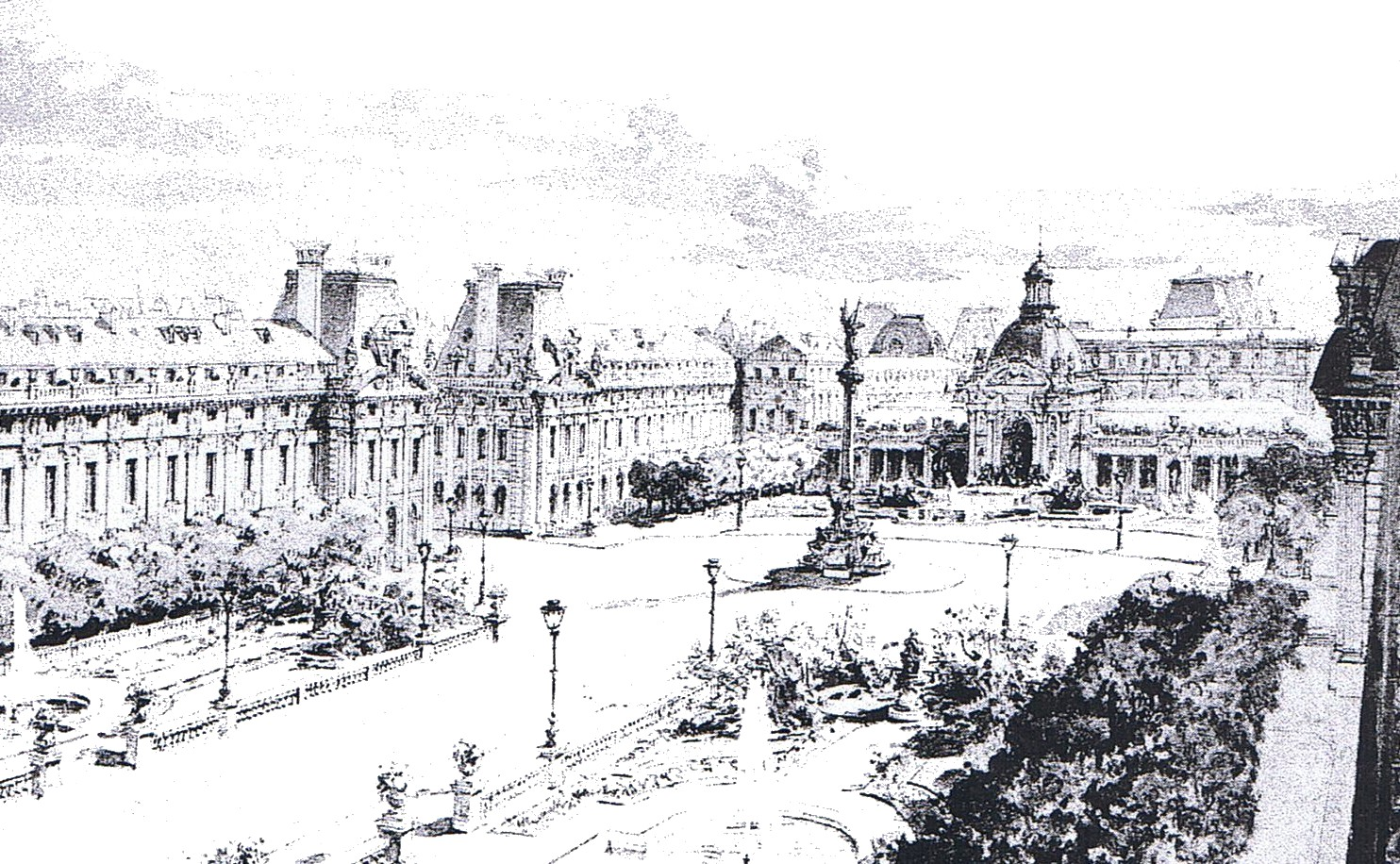
Propuesta para transformar el Palais-Royal de Henri Deverin (Revue L'architecture, 1905)

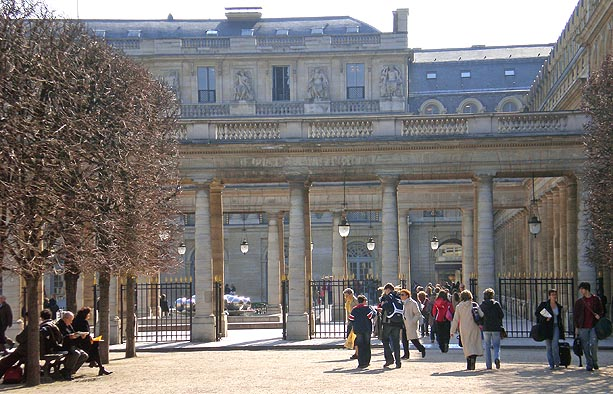
La galería de Orléans reducida a sus pórticos (1933). Al fondo, el Théâtre éphémère en madera de la Comédie-Française (2012) instalado, un guiño a la historia, en el emplazamiento del antiguo Camp des Tartares (1785-1829).

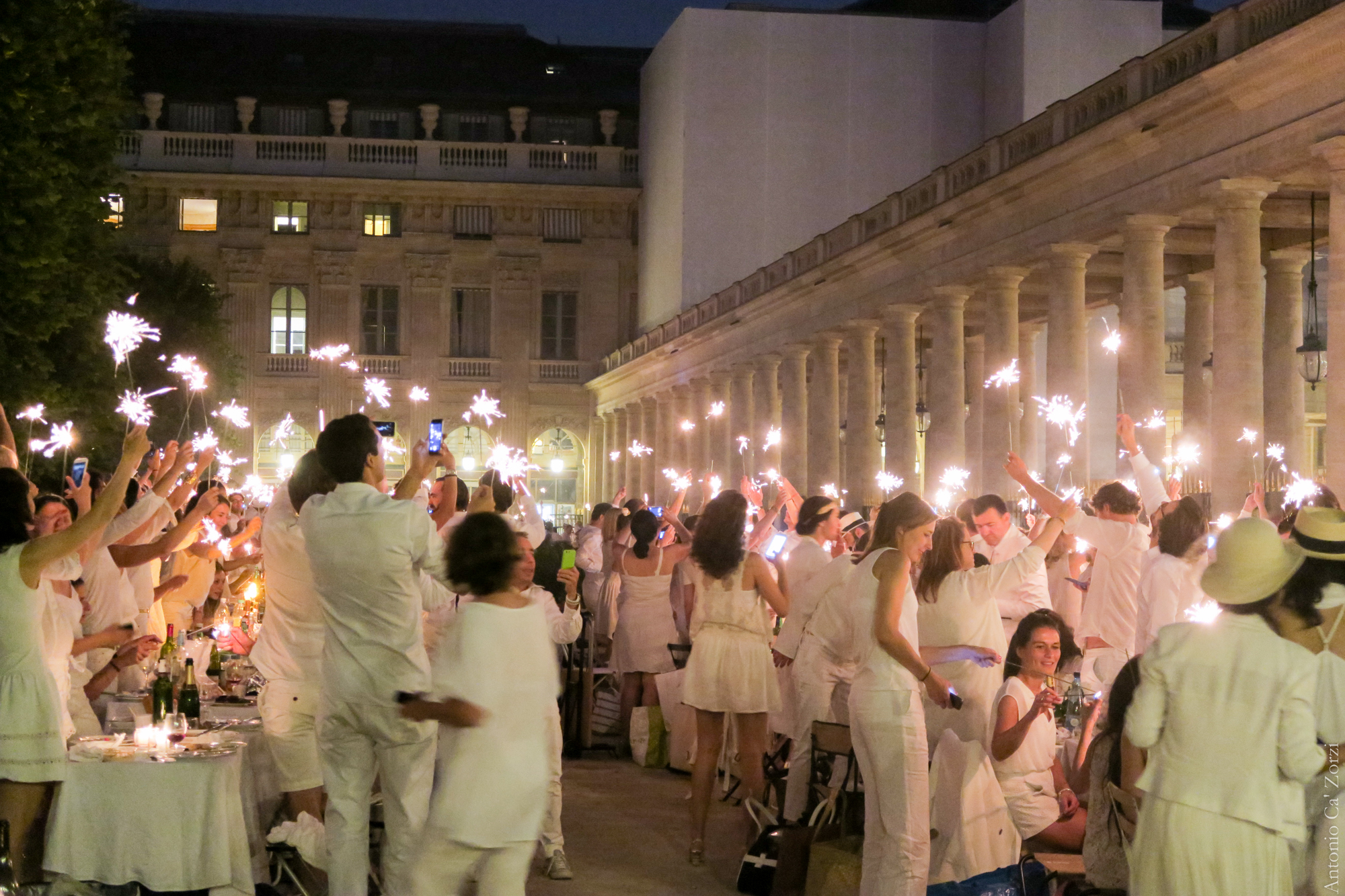
Cena en blanco del mes de junio de 2015

El siglo XX fue un siglo apacible para el Palais-Royal, que continúa escapando a los proyectos de los arquitectos: «Tour de cristal » de 30 m de altura en el jardín (Ginouvier); el Ministerio de las Colonias, de tres pisos en lugar de la galería de Orléans (Guadet); la apertura del jardín de Bloch-Levalois (la vía transversal fue situada, no en el medio del jardín como Deverin y Hénard, sino en el lugar de la galería de Orléans).
La única modificación arquitectónica importante de ese período fue en 1933 con la transformación de la galería de Orléans. Esa galería, que era una de las más bellas de París, albergaba la administración colonial. En un diseño puramente decorativo, se redujo a sus pórticos laterales mediante la demolición de las tiendas y el techo de cristal que lo cubría todo, manteniendo los dos peristilos que la enmarcaban, sin duda aportando al palacio una transparencia y luminosidad perdidas.
El comercio en las galerías, que se había mantenido en el siglo XIX, colapsó lentamente durante el siglo XX, para experimentar un resurgimiento a principios del siglo XXI. El comercio de decoraciones (Bacqueville, «el duque de Chartres»), que se mantiene desde la Restauración, probablemente siga siendo durante este período uno de los símbolos del Palais-Royal.
En 1959, se estableció en el ala de Montpensier el Consejo Constitucional creado por la Constitución de 1958 y en el ala de Valois el nuevo Ministerio de Cultura del que André Malraux permaneció como ministro durante más de diez años.
Colettepasó buena parte de su vida en el Palais Royal residiendo en el n.º 9 de la rue de Beaujolais (hay placa en su casa). Después de su funeral en 1954, se rindió un tributo oficial en el patio de honor del palacio. Jean Cocteau vivió mucho tiempo en el n.º 36 de larue de Montpensier.
La introducción del arte contemporáneo en el Palais-Royal en 1985 por iniciativa del ministerio de Cultura dirigido por Jack Lang, con la instalación de una composición monumental, las columnas de Daniel Buren, en el patio de honor (que servía en ese momento de aparcamiento para unos pocos privilegiados) desencadenó una nueva batalla entre lo antiguo y lo moderno, teñida de atrasados pensamientos políticos. Se han convertido hoy en una de las etapas esenciales del París turístico.
El Palacio ha estado siguiendo un plan de restauración durante varios años. Después de la restauración de las columnas de Buren en 2009, el año 2010 estuvo marcado por la restauración de la galería de Chartres, de la doble fila del pórtico de la galería de Orléans y de las fachadas de la rue de Valois.
En 2012, durante el tiempo de los trabajos de renovación de su escenario histórico, la Comédie-Française se trasladó a un Théâtre éphémère, de 26 m por 65 m, en madera e insertado en la galería de Orléans, que tiene capacidad para 700 asientos en graderías.
En junio de 2015, se eligió el Palais-Royal para la cena en blanco que se celebra cada año en un lugar público.

## Resumen de las actuaciones arquitectónicas en el Palais-Royal

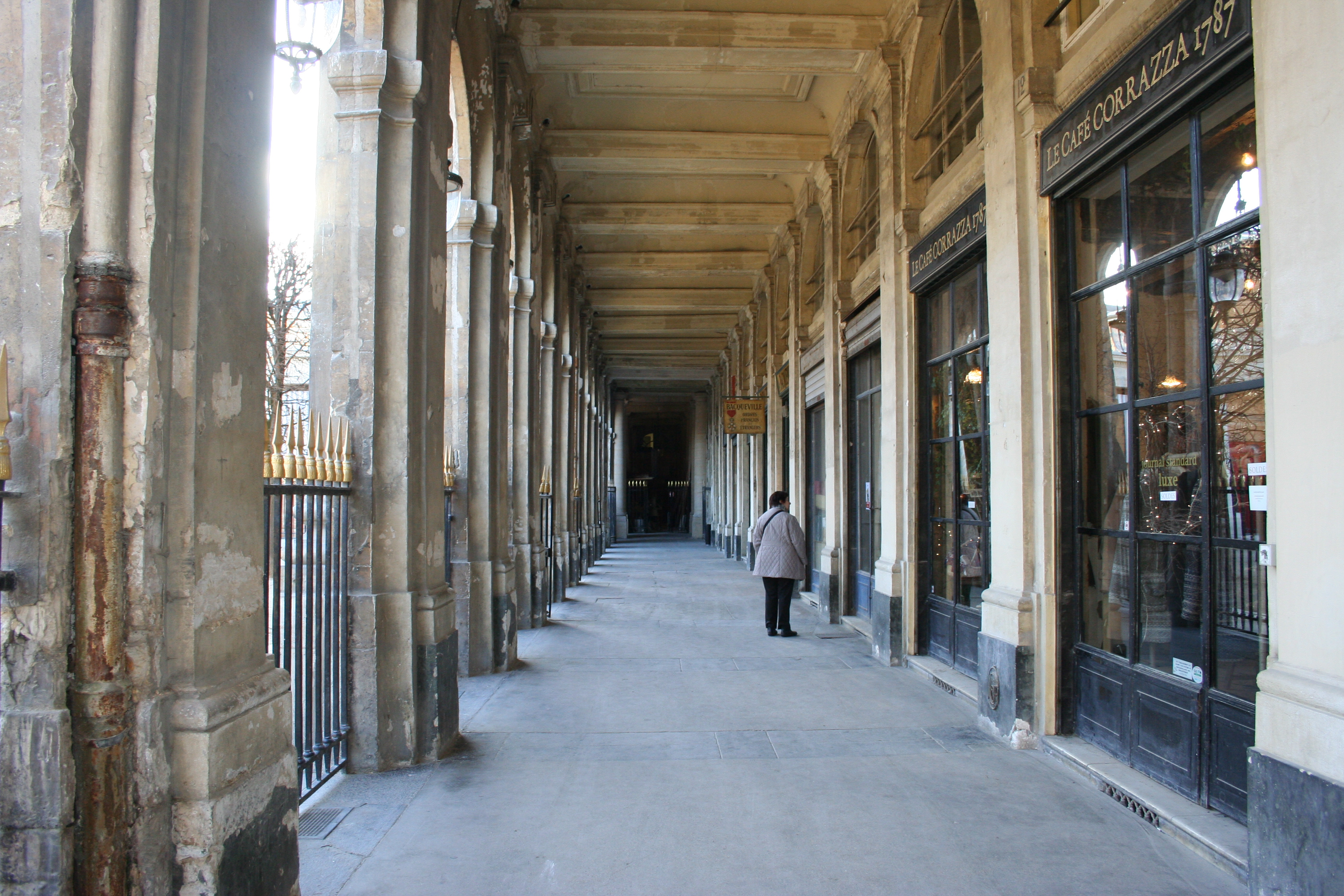
Vue de la galería de Montpensier (café Corrazza, commerce des décorations Bacqueville).

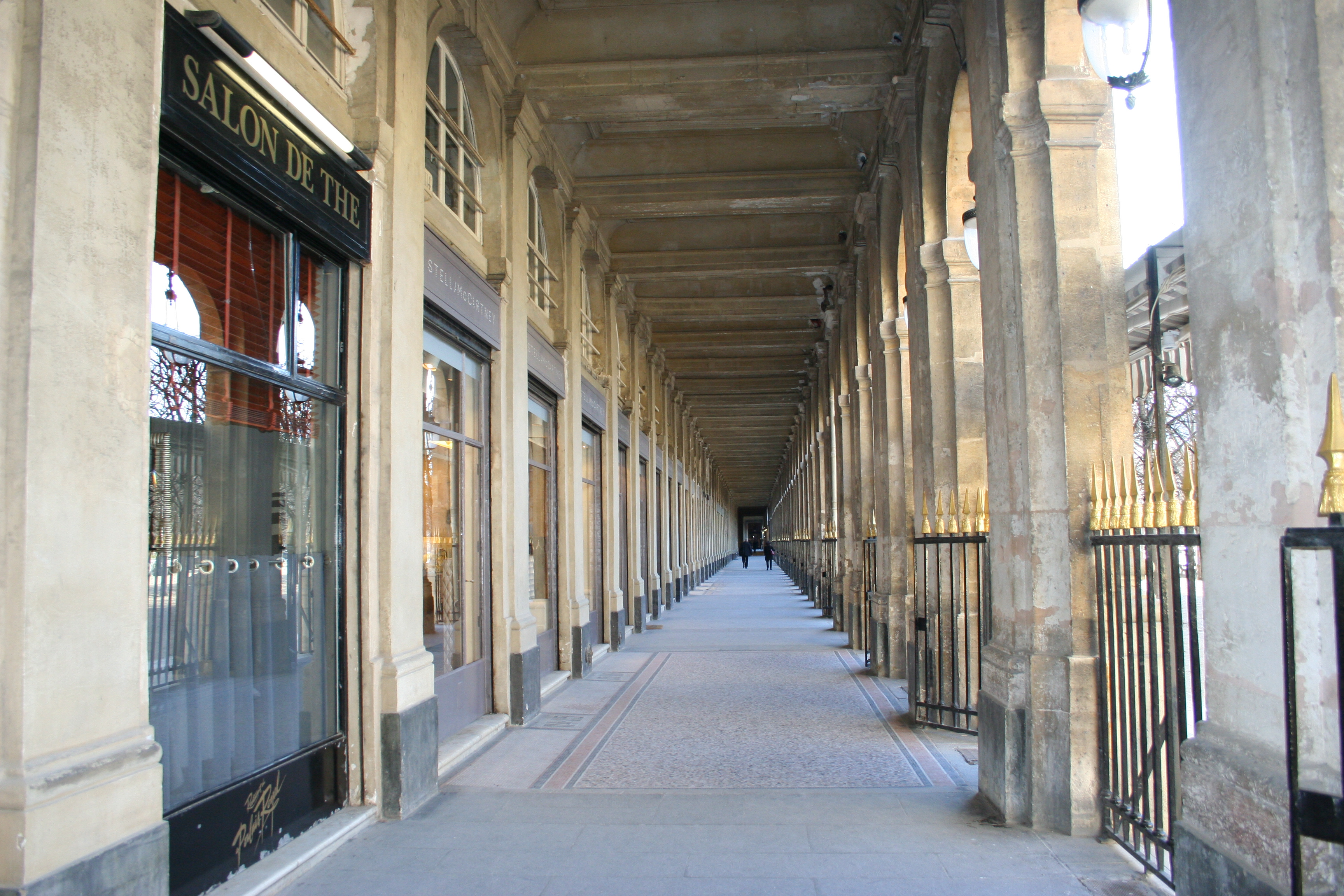
Vue de la galería de Valois à hauteur du n° 113 (voir précédemment l'aquarelle d’Opiz, en 1815, au même numéro).

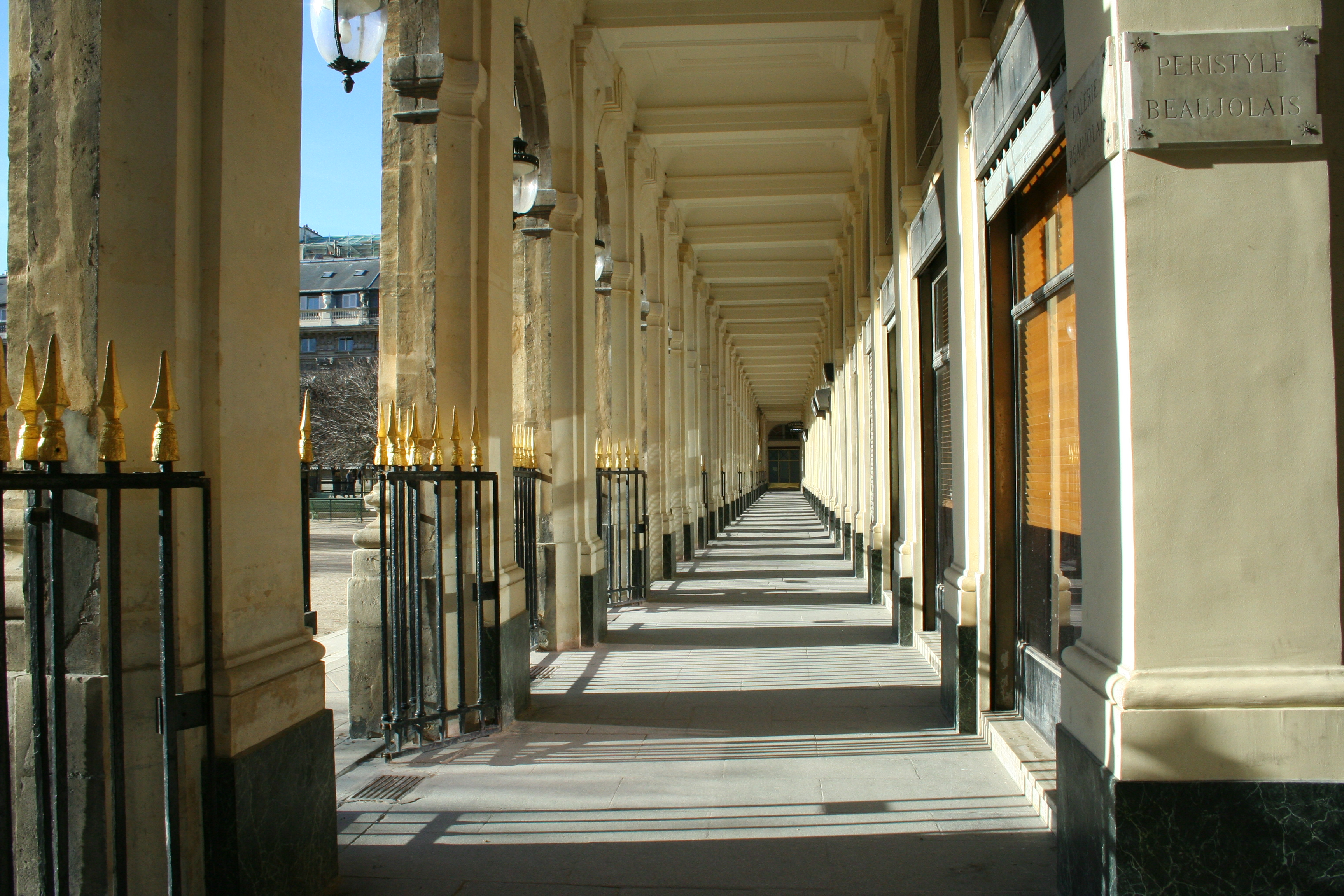
Vue de la galería de Beaujolais.

Como resumen, las intervenciones arquitectónicas en el conjunto del Palais-Royal pueden resumirse en las siguientes fases:
- 1.ª fase (1624-1642): transformación y ampliación del hôtel de Fresnes/Rambouillet y tras la demolición de la muralla de Carlos V, la creación del jardín en 1633. En 1634-1642, la repetición hacia el interior con la construcción de las galerías, la ampliación exterior con la edificación de una biblioteca, la construcción del teatro en 1639-1640, y finalmente en 1643 (después de la muerte de Richelieu), la plaza pública frente al antepatio del palacio, con la demolición del hôtel Sillery

- 2.ª fase (1643-1692):  el Palais-Cardinal pasó a ser el Palais-Royal y se acondicionan los apartamentos para Luis XIV en el ala Este;

- 3.ª fase (1692-1763):  instalación (en septiembre de 1661) de la Académie Royale de peinture et de sculpture (fundada en 1648), durante 31 años, en la galería para la biblioteca del Cardenal. Cuando la Academia se fue al Louvre en 1692, se construyó un apartamento en esa galería liberada y en 1700, Jules Hardouin-Mansart levantó una nueva galería, la futura galería de Eneas, paralela a la rue de Richelieu. En 1708-1723, redecoración de los apartamentos por Gilles-Marie Oppenordt (arquitecto del duque), y hacia 1741 restauración de los jardines por Claude Desgots (sobrino de Le Nôtre), y regularización de los alzados; en 1750, reparación de los edificios de los comunes de la rue des Bons-Enfants por Jean Sylvain Cartaud, autor del patio de las Fuentes. En 1752, Pierre Contant d'Ivry (1698-1777) dobló la profundidad del ala Este y acondionó los apartamentos de la duquesa en el ala Oeste.

- 4.ª fase (1763):   trabajos de reacondicionamiento y regularización de las fachadas del palacio que abren a la plaza pública frente al patio delantero. Tras el incendio de la Opéra Royal que destruyó la galería este de ese patio y del tejado del edificio principal, Pierre Contant d'Ivry diseñó un vestíbulo con una gran escalera con iluminación cenital —hoy parte del Consejo de Estado— y un avant-corps central del patio de honor, y Pierre-Louis Moreau-Desproux reconstruyó en el mismo lugar, un poco más al este, la Ópera (inaugurada en 1780).

- 5.ª fase (1781-1784):  parcelación del jardín por V. Louis y la demolición del muro-pórtico de J.Lemercier, la construcción planeada habría dado lugar a la separación ahora admitida entre el palacio y el jardín, cerrando por completo el patio de honor, y la realización de los cimientos de la cuarta ala en el patio por el arquitecto V. Louis. El arquitecto Louis y el duque imaginaron primero un complejo comercial, alrededor de un jardín de unos 135 m por 60 m, galerías de gran fondo en los lados más largos (más de 20 m), que albergaban más de 150 tiendas. El segundo proyecto fue tras el nuevo incendio de 8 de junio de 1781, que devastó la Ópera de forma permanente. El tercer proyecto fue una parcelación: Louis propuso una subdivisión al doblar y salir fuera del jardín las casas que bordeaban el anterior parque de Richelieu. Los edificios medianeros reemplazaron a las anteriores galerías. Finalmente se cerró el jardín cuyo eje se desplazó al oeste, con la ampliación del patio de honor mediante la destrucción de varios edificios notables del Palacio: la galería de Hombres Ilustres y el famoso salón de Oppenordt. en particular. La construcción de las cuarenta y cuatro casas terminó en enero de 1785, con una larga fachada con 180 arcadas en planta baja y decorada con un orden colosal.

- 6.ª fase (1784-1787):  edificación de equipamientos culturales: el Théâtre-Français, el Théâtre des Variétés, el futuro Théâtre du Palais-Royal (1784), un cirque en el centro del jardín.

- 7.ª fase (1793):  al convertirse en monumento del Estado, con debates entre conservación y amenazas de desaparición: la función utilitaria se acompañó de su celebración histórica y de museo. Se convierte en sede de instituciones políticas o artísticas. En 1795, entre los oponentes a la conservación del edificio que llaman «repaire de royalistes», la sugerencia del comisario Joseph Lakanal que ofrece Bonaparte derribar el Palais-Royal. Se decidió entonces la venta, pero el golpe de Estado de noviembre de 1799 lo impidió. Después de la incorporación del Palais-Royal al dominio de la corona imperial, se presentaron muchos proyectos de arquitectos de renombre: se habla de implementar la Bolsa y hubo propuestas para el establecimiento de otras instituciones (tribunal de Comercio, sede del Estado Mayor de París, Academia de Música). Otros propusieron reunificar el Palais-Royal con el Palais del Louvre y las Tullerías, como imaginó Fontaine (1762-1853). Ninguno de ellos tuvo éxito.
- 8.ª fase (1817-1831):  finalización del Palais-Royal por Fontaine: se construyeron los edificios comunes para el Palais-Royal y dependencias para el Théâtre-Français, tras la adquisición del duque de Orleans de las casas contiguas. No se terminarán hasta 1831. Fontaine realizó en etapas su plan que retomaba el proyecto de V. Louis, dejado en suspenso en la Revolución. Se remodeló el patio de honor y se edificó la galería de Orleans (basada en el principio del pasillo acristalado bordeado de tiendas, que conectaba los pabellones de Valois y Montpensier, y que suponía el abandono del plan de cerrar el patio de Honor con una cuarta ala).
- 9.ª fase (1850-1852):  instalación provsional del «Salon annuel des Arts» durante dos años en el patio de honor.

- 10.ª fase (1860-1879):   remodelación de la plaza del Palais-Royal bajo la tutela de Napoleón III y del prefecto Haussmann, despejando el monumento para enlazarlo con la capital. La desaparición de la torre de agua frente a ella (construida en 1719 y destruida en 1848) amplió la plaza del Palais-Royal. La remodelación de la plaza pública frente al Théâtre-Français, en 1860, supuso la remodelación de esa parte del Palais-Royal: algunas dependencias, situadas en un terreno donado a la ciudad, fueron demolidas, como el patio de Nemours, construido por Fontaine.
- 11.ª fase (1933): , demolición de la Galería de Orléans (construida en 1828 y 1829) y la conservación de las columnas abiertas en el jardín.

- 12.ª fase (1985-1986):  remodelación del patio por Daniel Buren en una mesa de doble Meseta con columnas.

## El Palais-Royal en las artes

### Escenas de películas rodadas en el Palais-Royal
- 1963: Charade, de Stanley Donen con Audrey Hepburn y Cary Grant
- 1976: Marathon Man, de John Schlesinger, con Dustin Hoffmann, Laurence Olivier y Roy Scheider
- 1992: Le soleil naît derrière le Louvre (telefilm, serie «Nestor Burma»), de Joyce Bunuel con Guy Marchand
- 1994: Entrevista con el vampiro (Interview with the Vampire) de Neil Jordan
- 1996: Hommes, femmes, mode d'emploi, de Claude Lelouch
- 2004: Un fil à la patte, de Michel Deville
- 2005: El código Da Vinci, de Ron Howard
- 2006: Marie Besnard, l'empoisonneuse, de Christian Faure (telefilm)
- 2007: La vie sera belle, de Edwin Baily (telefilm)
- 2007: Nicolas Le Floch, de Edwin Baily (telefilm)
- 2007: Paris, de Cédric Klapisch
- 2008: Cash, de Éric Besnard
- 2008: Les Herbes folles, deAlain Resnais
- 2009: L'Armée du crime, de Robert Guédiguian
- 2012: Main dans la main, de Valérie Donzelli
- 2012: Cherchez Hortense, de Pascal Bonitzer
- 2013: Alias Caracalla, de Alain Tasma

### En la literatura
- Honoré de Balzac, Illusions perdues, II. (Pléiade, p. 355-362)

### En los videojuegos

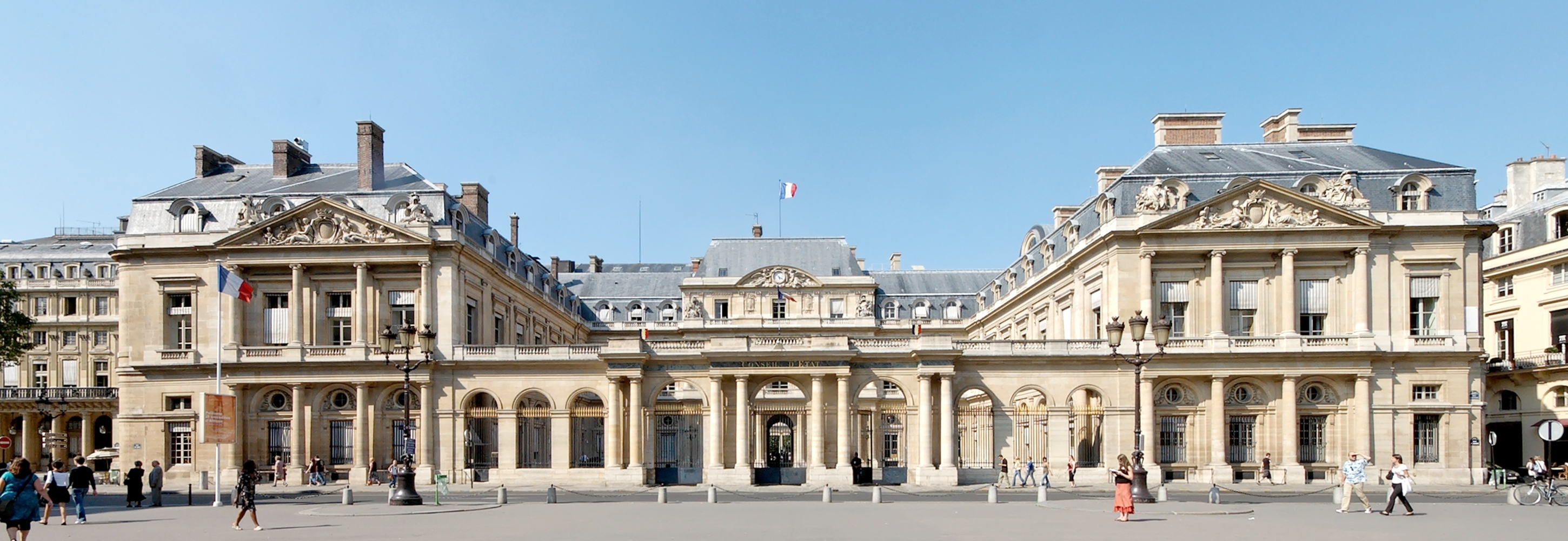
Fachada del Palais-Royal sobre la rue Saint-Honoré.

- 2014: Assassin's Creed: Unity